# Oscar al miglior attore non protagonista

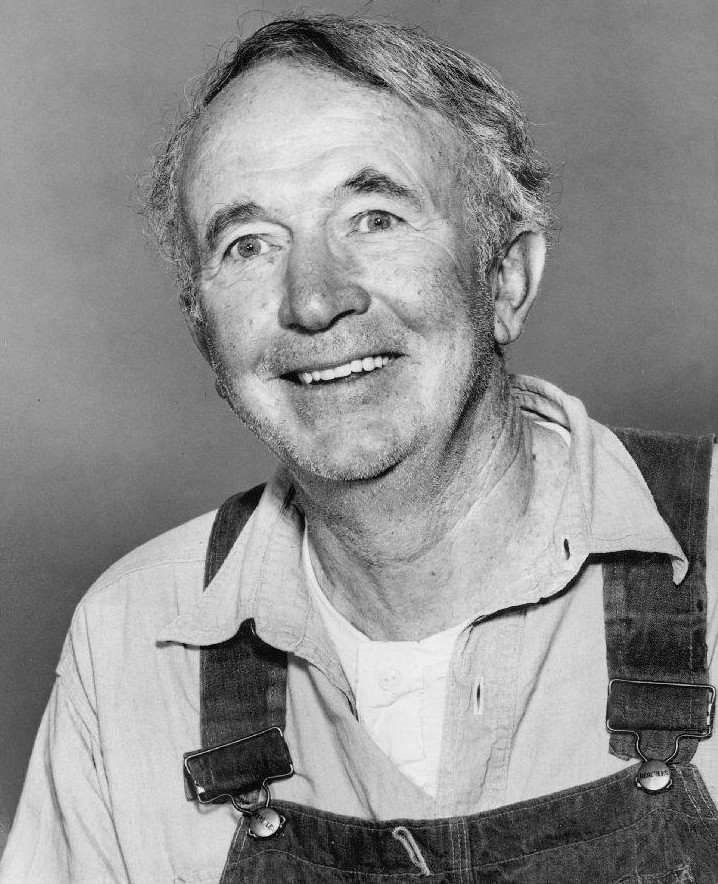
Walter Brennan, unico attore ad aver vinto tre statuette in questa categoria: nel 1937 per Ambizione, nel 1939 per Kentucky e nel 1941 per L'uomo del West

L'Oscar al miglior attore non protagonista (Academy Award for Best Supporting Actor) viene assegnato all'attore che compare in un film in un ruolo non protagonista votato come migliore dall'Academy of Motion Picture Arts and Sciences, cioè l'ente che assegna gli Academy Awards, i celebri premi conosciuti in Italia come premi Oscar.

## Vincitori e candidati
L'elenco mostra il vincitore di ogni anno, seguito dagli attori che hanno ricevuto una nomination. Per ogni attore viene indicato il titolo del film che gli ha valso la nomination, se possibile con il titolo in italiano.
Gli anni indicati sono quelli in cui è stato assegnato il premio e non quello in cui è stato interpretato il film. Per maggiori informazioni si veda la voce Cerimonie dei premi Oscar.

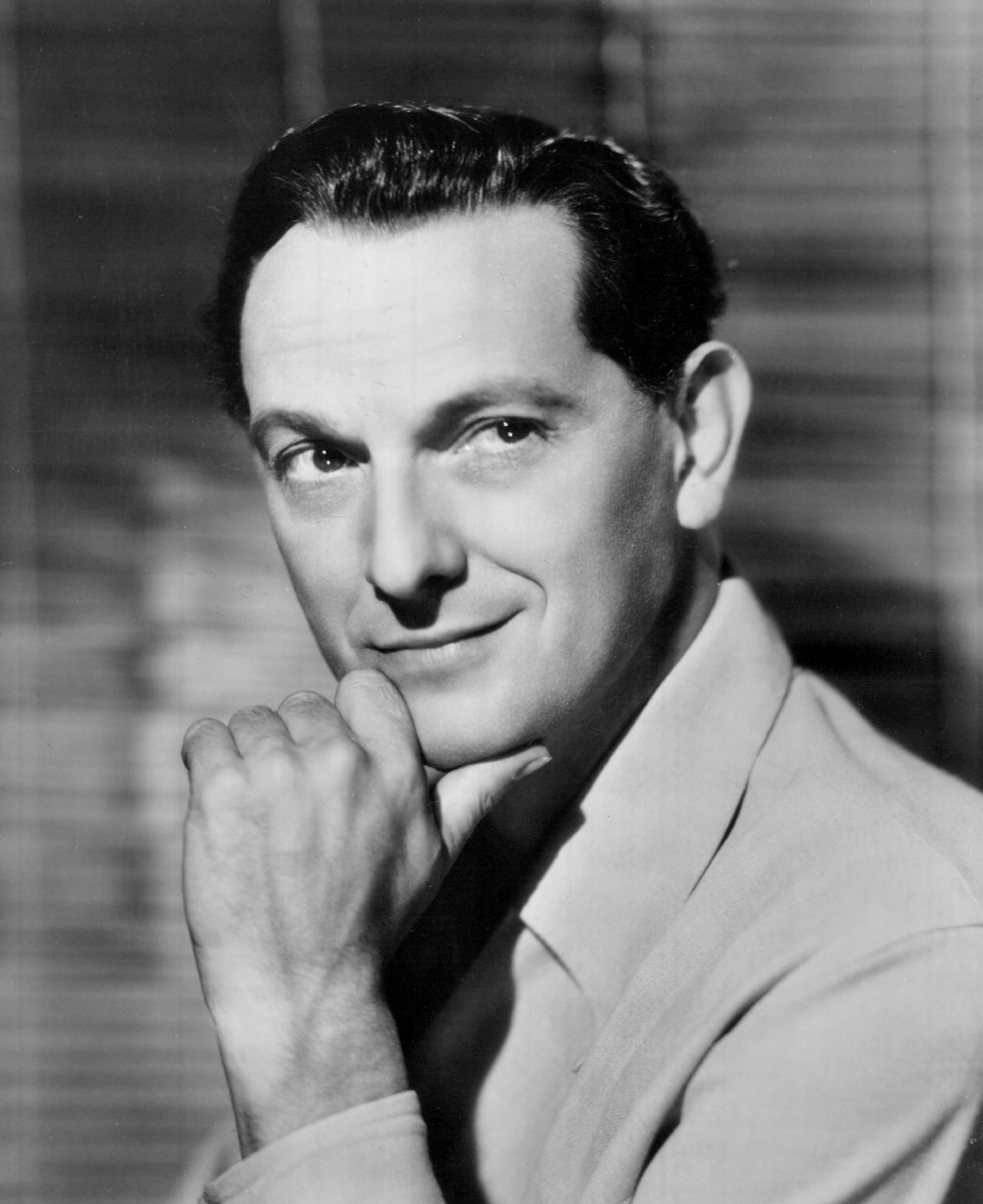
Joseph Schildkraut, vincitore nel 1938.

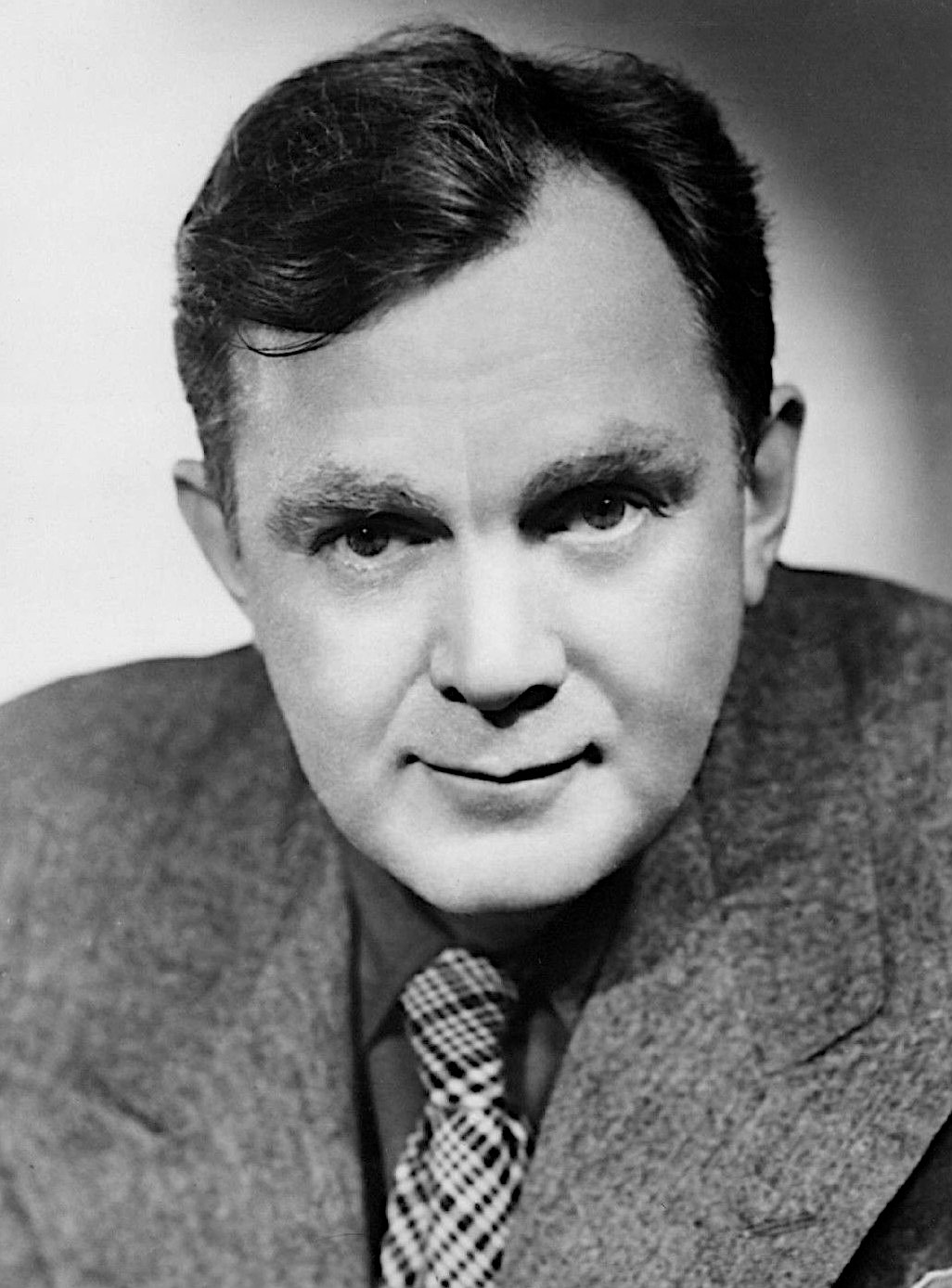
Thomas Mitchell, vincitore nel 1940.

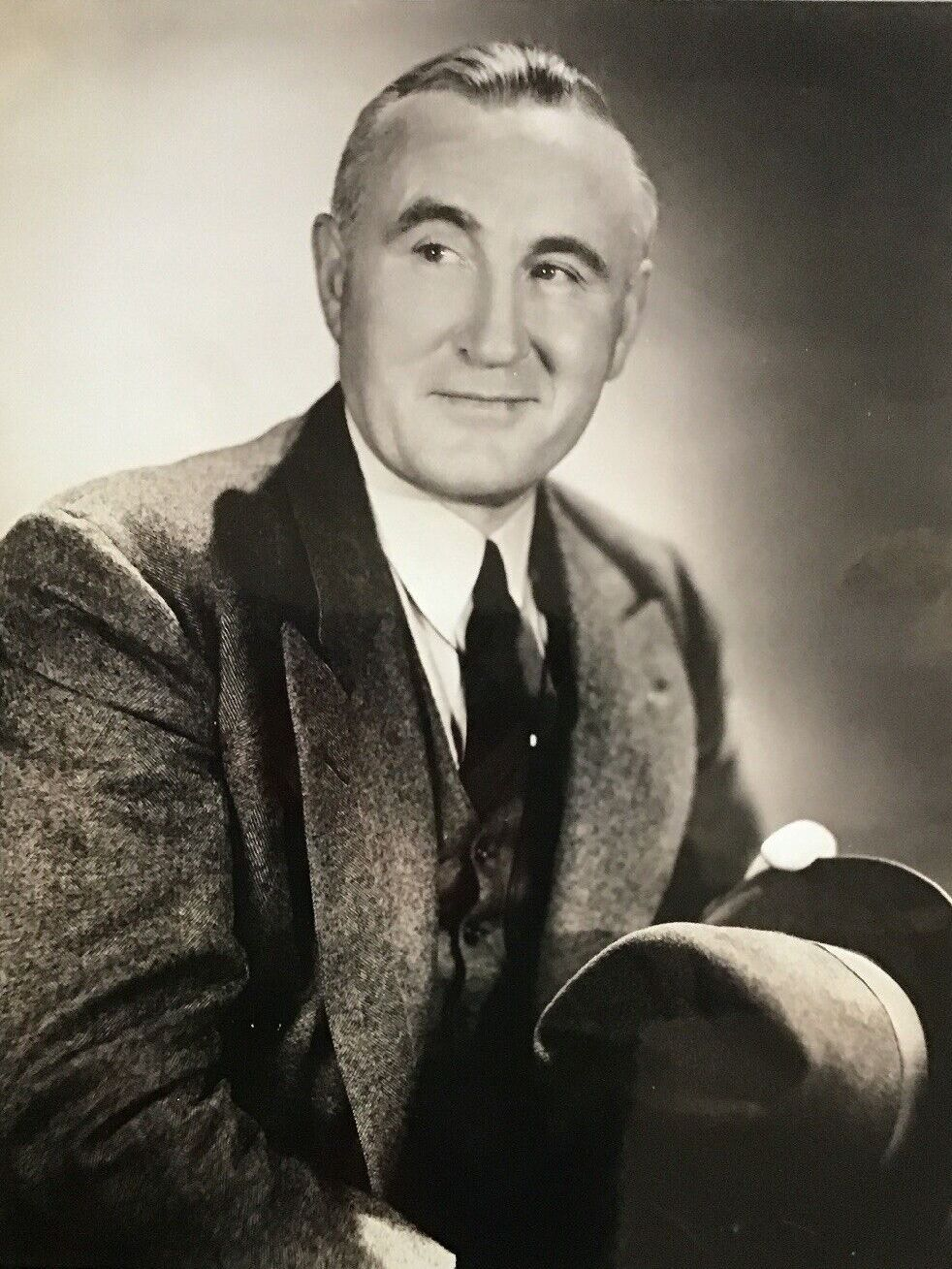
Donald Crisp, vincitore nel 1942.

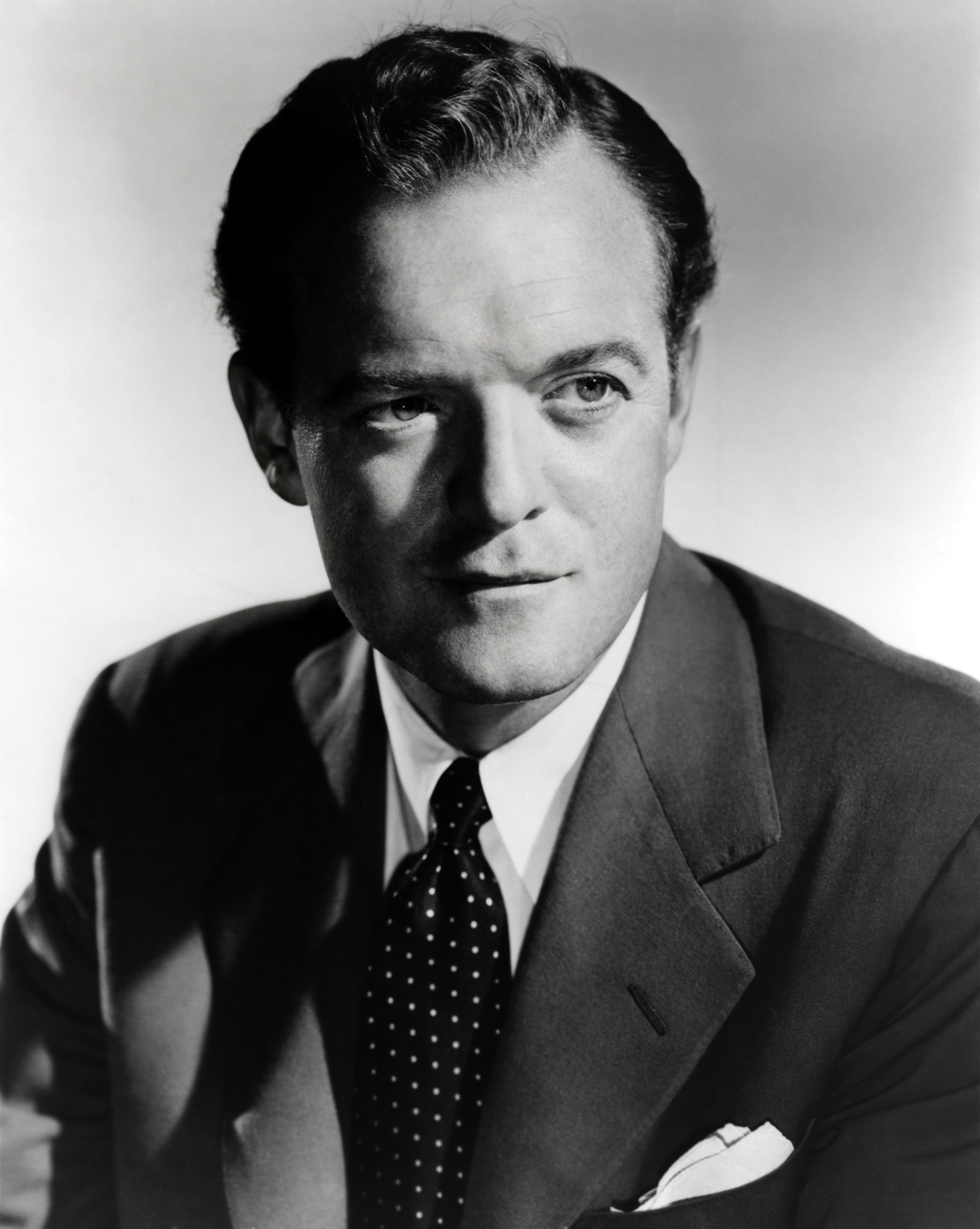
Van Heflin, vincitore nel 1943.

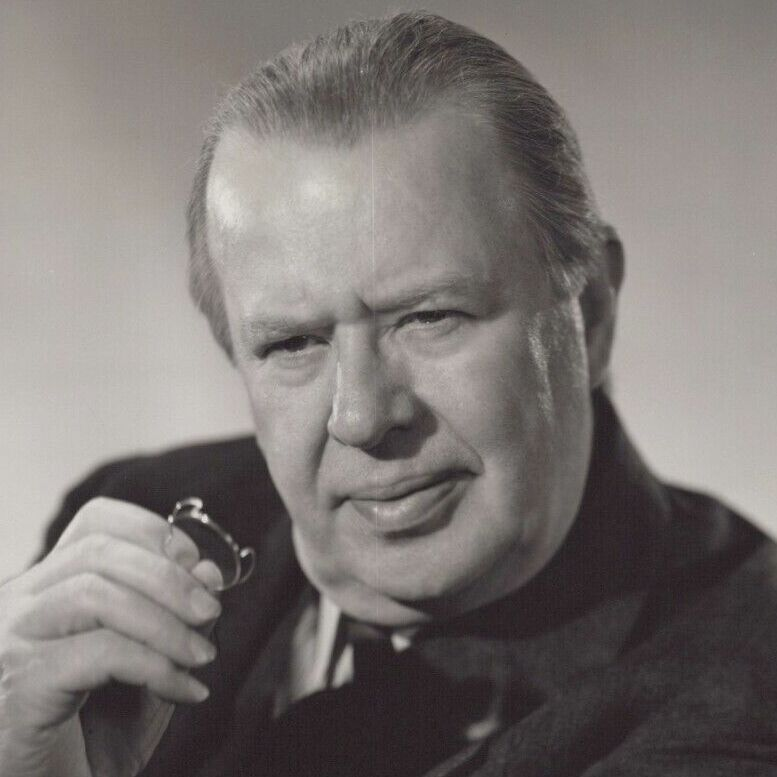
Charles Coburn, vincitore nel 1944.

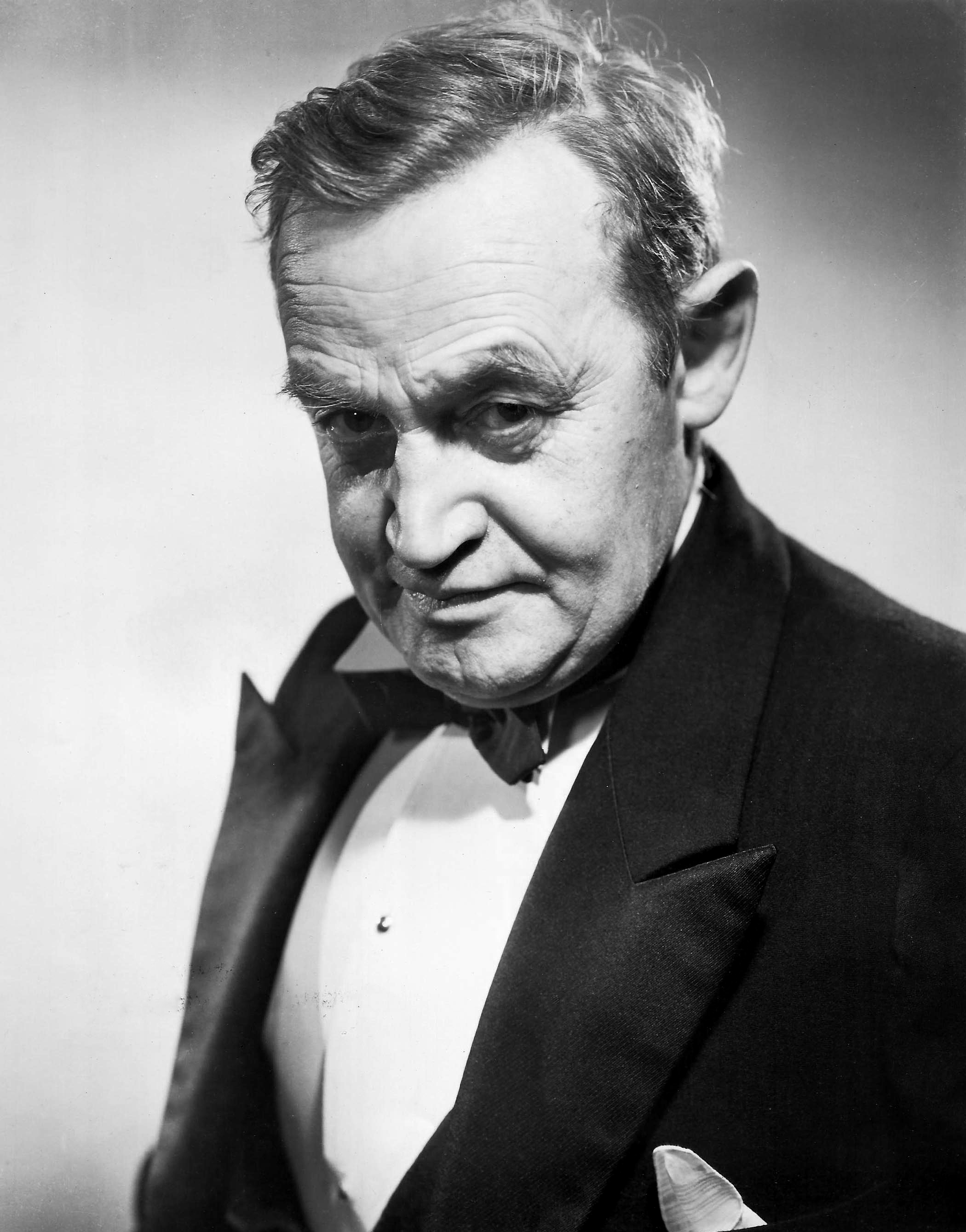
Barry Fitzgerald, vincitore nel 1945.

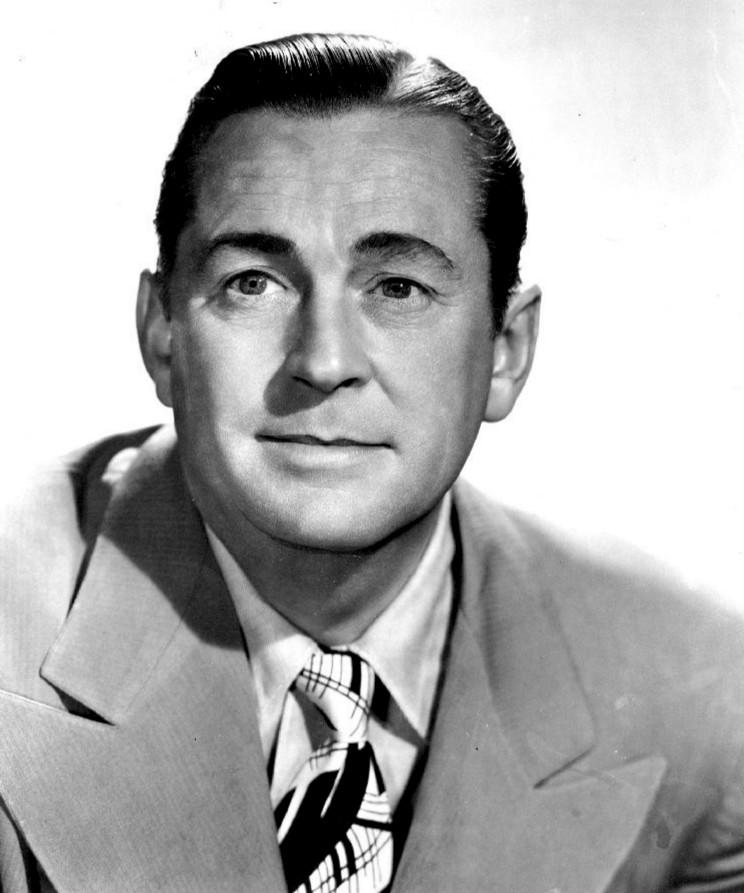
James Dunn, vincitore nel 1946.

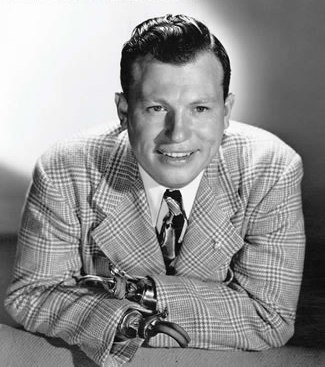
Harold Russell, vincitore nel 1947.

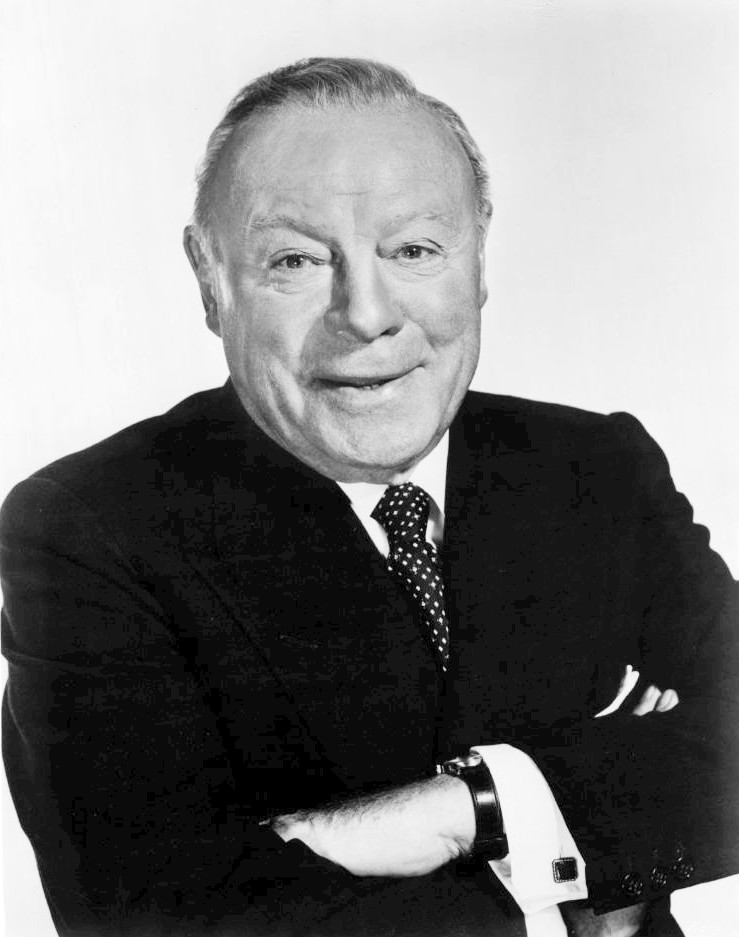
Edmund Gwenn, vincitore nel 1948.

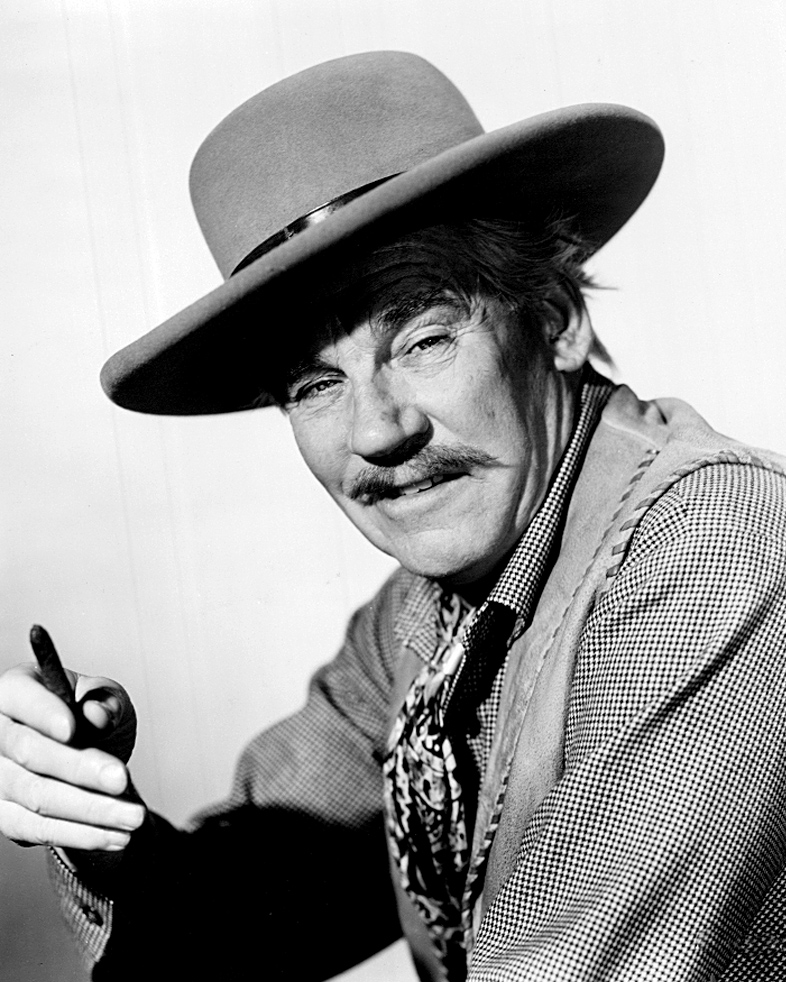
Walter Huston, vincitore nel 1949.

### 1930
- 1937[1]
  - Walter Brennan - Ambizione (Come and Get It)
  - Misha Auer - L'impareggiabile Godfrey (My Man Godfrey)
  - Stuart Erwin - Pigskin Parade
  - Basil Rathbone - Giulietta e Romeo (Romeo and Juliet)
  - Akim Tamiroff - L'oro della Cina (The General Died at Dawn)
- 1938[2]
  - Joseph Schildkraut - Emilio Zola (The Life of Emile Zola)
  - Ralph Bellamy - L'orribile verità (The Awful Truth)
  - Thomas Mitchell - Uragano (The Hurricane)
  - H.B. Warner - Orizzonte perduto (Lost Horizon)
  - Roland Young - La via dell'impossibile (Topper)
- 1939[3]
  - Walter Brennan - Kentucky
  - John Garfield - Quattro figlie (Four Daughters)
  - Gene Lockhart - Un'americana nella Casbah (Algiers)
  - Robert Morley - Maria Antonietta (Marie Antoinette)
  - Basil Rathbone - Un vagabondo alla corte di Francia (If I Were King)

### 1940
- 1940[4]
  - Thomas Mitchell - Ombre rosse (Stagecoach)
  - Brian Aherne - Il conquistatore del Messico (Juarez)
  - Harry Carey - Mr. Smith va a Washington (Mr. Smith Goes to Washington)
  - Brian Donlevy - Beau Geste
  - Claude Rains - Mr. Smith va a Washington (Mr. Smith Goes to Washington)
- 1941[5]
  - Walter Brennan - L'uomo del West (The Westerner)
  - Albert Bassermann - Il prigioniero di Amsterdam (Foreign Correspondent)
  - William Gargan - Non desiderare la donna d'altri (They Knew What They Wanted)
  - Jack Oakie - Il grande dittatore (The Great Dictator)
  - James Stephenson - Ombre malesi (The Letter)
- 1942[6]
  - Donald Crisp - Com'era verde la mia valle (How Green Was My Valley)
  - Walter Brennan - Il sergente York (Sergeant York)
  - Charles Coburn - Il diavolo si converte (The Devil and Miss Jones)
  - James Gleason - L'inafferrabile signor Jordan (Here Comes Mr. Jordan)
  - Sydney Greenstreet - Il mistero del falco (The Maltese Falcon)
- 1943[7]
  - Van Heflin - Sorvegliato speciale (Johnny Eager)
  - William Bendix - L'isola della gloria (Wake Island)
  - Walter Huston - Ribalta di gloria (Yankee Doodle Dandy)
  - Frank Morgan - Gente allegra (Tortilla Flat)
  - Henry Travers - La signora Miniver (Mrs. Miniver)
- 1944[8]
  - Charles Coburn - Molta brigata vita beata (The More the Merrier)
  - Charles Bickford - Bernadette (The Song of Bernadette)
  - J. Carrol Naish - Sahara
  - Claude Rains - Casablanca
  - Akim Tamiroff - Per chi suona la campana (For Whom the Bell Tolls)
- 1945[9]
  - Barry Fitzgerald - La mia via (Going My Way)
  - Hume Cronyn - La settima croce (The Seventh Cross)
  - Clifton Webb - Vertigine (Laura)
  - Claude Rains - La signora Skeffington (Mr. Skeffington)
  - Monty Woolley - Da quando te ne andasti (Since You Went Away)
- 1946[10]
  - James Dunn - Un albero cresce a Brooklyn (A Tree Grows in Brooklyn)
  - Michail Aleksandrovič Čechov - Io ti salverò (Spellbound)
  - John Dall - Il grano è verde (The Corn Is Green)
  - Robert Mitchum - I forzati della gloria (G. I. Joe)
  - J. Carrol Naish - L'ombra dell'altro (A Medal for Benny)
- 1947[11]
  - Harold Russell - I migliori anni della nostra vita (The Best Years of Our Lives)
  - Charles Coburn - Anni verdi (The Green Years)
  - William Demarest - Al Jolson (The Jolson Story)
  - Claude Rains - Notorious - L'amante perduta (Notorious)
  - Clifton Webb - Il filo del rasoio (The Razor's Edge)
- 1948[12]
  - Edmund Gwenn - Il miracolo della 34ª strada (Miracle on 34th Street)
  - Charles Bickford - La moglie celebre (The Farmer's Daughter)
  - Thomas Gomez - Fiesta e sangue (Ride the Pink Horse)
  - Robert Ryan - Odio implacabile (Crossfire)
  - Richard Widmark - Il bacio della morte (Kiss of Death)
- 1949[13]
  - Walter Huston - Il tesoro della Sierra Madre (The Treasure of the Sierra Madre)
  - Charles Bickford - Johnny Belinda
  - José Ferrer - Giovanna d'Arco (Joan of Arc)
  - Oskar Homolka - Mamma ti ricordo (I Remember Mama)
  - Cecil Kellaway - L'isola del desiderio (The Luck of the Irish)

### 1950
- 1950[14]

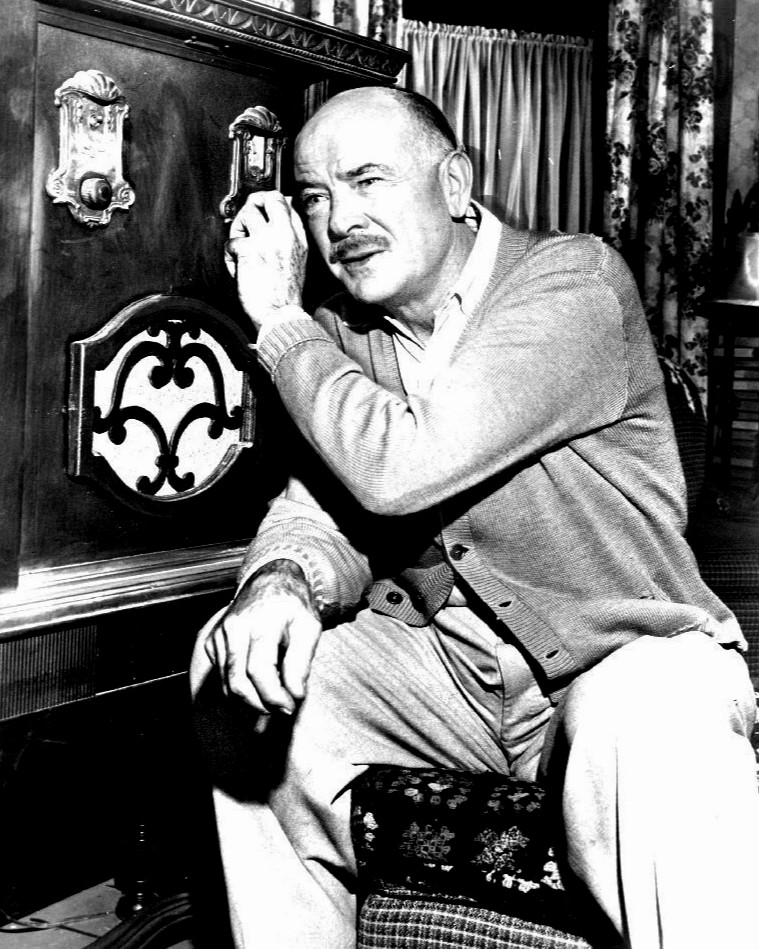
Dean Jagger, vincitore nel 1950.

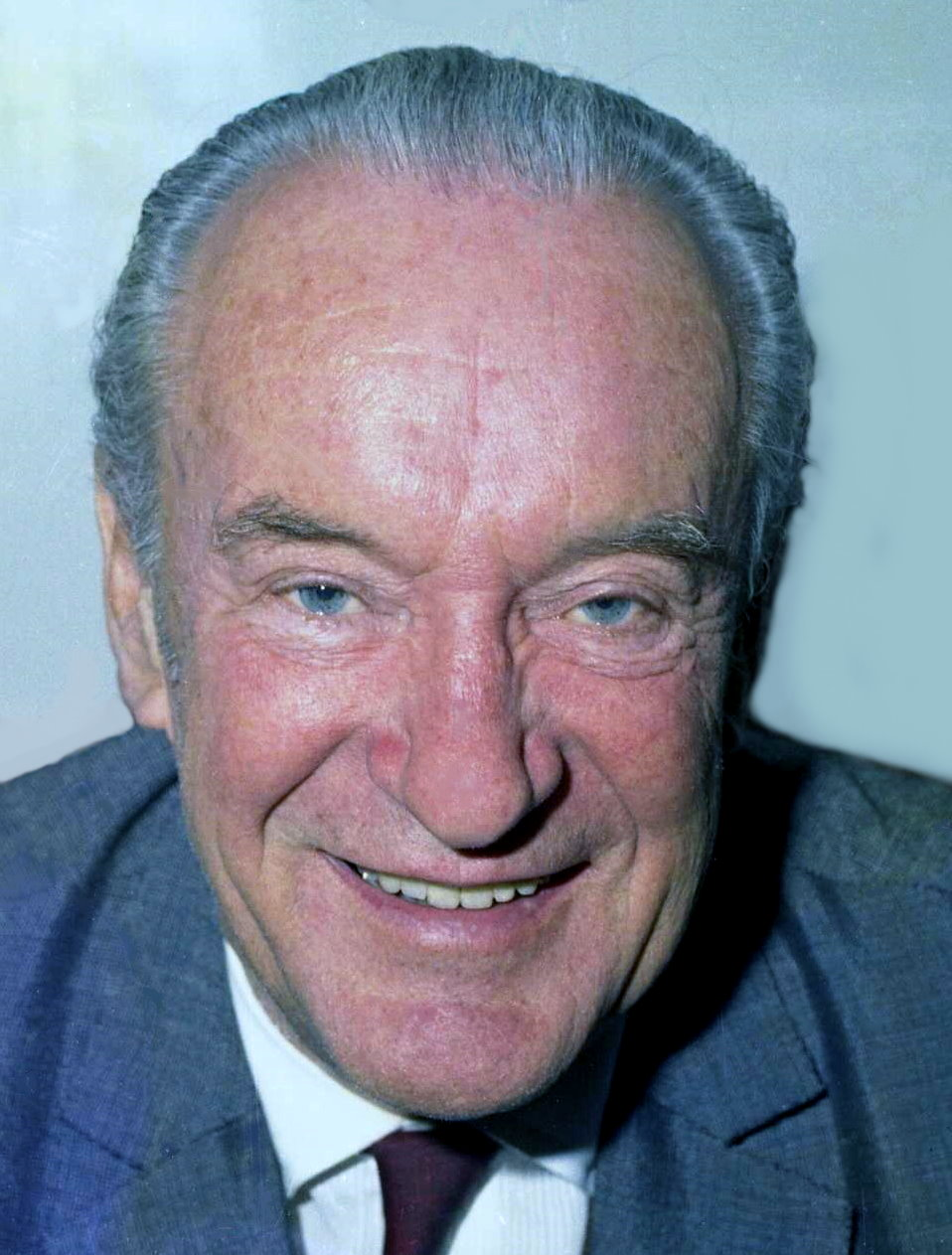
George Sanders, vincitore nel 1951.

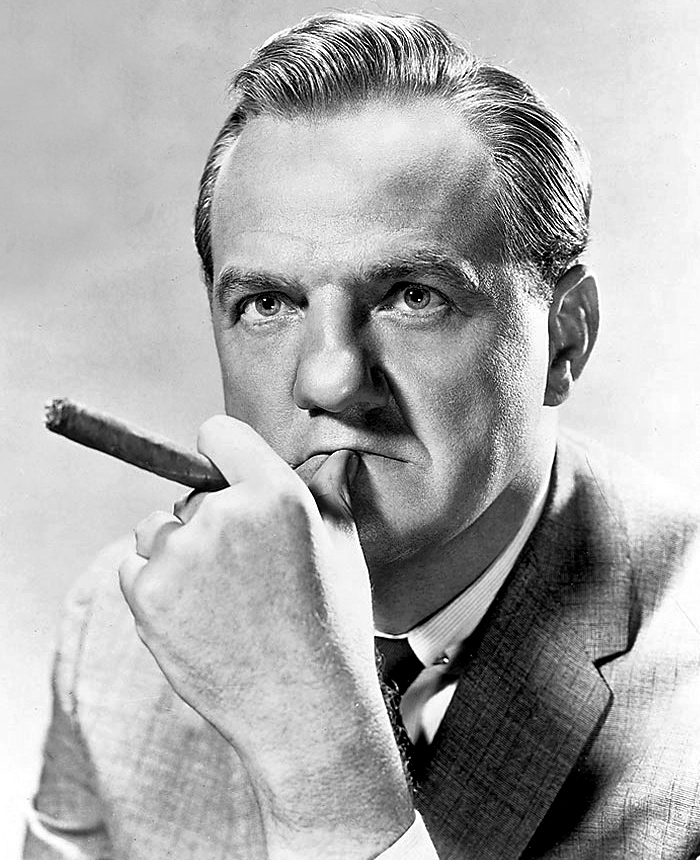
Karl Malden, vincitore nel 1952.

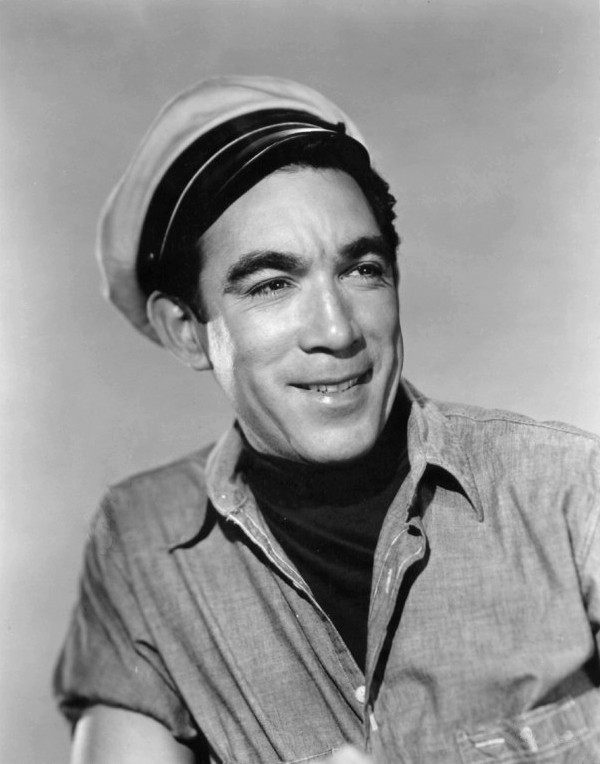
Anthony Quinn, vincitore nel 1953 e nel 1957.

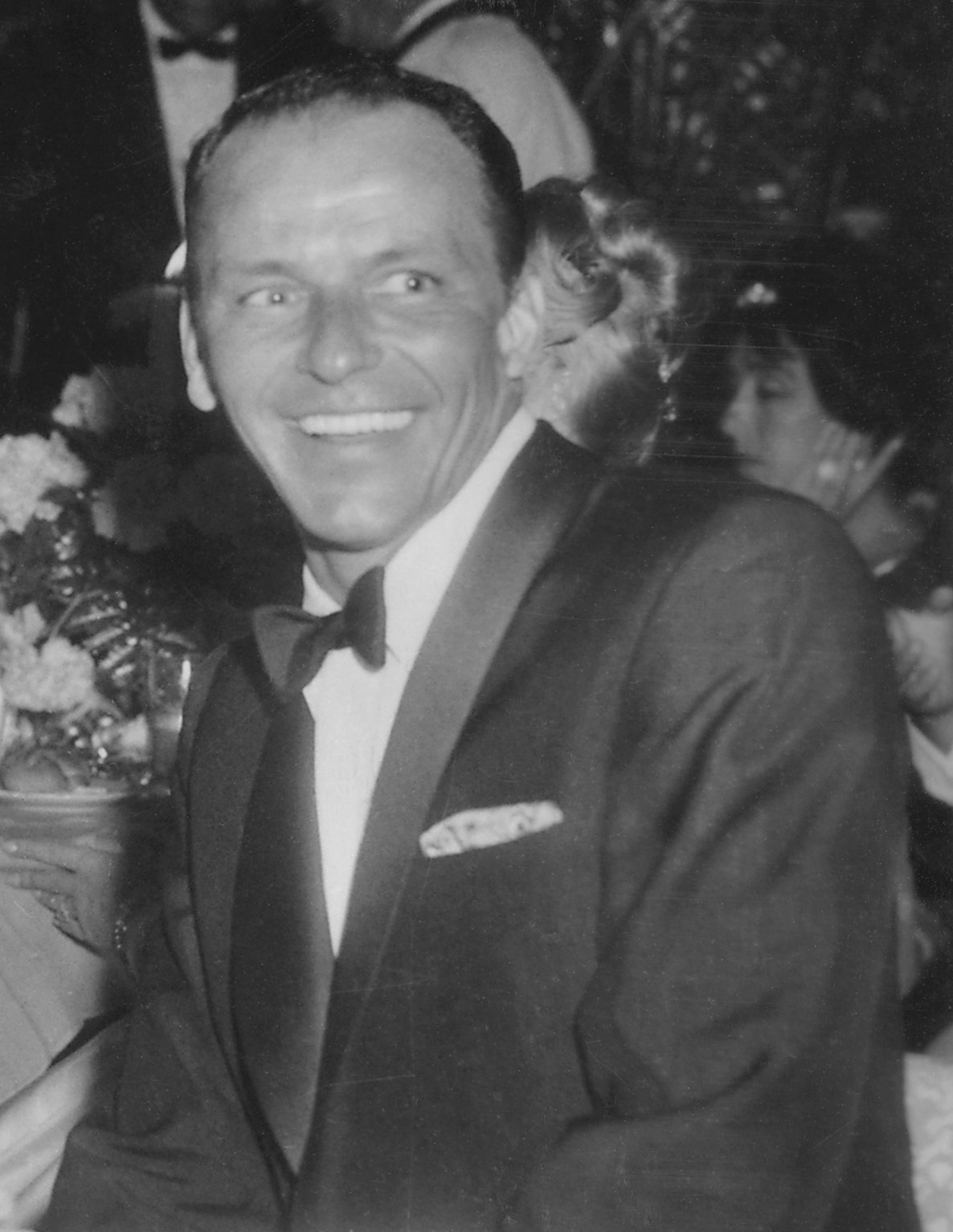
Frank Sinatra, vincitore nel 1954.

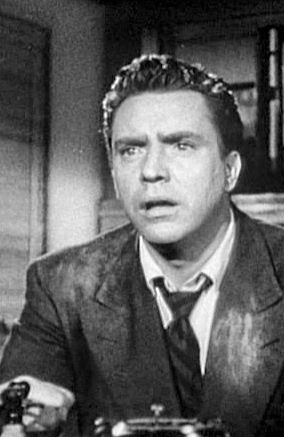
Edmond O'Brien, vincitore nel 1955.

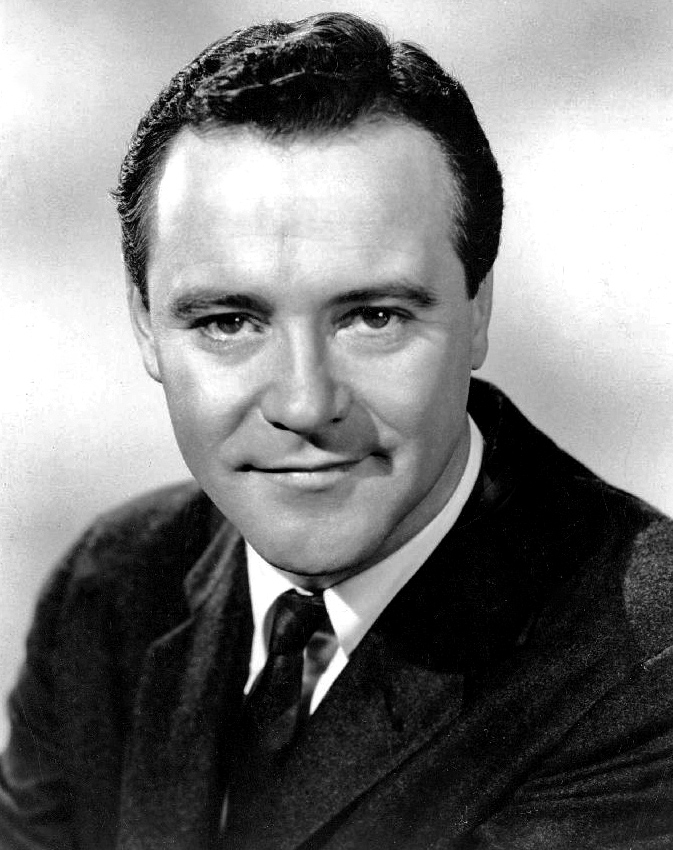
Jack Lemmon, vincitore nel 1956.

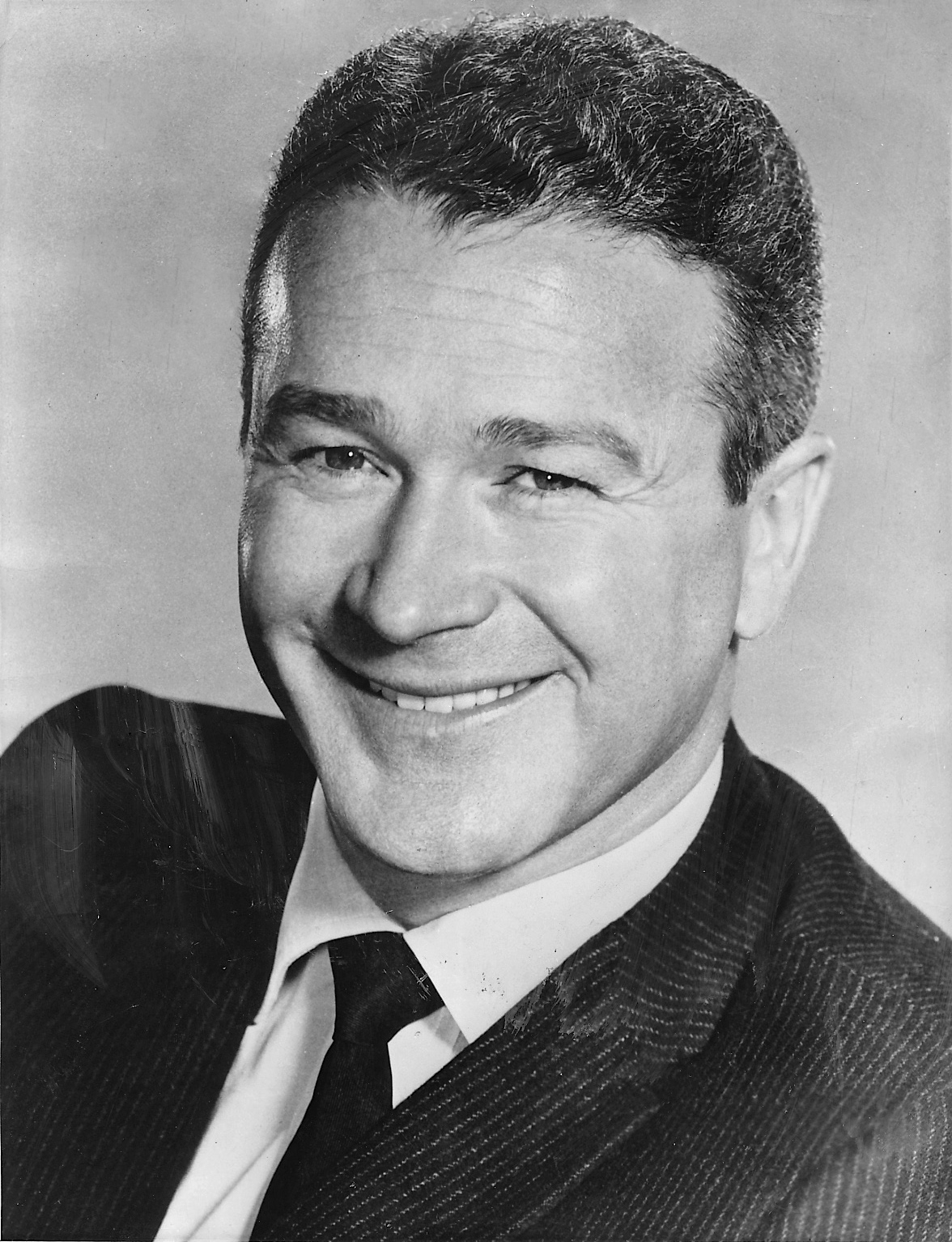
Red Buttons, vincitore nel 1958.

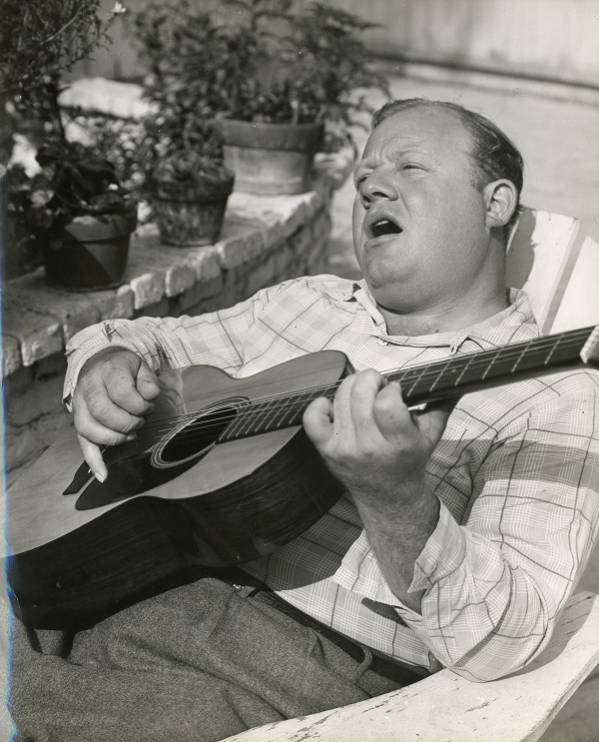
Burl Ives, vincitore nel 1959.

  - Dean Jagger - Cielo di fuoco (Twelve O'Clock High)
  - John Ireland - Tutti gli uomini del re (All the King's Men)
  - Arthur Kennedy - Il grande campione (Champion)
  - Ralph Richardson - L'ereditiera (The Heiress)
  - James Whitmore - Bastogne (Battleground)
- 1951[15]
  - George Sanders - Eva contro Eva (All about Eve)
  - Jeff Chandler - L'amante indiana (Broken Arrow)
  - Edmund Gwenn - L'imprendibile signor 880 (Mister 880)
  - Sam Jaffe - Giungla d'asfalto (The Asphalt Jungle)
  - Erich von Stroheim - Viale del tramonto (Sunset Blvd.)
- 1952[16]
  - Karl Malden - Un tram che si chiama Desiderio (A Streetcar Named Desire)
  - Leo Genn - Quo vadis (Quo Vadis)
  - Kevin McCarthy - Morte di un commesso viaggiatore (Death of a Salesman)
  - Peter Ustinov - Quo vadis (Quo Vadis)
  - Gig Young - Alcool (Come Fill the Cup)
- 1953[17]
  - Anthony Quinn - Viva Zapata!
  - Richard Burton - Mia cugina Rachele (My Cousin Rachel)
  - Arthur Hunnicutt - Il grande cielo (The Big Sky)
  - Victor McLaglen - Un uomo tranquillo (The Quiet Man)
  - Jack Palance - So che mi ucciderai (Sudden Fear)
- 1954[18]
  - Frank Sinatra - Da qui all'eternità (From Here to Eternity)
  - Eddie Albert - Vacanze romane (Roman Holiday)
  - Brandon De Wilde - Il cavaliere della valle solitaria (Shane)
  - Jack Palance - Il cavaliere della valle solitaria (Shane)
  - Robert Strauss - Stalag 17
- 1955[19]
  - Edmond O'Brien - La contessa scalza (The Barefoot Contessa)
  - Lee J. Cobb - Fronte del porto (On the Waterfront)
  - Karl Malden - Fronte del porto (On the Waterfront)
  - Rod Steiger - Fronte del porto (On the Waterfront)
  - Tom Tully - L'ammutinamento del Caine (The Caine Mutiny)
- 1956[20]
  - Jack Lemmon - La nave matta di Mister Roberts (Mister Roberts)
  - Arthur Kennedy - L'imputato deve morire (Trial)
  - Joe Mantell - Marty, vita di un timido (Marty)
  - Sal Mineo - Gioventù bruciata (Rebel Without a Cause)
  - Arthur O'Connell - Picnic
- 1957[21]
  - Anthony Quinn - Brama di vivere (Lust for Life)
  - Don Murray - Fermata d'autobus (Bus Stop)
  - Anthony Perkins - La legge del Signore (Friendly Persuasion)
  - Mickey Rooney - La soglia dell'inferno (The Bold and the Brave)
  - Robert Stack - Come le foglie al vento (Written on the Wind)
- 1958[22]
  - Red Buttons - Sayonara
  - Vittorio De Sica - Addio alle armi (A Farewell to Arms)
  - Sessue Hayakawa - Il ponte sul fiume Kwai (The Bridge on the River Kwai)
  - Arthur Kennedy - I peccatori di Peyton (Peyton Place)
  - Russ Tamblyn - I peccatori di Peyton (Peyton Place)
- 1959[23]
  - Burl Ives - Il grande paese (The Big Country)
  - Theodore Bikel - La parete di fango (The Defiant Ones)
  - Lee J. Cobb - Karamazov (The Brothers Karamazov)
  - Arthur Kennedy - Qualcuno verrà (Some Came Running)
  - Gig Young - 10 in amore (Teacher's Pet)

### 1960
- 1960[24]
  - Hugh Griffith - Ben-Hur

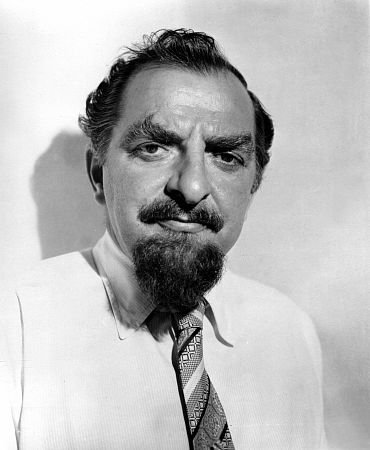
Hugh Griffith, vincitore nel 1960.

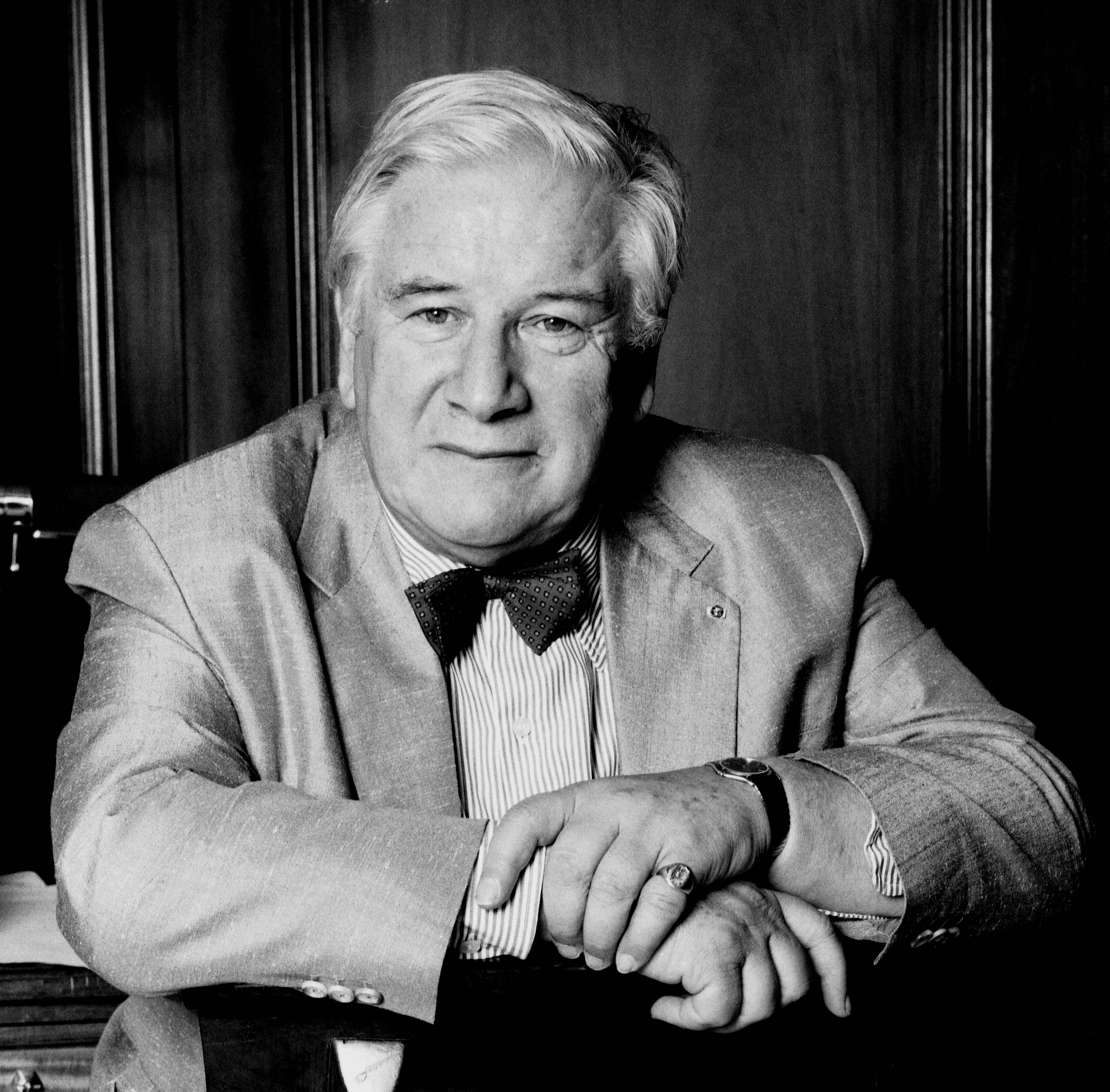
Peter Ustinov, vincitore nel 1961 e nel 1965.

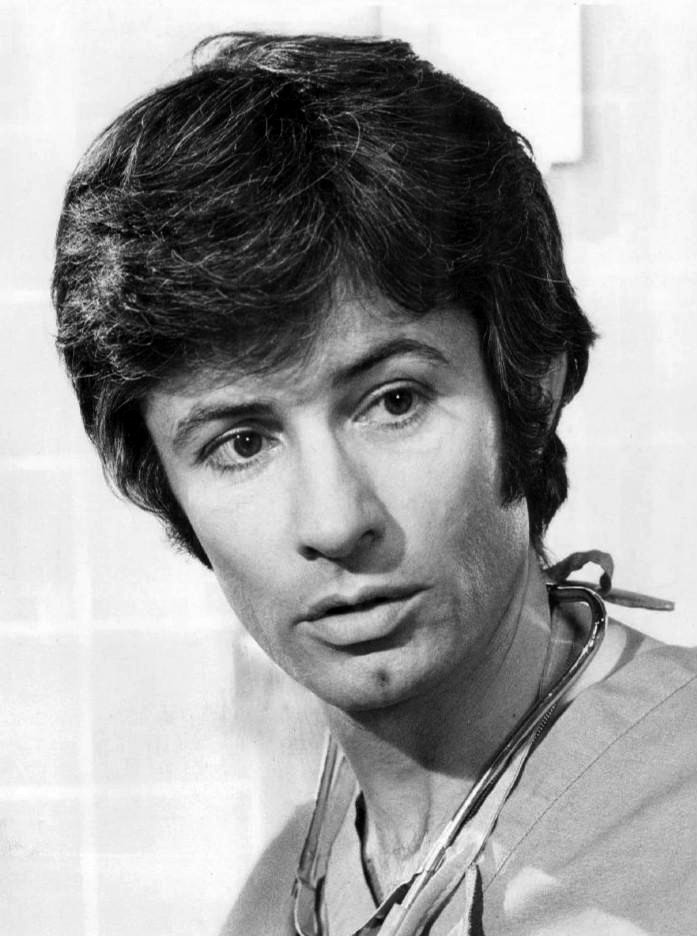
George Chakiris, vincitore nel 1962.

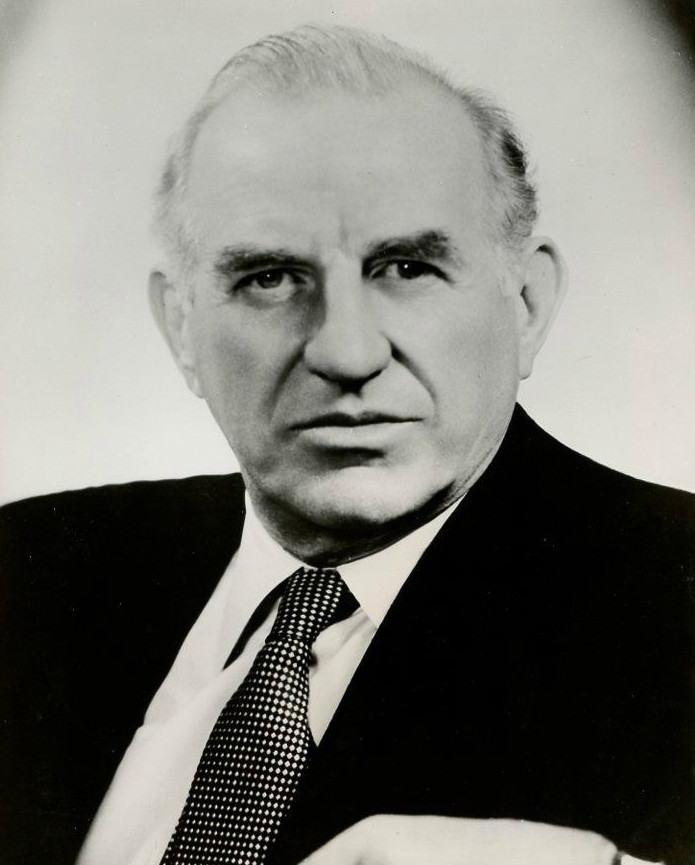
Ed Begley, vincitore nel 1963.

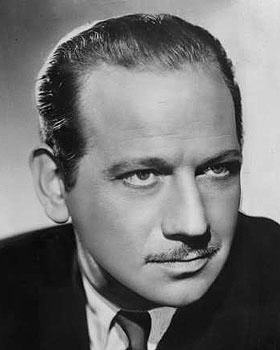
Melvyn Douglas, vincitore nel 1964 e nel 1980.

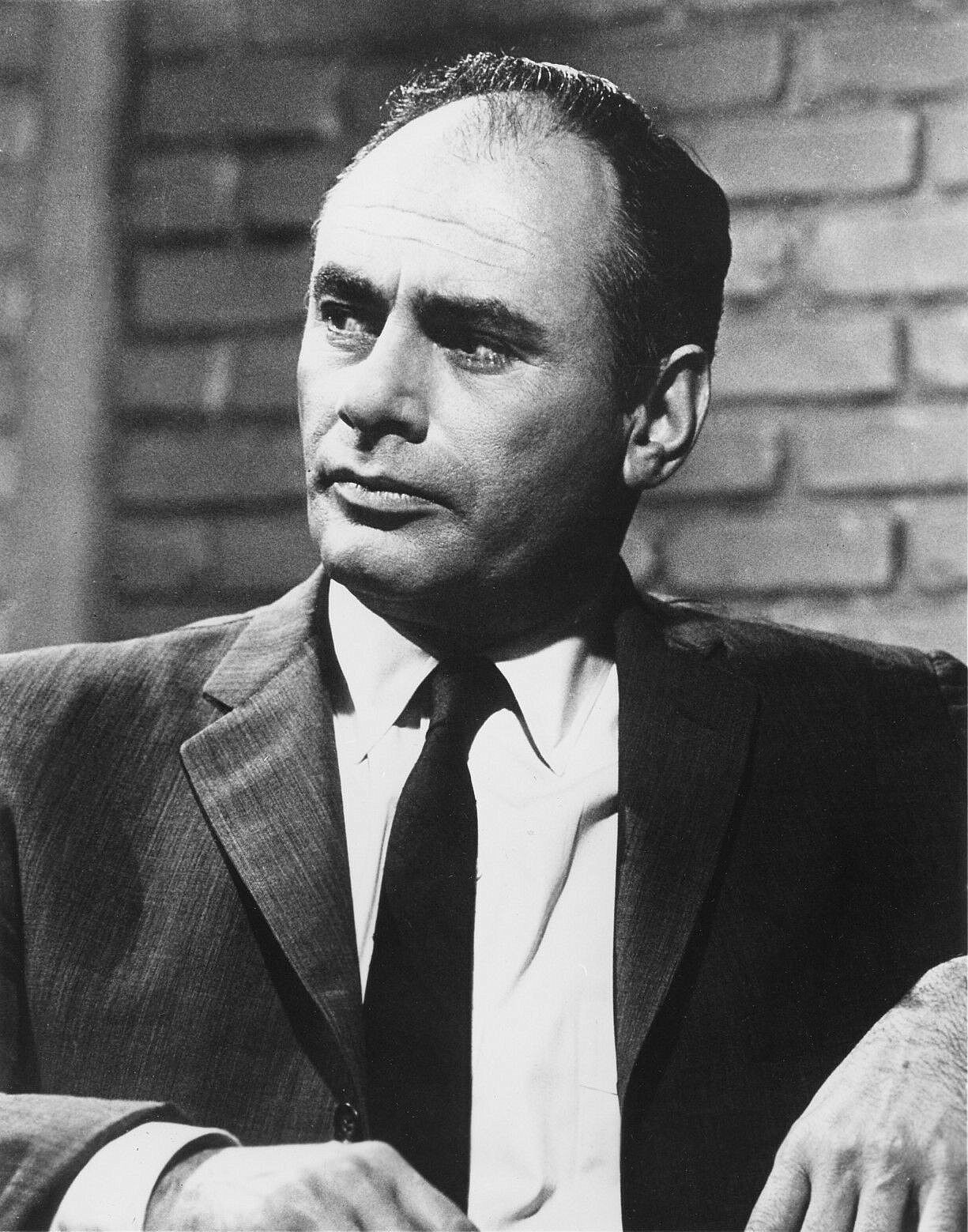
Martin Balsam, vincitore nel 1966.

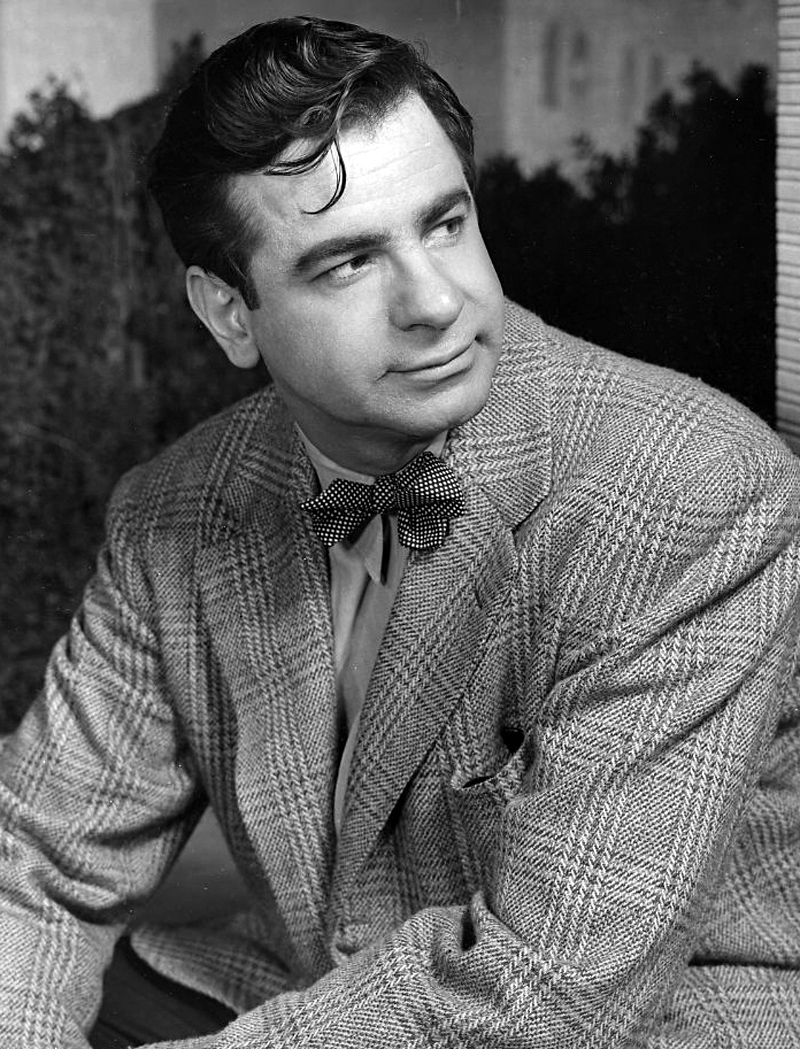
Walter Matthau, vincitore nel 1967.

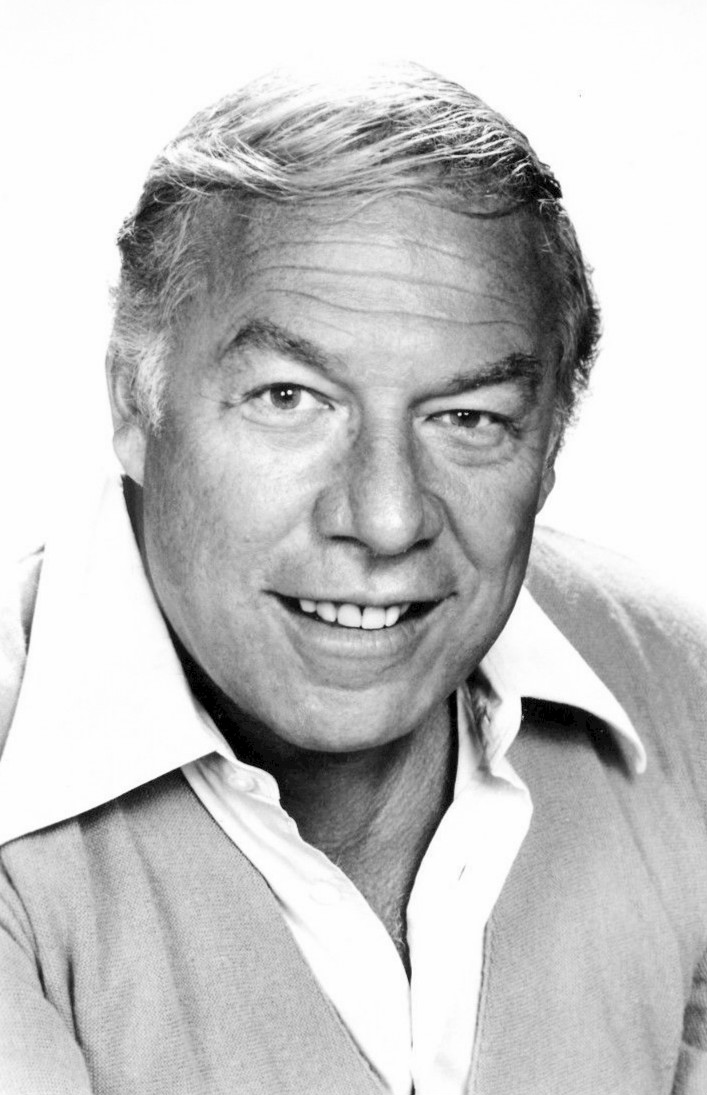
George Kennedy, vincitore nel 1968.

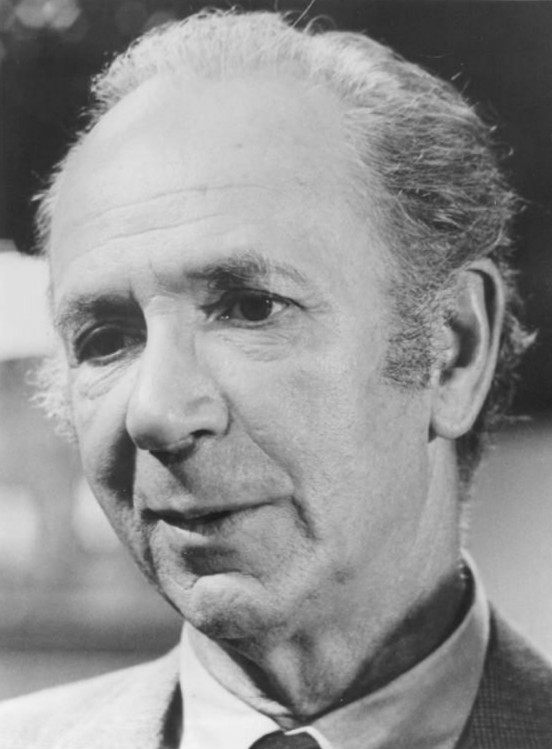
Jack Albertson, vincitore nel 1969.

  - Arthur O'Connell - Anatomia di un omicidio (Anatomy of a Murder)
  - George C. Scott - Anatomia di un omicidio (Anatomy of a Murder)
  - Robert Vaughn - I segreti di Filadelfia (The Young Philadelphians)
  - Ed Wynn - Il diario di Anna Frank (The Diary of Anne Frank)
- 1961[25]
  - Peter Ustinov - Spartacus
  - Peter Falk - Sindacato assassini (Murder Inc.)
  - Jack Kruschen - L'appartamento (The Apartment)
  - Sal Mineo - Exodus
  - Chill Wills - La battaglia di Alamo (The Alamo)
- 1962[26]
  - George Chakiris - West Side Story
  - Montgomery Clift - Vincitori e vinti (Judgment at Nuremberg)
  - Peter Falk - Angeli con la pistola (Pocketful of Miracles)
  - Jackie Gleason - Lo spaccone (The Hustler)
  - George C. Scott - Lo spaccone (The Hustler)
- 1963[27]
  - Ed Begley - La dolce ala della giovinezza (Sweet Bird of Youth)
  - Victor Buono - Che fine ha fatto Baby Jane? (What Ever Happened to Baby Jane?)
  - Telly Savalas - L'uomo di Alcatraz (Birdman of Alcatraz)
  - Omar Sharif - Lawrence d'Arabia (Lawrence of Arabia)
  - Terence Stamp - Billy Budd
- 1964[28]
  - Melvyn Douglas - Hud il selvaggio (Hud)
  - Nick Adams - La notte del delitto (Twilight of Honor)
  - Bobby Darin - Capitan Newman (Captain Newman, M.D.)
  - Hugh Griffith - Tom Jones
  - John Huston - Il cardinale (The Cardinal)
- 1965[29]
  - Peter Ustinov - Topkapi
  - John Gielgud - Becket e il suo re (Becket)
  - Stanley Holloway - My Fair Lady
  - Edmond O'Brien - Sette giorni a maggio (Seven Days in May)
  - Lee Tracy - L'amaro sapore del potere (The Best Man)
- 1966[30]
  - Martin Balsam - L'incredibile Murray - L'uomo che disse no (A Thousand Clowns)
  - Ian Bannen - Il volo della fenice (The Flight of the Phoenix)
  - Tom Courtenay - Il dottor Živago (Doctor Zhivago)
  - Michael Dunn - La nave dei folli (Ship of Fools)
  - Frank Finlay - Otello (Othello)
- 1967[31]
  - Walter Matthau - Non per soldi... ma per denaro (The Fortune Cookie)
  - Mako - Quelli della San Pablo (The Sand Pebbles)
  - James Mason - Georgy, svegliati (Georgy Girl)
  - George Segal - Chi ha paura di Virginia Woolf? (Who's Afraid of Virginia Woolf?)
  - Robert Shaw - Un uomo per tutte le stagioni (A Man for All Seasons)
- 1968[32]
  - George Kennedy - Nick mano fredda (Cool Hand Luke)
  - John Cassavetes - Quella sporca dozzina (The Dirty Dozen)
  - Gene Hackman - Gangster Story (Bonnie and Clyde)
  - Cecil Kellaway - Indovina chi viene a cena? (Guess Who's Coming to Dinner)
  - Michael J. Pollard - Gangster Story (Bonnie and Clyde)
- 1969[33]
  - Jack Albertson - La signora amava le rose (The Subject Was Roses)
  - Seymour Cassel - Volti (Faces)
  - Daniel Massey - Un giorno... di prima mattina (Star!)
  - Jack Wild - Oliver!
  - Gene Wilder - Per favore, non toccate le vecchiette (The Producers)

### 1970
- 1970[34]

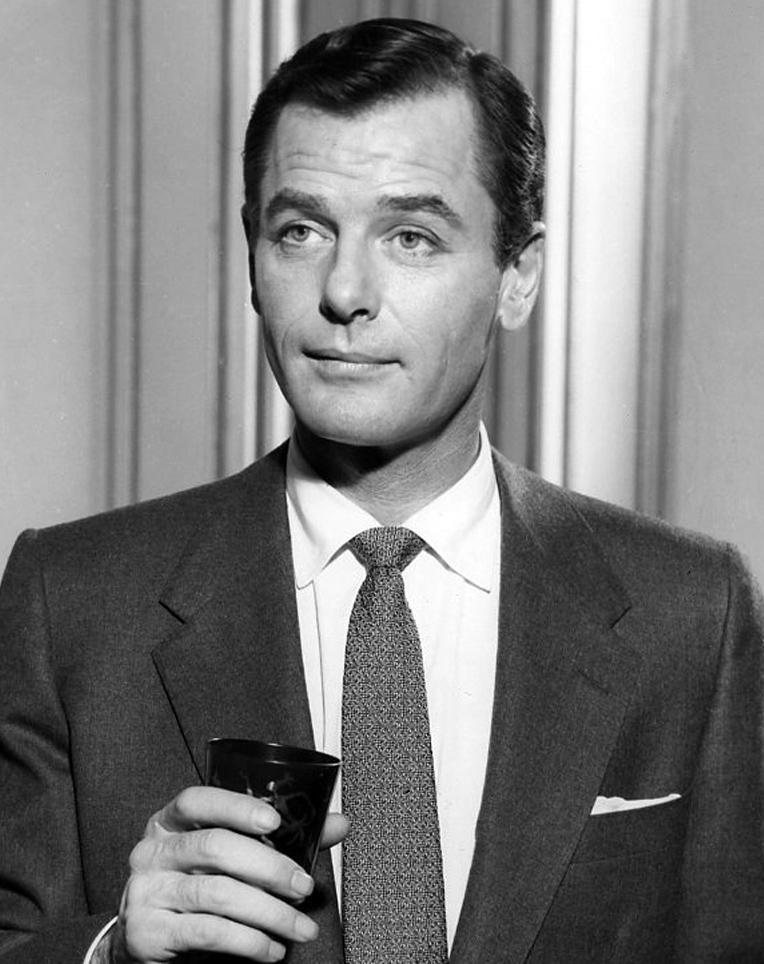
Gig Young, vincitore nel 1970.

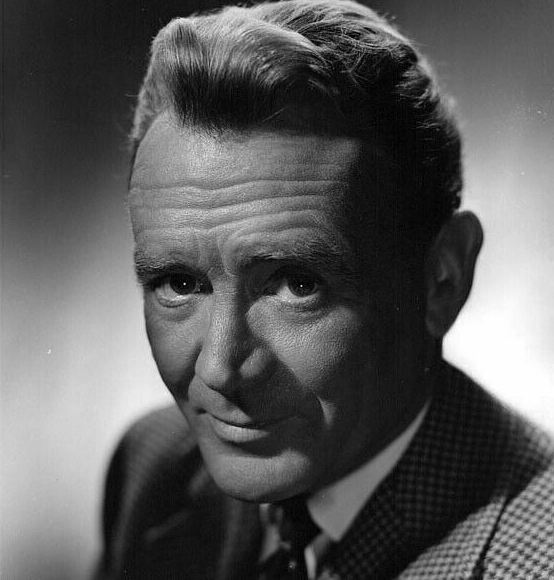
John Mills, vincitore nel 1971.

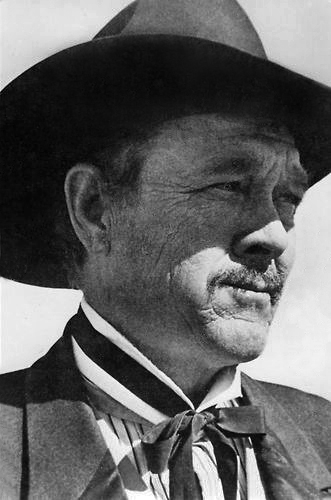
Ben Johnson, vincitore nel 1972.

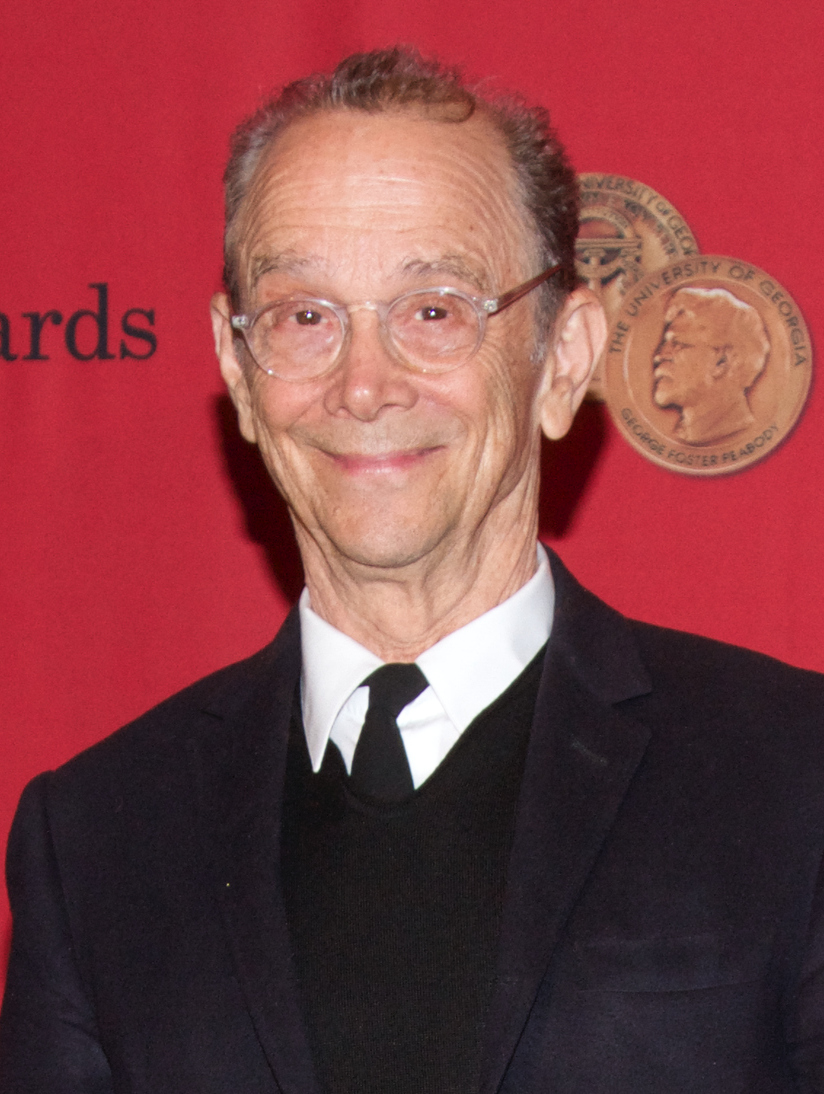
Joel Grey, vincitore nel 1973.

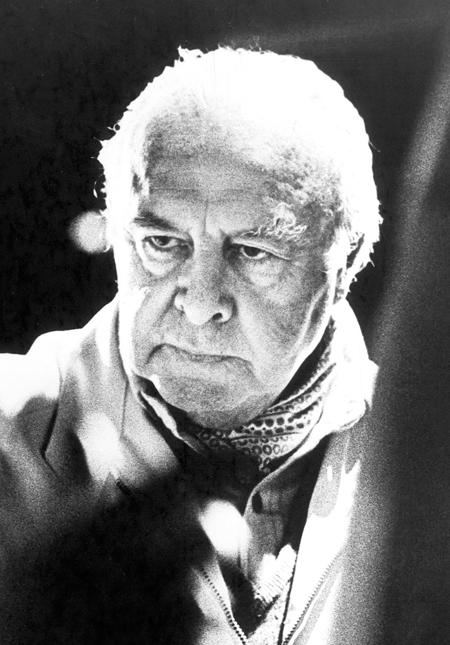
John Houseman, vincitore nel 1974.

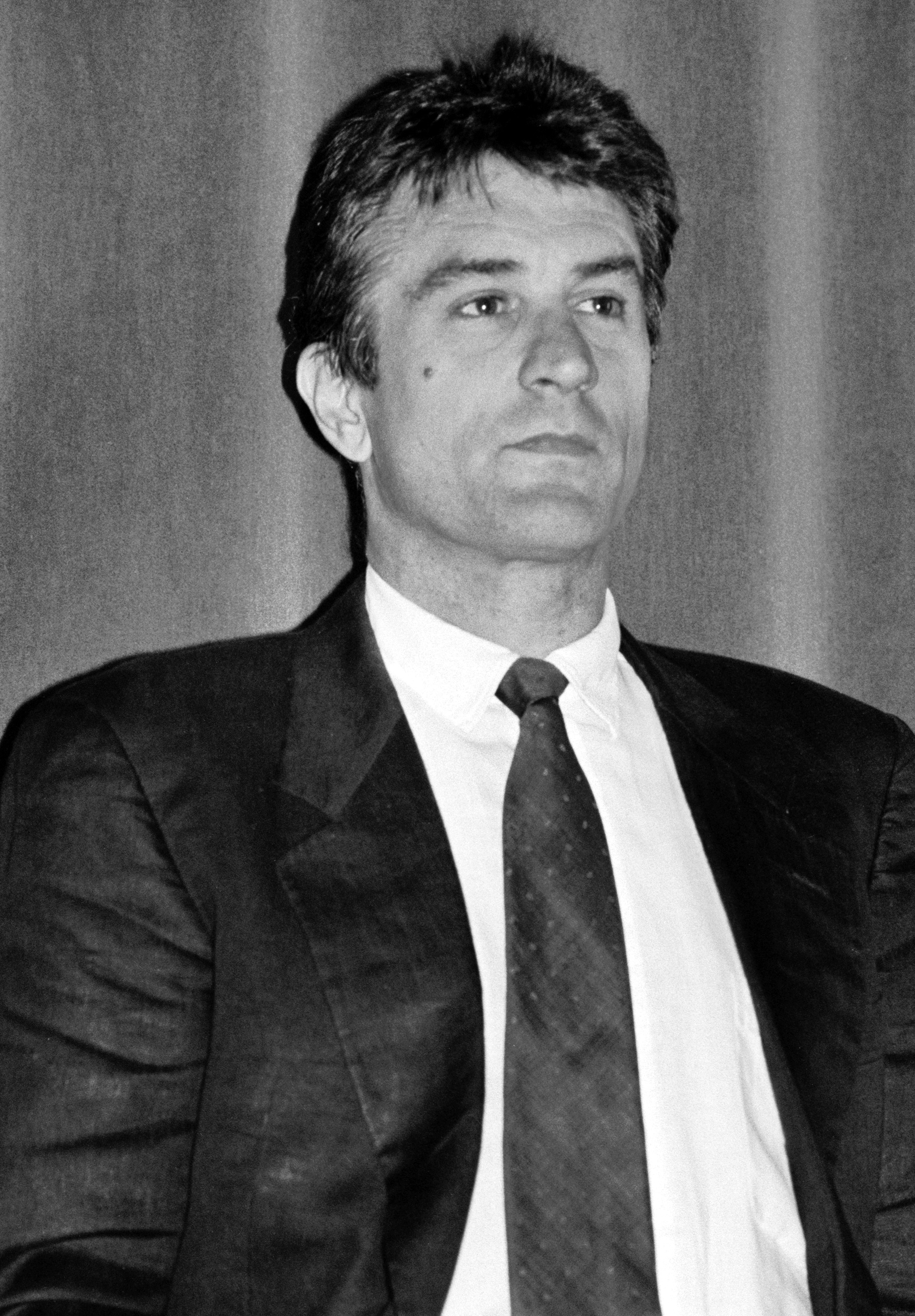
Robert De Niro, vincitore nel 1975.

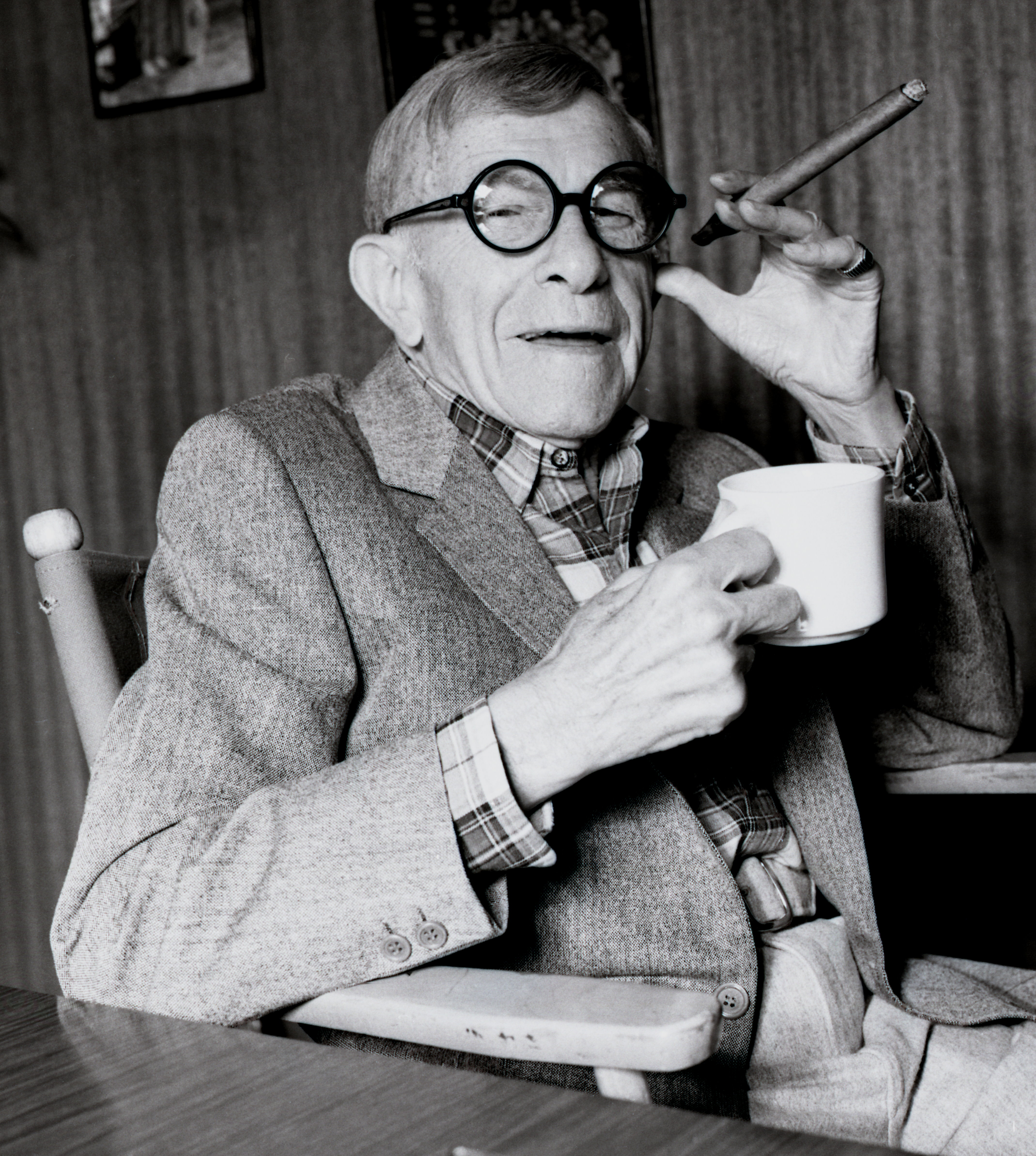
George Bruns, vincitore nel 1976.

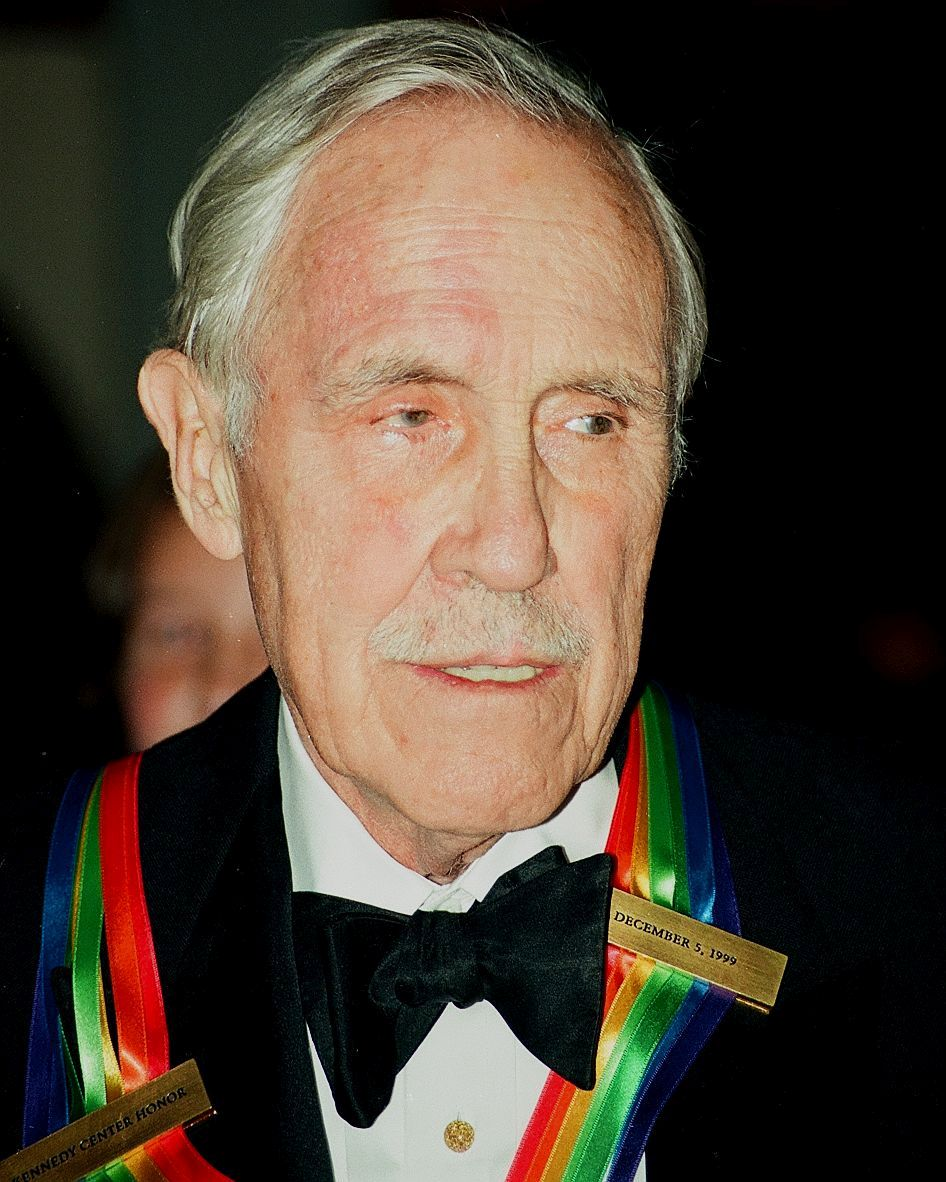
Jason Robards, vincitore per due anni consecutivi: 1977 e 1978.

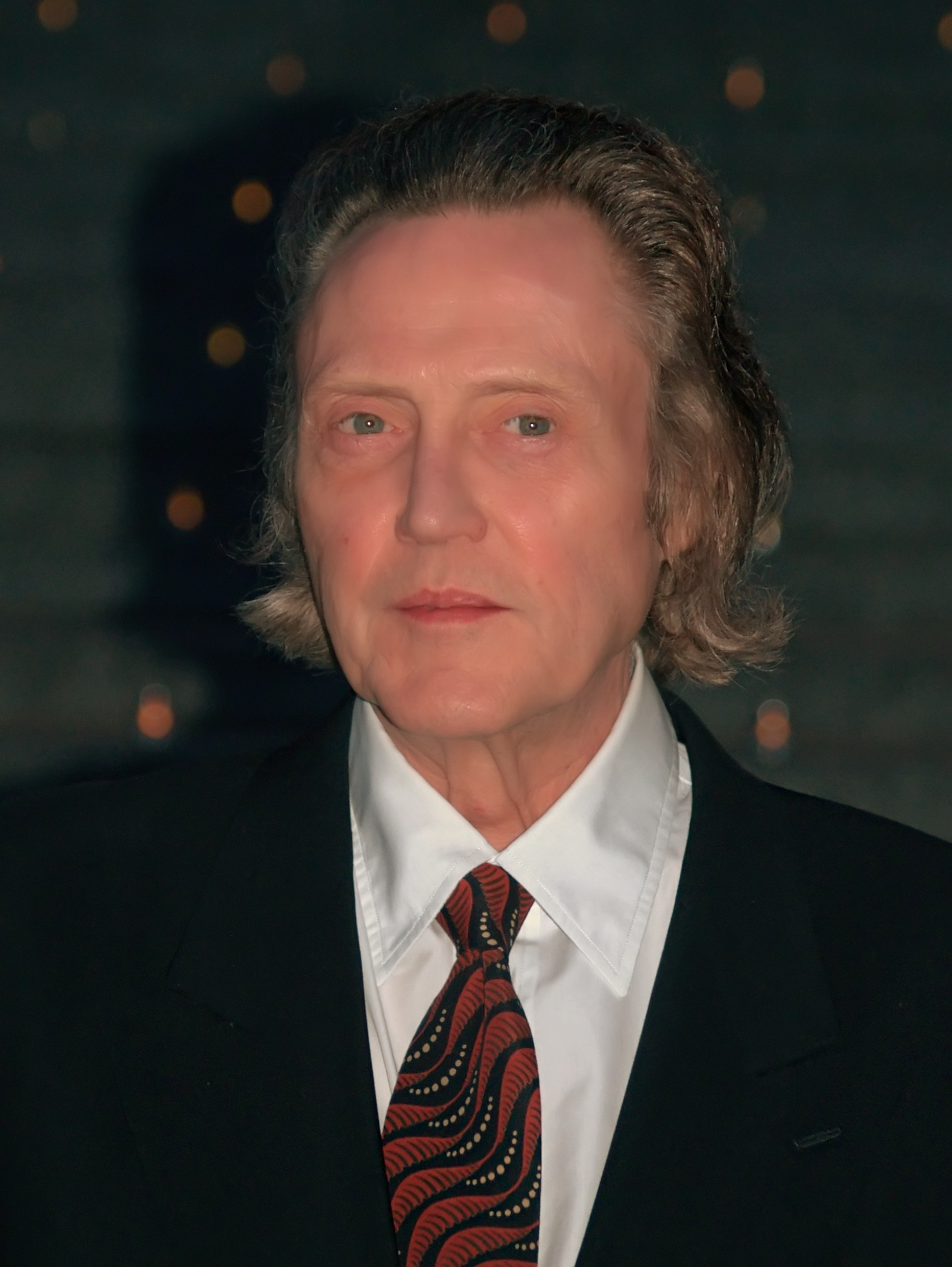
Christopher Walken, vincitore nel 1979.

  - Gig Young - Non si uccidono così anche i cavalli? (They Shoot Horses, Don't They?)
  - Rupert Crosse - Boon il saccheggiatore (The Reivers)
  - Elliott Gould - Bob & Carol & Ted & Alice
  - Jack Nicholson - Easy Rider - Libertà e paura (Easy Rider)
  - Anthony Quayle - Anna dei mille giorni (Anne of the Thousand Days)
- 1971[35]
  - John Mills - La figlia di Ryan (Ryan's Daughter)
  - Richard S. Castellano - Amanti ed altri estranei (Lovers and Other Strangers)
  - Chief Dan George - Il piccolo grande uomo (Little Big Man)
  - Gene Hackman - Anello di sangue (I Never Sang for My Father)
  - John Marley - Love Story
- 1972[36]
  - Ben Johnson - L'ultimo spettacolo (The Last Picture Show)
  - Jeff Bridges - L'ultimo spettacolo (The Last Picture Show)
  - Leonard Frey - Il violinista sul tetto (Fiddler on the Roof)
  - Richard Jaeckel - Sfida senza paura (Sometimes a Great Notion)
  - Roy Scheider - Il braccio violento della legge (The French Connection)
- 1973[37]
  - Joel Grey - Cabaret
  - Eddie Albert - Il rompicuori (The Heartbreak Kid)
  - James Caan - Il padrino (The Godfather)
  - Robert Duvall - Il padrino (The Godfather)
  - Al Pacino - Il padrino (The Godfather)
- 1974[38]
  - John Houseman - Esami per la vita (The Paper Chase)
  - Vincent Gardenia - Batte il tamburo lentamente (Bang the Drum Slowly)
  - Jack Gilford - Salvate la tigre (Save the Tiger)
  - Jason Miller - L'esorcista (The Exorcist)
  - Randy Quaid - L'ultima corvé (The Last Detail)
- 1975[39]
  - Robert De Niro - Il padrino - Parte II (The Godfather: Part II)
  - Fred Astaire - L'inferno di cristallo (The Towering Inferno)
  - Jeff Bridges - Una calibro 20 per lo specialista (Thunderbolt and Lightfoot)
  - Michael V. Gazzo - Il padrino - Parte II (The Godfather: Part II)
  - Lee Strasberg - Il padrino - Parte II (The Godfather: Part II)
- 1976[40]
  - George Burns - I ragazzi irresistibili (The Sunshine Boys)
  - Brad Dourif - Qualcuno volò sul nido del cuculo (One Flew over the Cuckoo's Nest)
  - Burgess Meredith - Il giorno della locusta (The day of the Locust)
  - Chris Sarandon - Quel pomeriggio di un giorno da cani (Dog Day Afternoon)
  - Jack Warden - Shampoo
- 1977[41]
  - Jason Robards - Tutti gli uomini del presidente (All the President's Men)
  - Ned Beatty - Quinto potere (Network)
  - Burgess Meredith - Rocky
  - Laurence Olivier - Il maratoneta (Marathon Man)
  - Burt Young - Rocky
- 1978[42]
  - Jason Robards - Giulia (Julia)
  - Michail Baryšnikov - Due vite, una svolta (The Turning Point)
  - Peter Firth - Equus
  - Alec Guinness - Guerre stellari (Star Wars)
  - Maximilian Schell - Giulia (Julia)
- 1979[43]
  - Christopher Walken - Il cacciatore (The Deer Hunter)
  - Bruce Dern - Tornando a casa (Coming Home)
  - Richard Farnsworth - Arriva un cavaliere libero e selvaggio (Comes a Horseman)
  - John Hurt - Fuga di mezzanotte (Midnight Express)
  - Jack Warden - Il paradiso può attendere (Heaven Can Wait)

### 1980
- 1980[44]

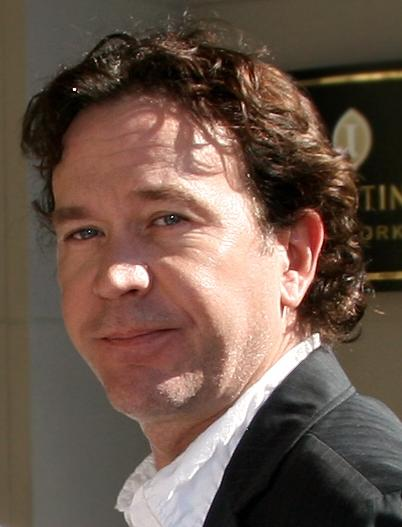
Timothy Hutton, vincitore nel 1981.

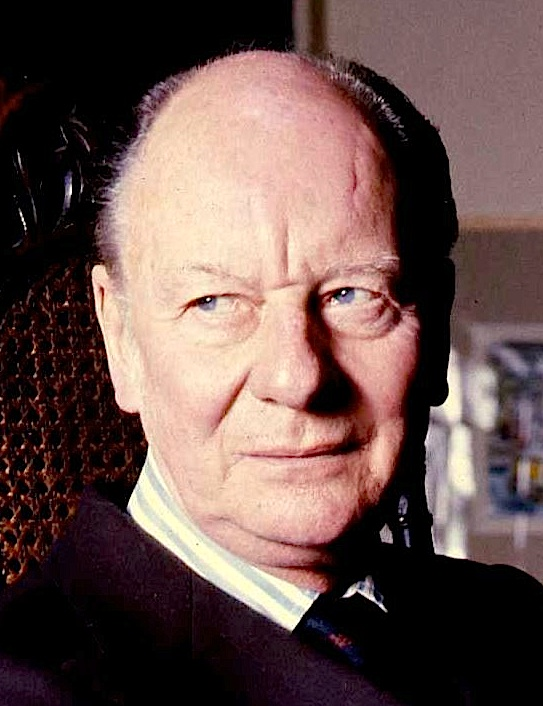
John Gielgud, vincitore nel 1982.

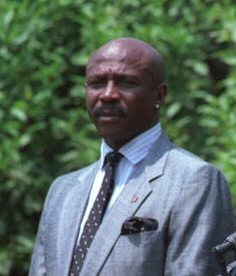
Louis Gossett Jr., vincitore nel 1983.

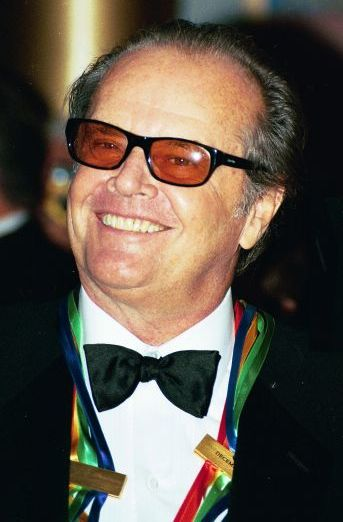
Jack Nicholson, vincitore nel 1984.

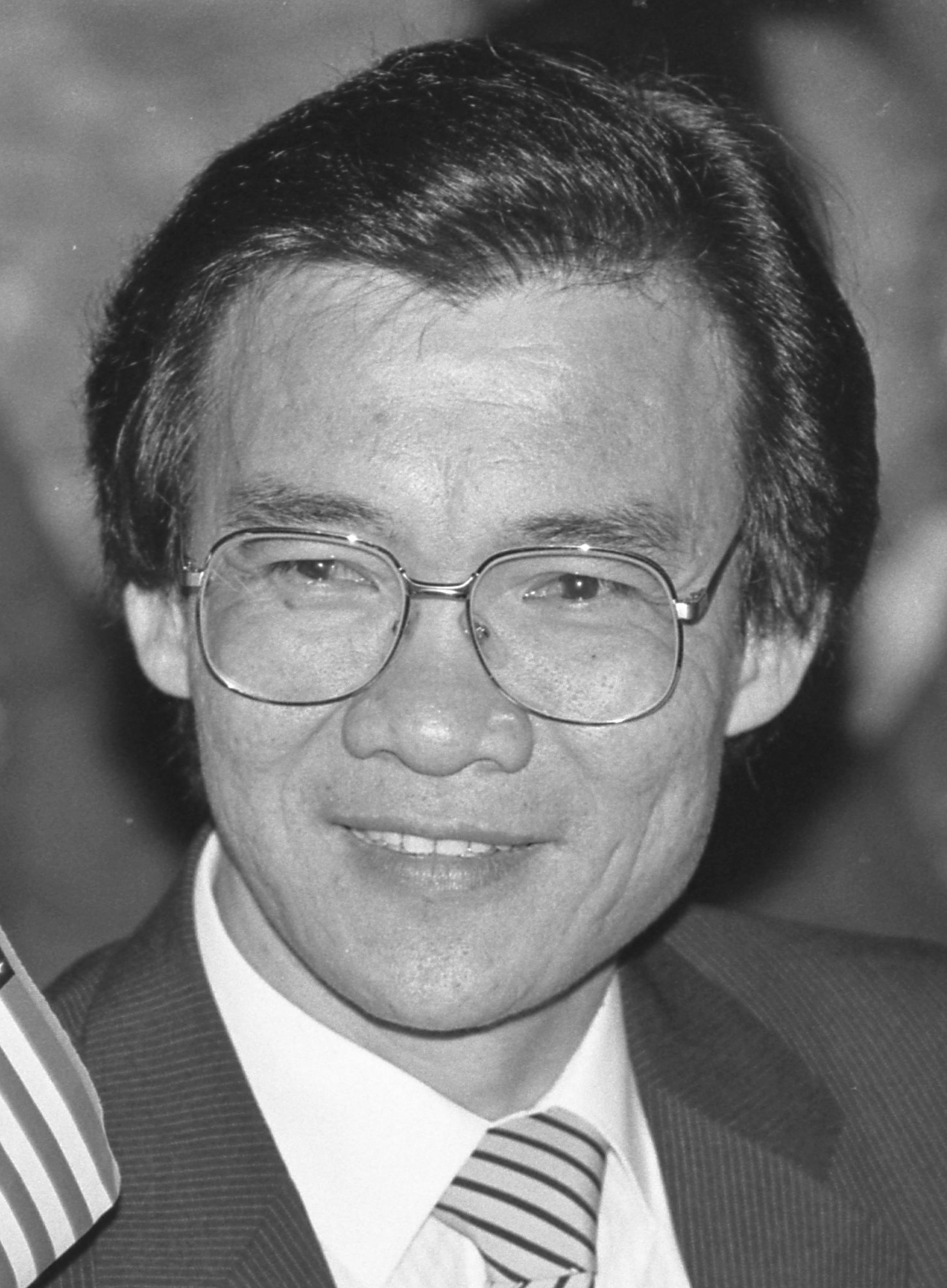
Haing S. Ngor, vincitore nel 1985.

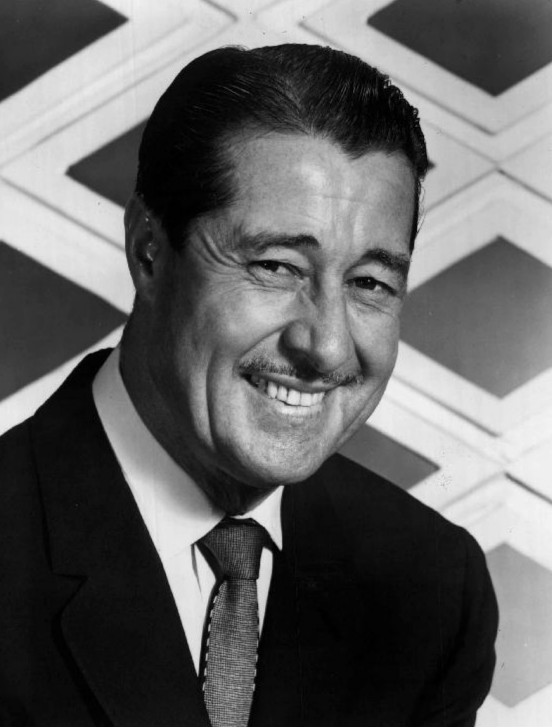
Don Ameche, vincitore nel 1986.

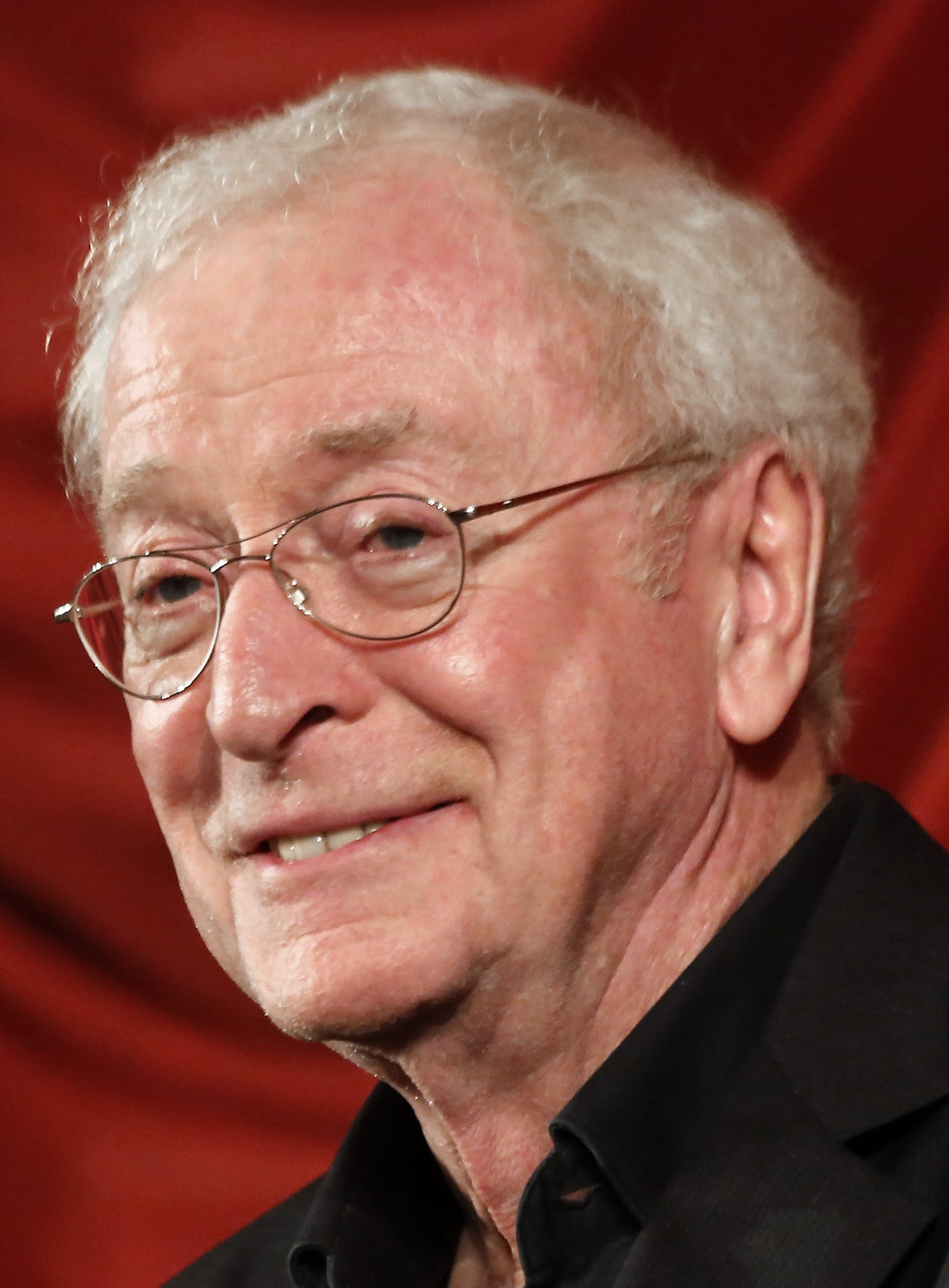
Michael Caine, vincitore nel 1987 e nel 2000.

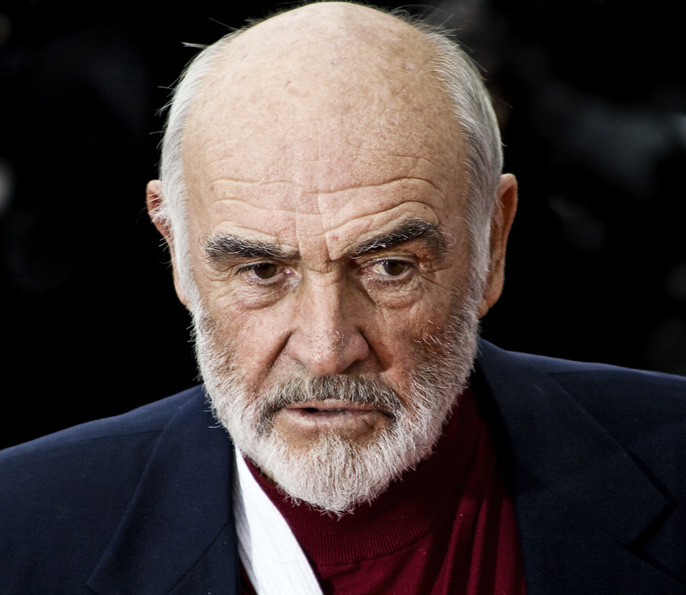
Sean Connery, vincitore nel 1988.

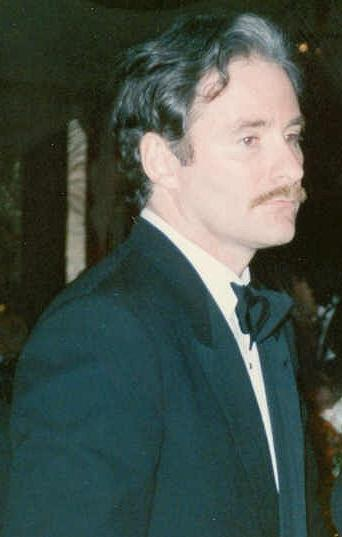
Kevin Kline, vincitore nel 1989.

  - Melvyn Douglas - Oltre il giardino (Being There)
  - Robert Duvall - Apocalypse Now
  - Frederic Forrest - The Rose
  - Justin Henry - Kramer contro Kramer (Kramer vs. Kramer)
  - Mickey Rooney - Black Stallion (The Black Stallion)
- 1981[45]
  - Timothy Hutton - Gente comune (Ordinary People)
  - Judd Hirsch - Gente comune (Ordinary People)
  - Michael O'Keefe - Il grande Santini (The Great Santini)
  - Joe Pesci - Toro scatenato (Raging Bull)
  - Jason Robards - Una volta ho incontrato un miliardario (Melvin and Howard)
- 1982[46]
  - John Gielgud - Arturo (Arthur)
  - James Coco - Solo quando rido (Only When I Laugh)
  - Ian Holm - Momenti di gloria (Chariots of Fire)
  - Jack Nicholson - Reds
  - Howard Rollins - Ragtime
- 1983[47]
  - Louis Gossett Jr. - Ufficiale e gentiluomo (An Officer and a Gentleman)
  - Charles Durning - Il più bel casino del Texas (The Best Little Whorehouse in Texas)
  - John Lithgow - Il mondo secondo Garp (The World According to Garp)
  - James Mason - Il verdetto (The Verdict)
  - Robert Preston - Victor Victoria
- 1984[48]
  - Jack Nicholson - Voglia di tenerezza (Terms of Endearment)
  - Charles Durning - Essere o non essere (To Be or Not to Be)
  - John Lithgow - Voglia di tenerezza (Terms of Endearment)
  - Sam Shepard - Uomini veri (The Right Stuff)
  - Rip Torn - La foresta silenziosa (Cross Creek)
- 1985[49]
  - Haing S. Ngor - Urla del silenzio (The Killing Fields)
  - Adolph Caesar - Storia di un soldato (A Soldier's Story)
  - John Malkovich - Le stagioni del cuore (Places in the Heart)
  - Pat Morita - Per vincere domani - The Karate Kid (The Karate Kid)
  - Ralph Richardson - Greystoke - La leggenda di Tarzan, il signore delle scimmie (Greystoke: The Legend of Tarzan, Lord of the Apes)
- 1986[50]
  - Don Ameche - Cocoon - L'energia dell'Universo (Cocoon)
  - Klaus Maria Brandauer - La mia Africa (Out of Africa)
  - William Hickey - L'onore dei Prizzi (Prizzi's Honor)
  - Robert Loggia - Doppio taglio (Jagged Edge)
  - Eric Roberts - A 30 secondi dalla fine (Runaway Train)
- 1987[51]
  - Michael Caine - Hannah e le sue sorelle (Hannah and Her Sisters)
  - Tom Berenger - Platoon
  - Willem Dafoe - Platoon
  - Denholm Elliott - Camera con vista (A Room With a View)
  - Dennis Hopper - Colpo vincente (Hoosiers)
- 1988[52]
  - Sean Connery - The Untouchables - Gli intoccabili (The Untouchables)
  - Albert Brooks - Dentro la notizia - Broadcast News (Broadcast News)
  - Morgan Freeman - Street Smart - Per le strade di New York (Street Smart)
  - Vincent Gardenia - Stregata dalla luna (Moonstruck)
  - Denzel Washington - Grido di libertà (Cry Freedom)
- 1989[53]
  - Kevin Kline - Un pesce di nome Wanda (A Fish Called Wanda)
  - Alec Guinness - Little Dorrit (Little Dorrit)
  - Martin Landau - Tucker - Un uomo e il suo sogno (Tucker: The Man and His Dream)
  - River Phoenix - Vivere in fuga (Running on Empty)
  - Dean Stockwell - Una vedova allegra... ma non troppo (Married to the Mob)

### 1990
- 1990[54]

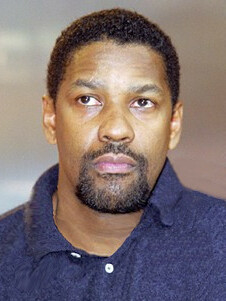
Denzel Washington, vincitore nel 1990.

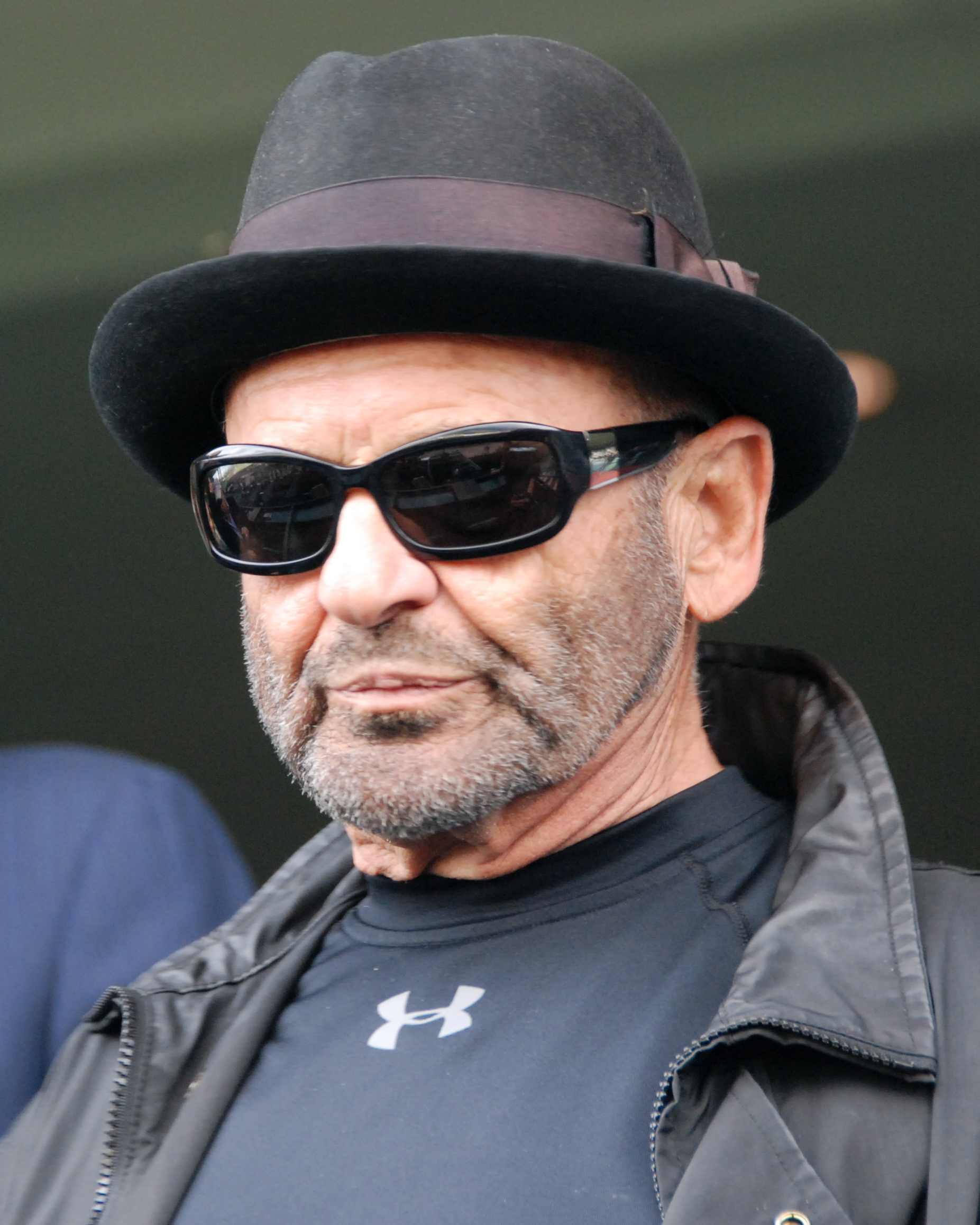
Joe Pesci, vincitore nel 1991.

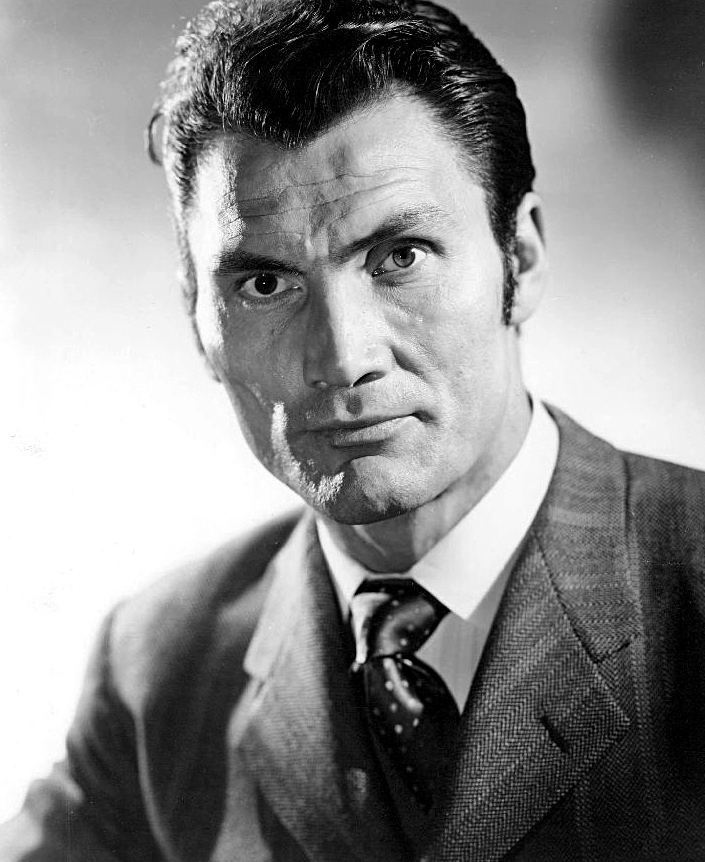
Jack Palance, vincitore nel 1992.

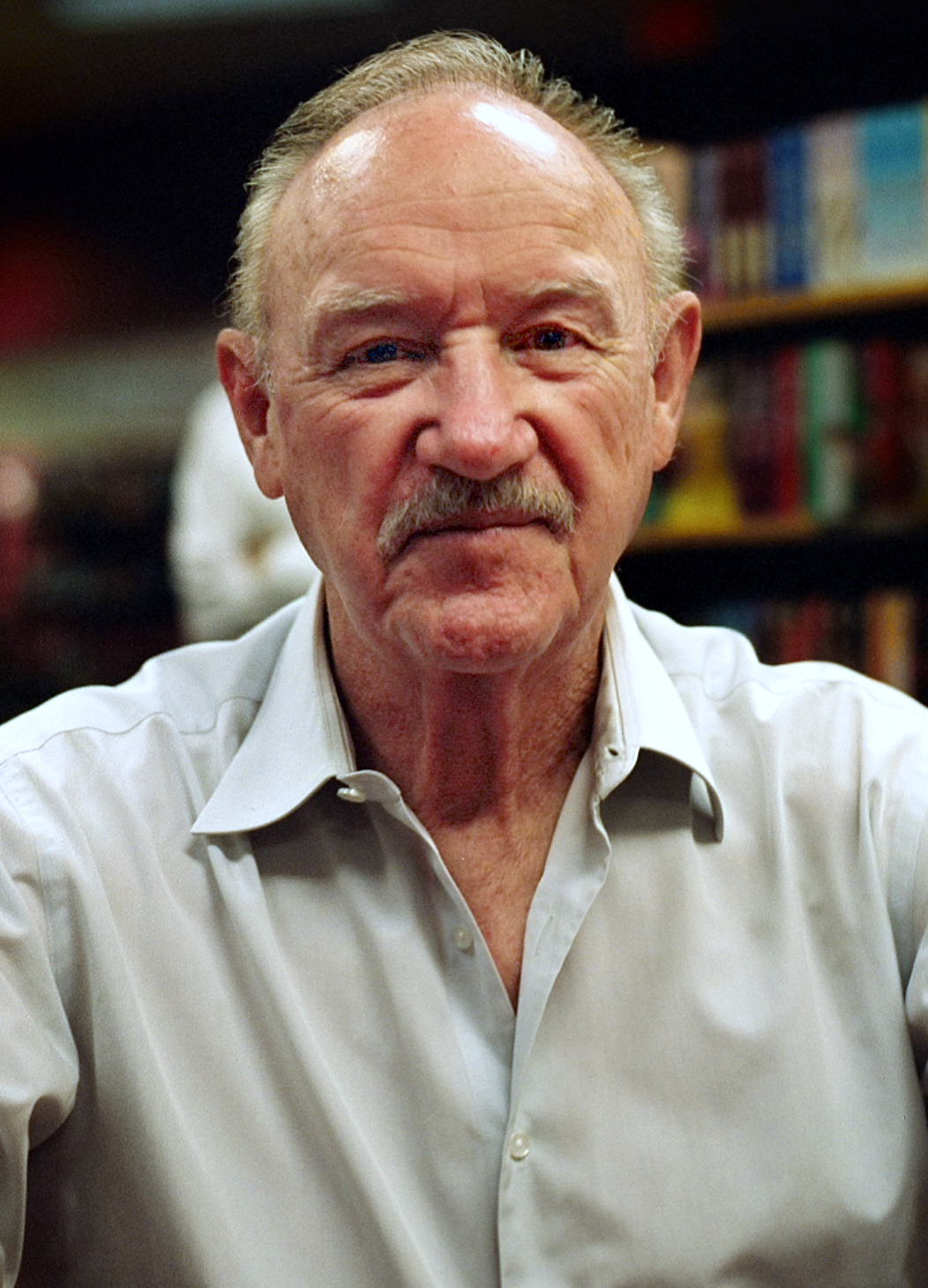
Gene Hackman, vincitore nel 1993.

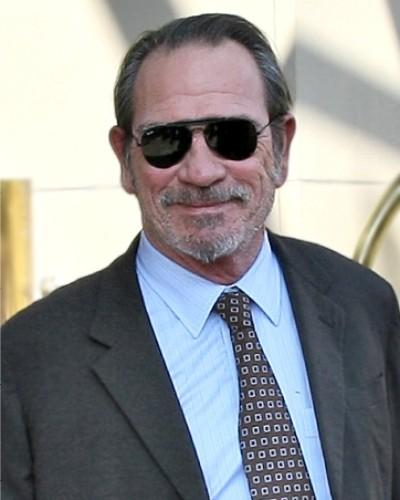
Tommy Lee Jones, vincitore nel 1994.

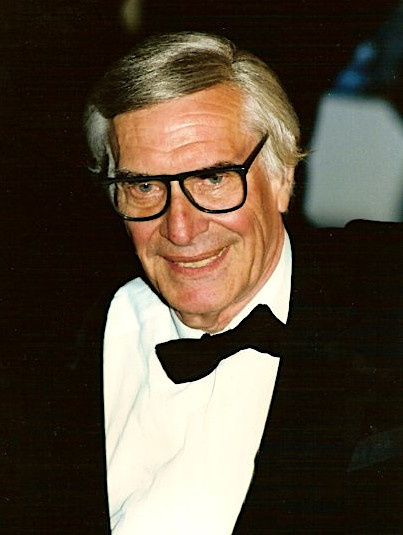
Martin Landau, vincitore nel 1995.

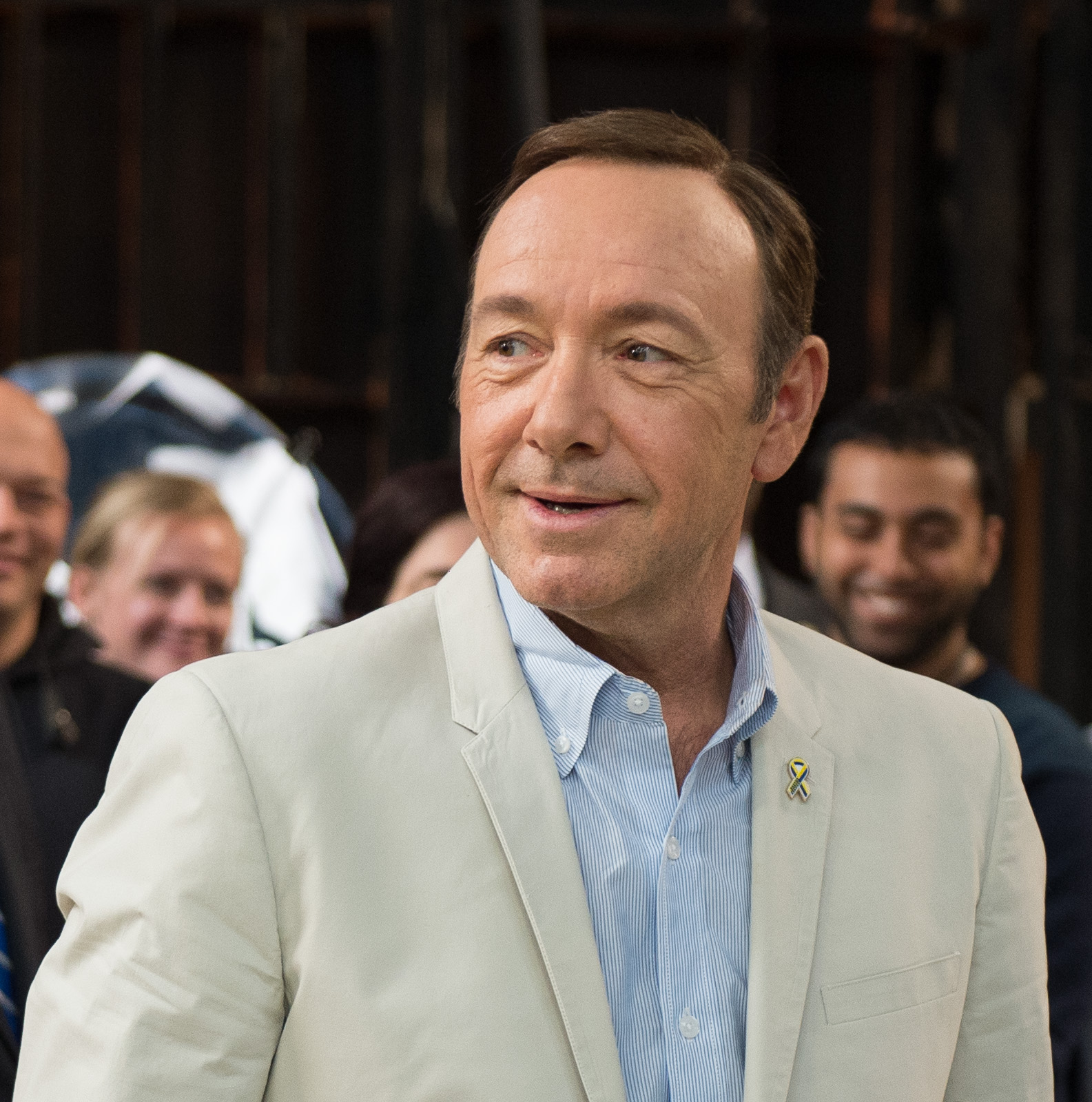
Kevin Spacey, vincitore nel 1996.

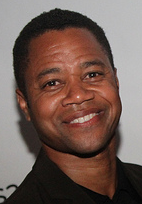
Cuba Gooding Jr., vincitore nel 1997.

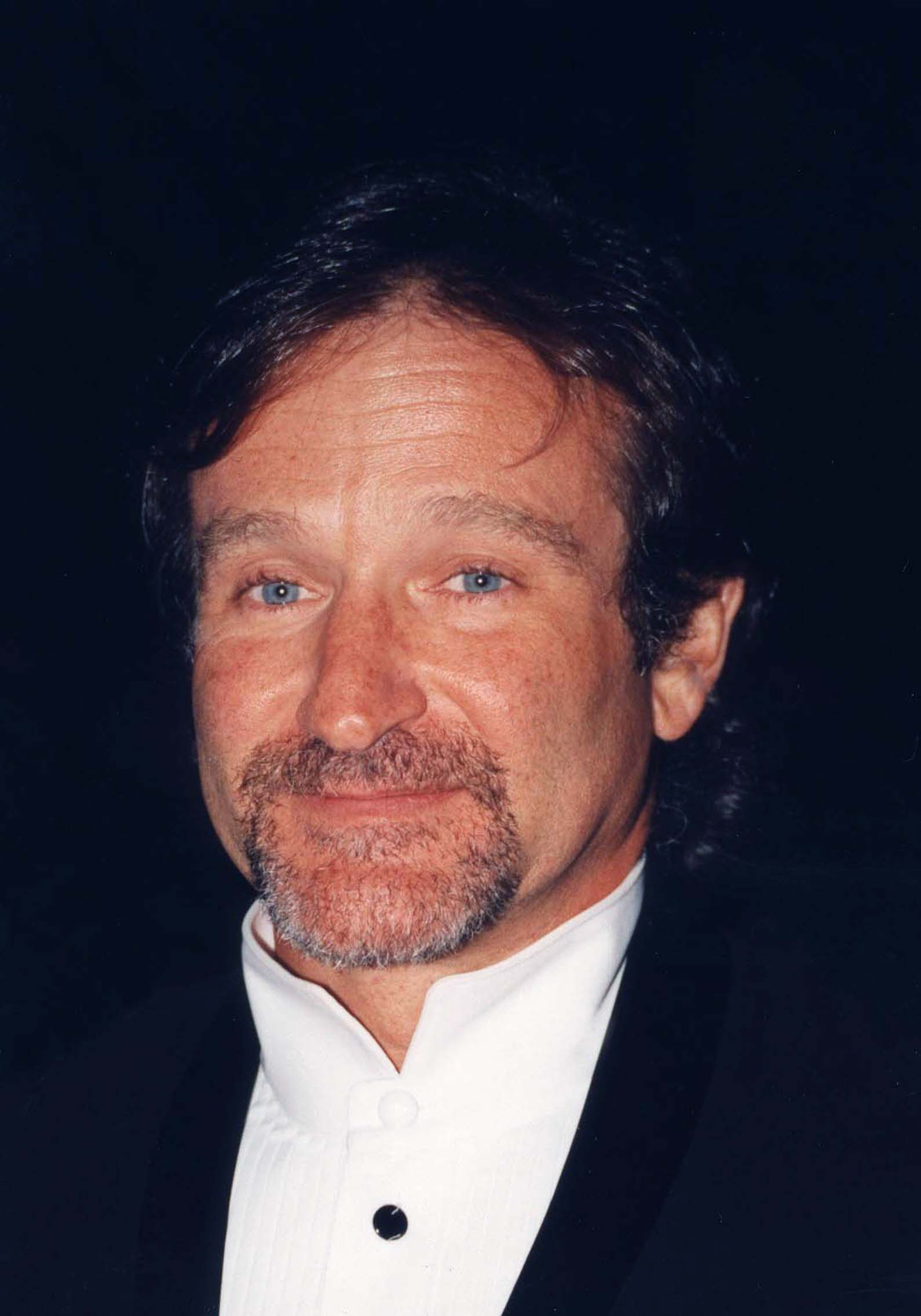
Robin Williams, vincitore nel 1998.

  - Denzel Washington - Glory - Uomini di gloria (Glory)
  - Danny Aiello - Fa' la cosa giusta (Do the Right Thing)
  - Dan Aykroyd - A spasso con Daisy (Driving Miss Daisy)
  - Marlon Brando - Un'arida stagione bianca (A Dry White Season)
  - Martin Landau - Crimini e misfatti (Crimes and Misdemeanors)
- 1991[55]
  - Joe Pesci - Quei bravi ragazzi (Goodfellas)
  - Bruce Davison - Che mi dici di Willy? (Longtime Companion)
  - Andy García - Il padrino - Parte III (The Godfather: Part III)
  - Graham Greene - Balla coi lupi (Dances with Wolves)
  - Al Pacino - Dick Tracy
- 1992[56]
  - Jack Palance - Scappo dalla città - La vita, l'amore e le vacche (City Slickers)
  - Tommy Lee Jones - JFK - Un caso ancora aperto (JFK)
  - Harvey Keitel - Bugsy
  - Ben Kingsley - Bugsy
  - Michael Lerner - Barton Fink - È successo a Hollywood (Barton Fink)
- 1993[57]
  - Gene Hackman - Gli spietati (Unforgiven)
  - Jaye Davidson - La moglie del soldato (The Crying Game)
  - Jack Nicholson - Codice d'onore (A Few Good Men)
  - Al Pacino - Americani (Glengarry Glen Ross)
  - David Paymer - Mr. sabato sera (Mr. Saturday Night)
- 1994[58]
  - Tommy Lee Jones - Il fuggitivo (The Fugitive)
  - Leonardo DiCaprio - Buon compleanno Mr. Grape (What's Eating Gilbert Grape)
  - Ralph Fiennes - Schindler's List - La lista di Schindler
  - John Malkovich - Nel centro del mirino (In the Line of Fire)
  - Pete Postlethwaite - Nel nome del padre (In the Name of the Father)
- 1995[59]
  - Martin Landau - Ed Wood
  - Samuel L. Jackson - Pulp Fiction
  - Chazz Palminteri - Pallottole su Broadway (Bullets Over Broadway)
  - Paul Scofield - Quiz Show
  - Gary Sinise - Forrest Gump
- 1996[60]
  - Kevin Spacey - I soliti sospetti (The Usual Suspects)
  - James Cromwell - Babe - Maialino coraggioso (Babe)
  - Ed Harris - Apollo 13
  - Brad Pitt - L'esercito delle 12 scimmie (Twelve Monkeys)
  - Tim Roth - Rob Roy
- 1997[61]
  - Cuba Gooding Jr. - Jerry Maguire
  - William H. Macy - Fargo
  - Armin Mueller-Stahl - Shine
  - Edward Norton - Schegge di paura (Primal Fear)
  - James Woods – L'agguato - Ghosts from the Past (Ghosts of Mississippi)
- 1998[62]
  - Robin Williams - Will Hunting - Genio ribelle (Good Will Hunting)
  - Robert Forster - Jackie Brown
  - Anthony Hopkins - Amistad
  - Greg Kinnear - Qualcosa è cambiato (As Good as It Gets)
  - Burt Reynolds - Boogie Nights - L'altra Hollywood (Boogie Nights)
- 1999[63]
  - James Coburn - Affliction
  - Robert Duvall - A Civil Action
  - Geoffrey Rush - Shakespeare in Love
  - Ed Harris - The Truman Show
  - Billy Bob Thornton - Soldi sporchi (A Simple Plan)

### 2000
- 2000[64]

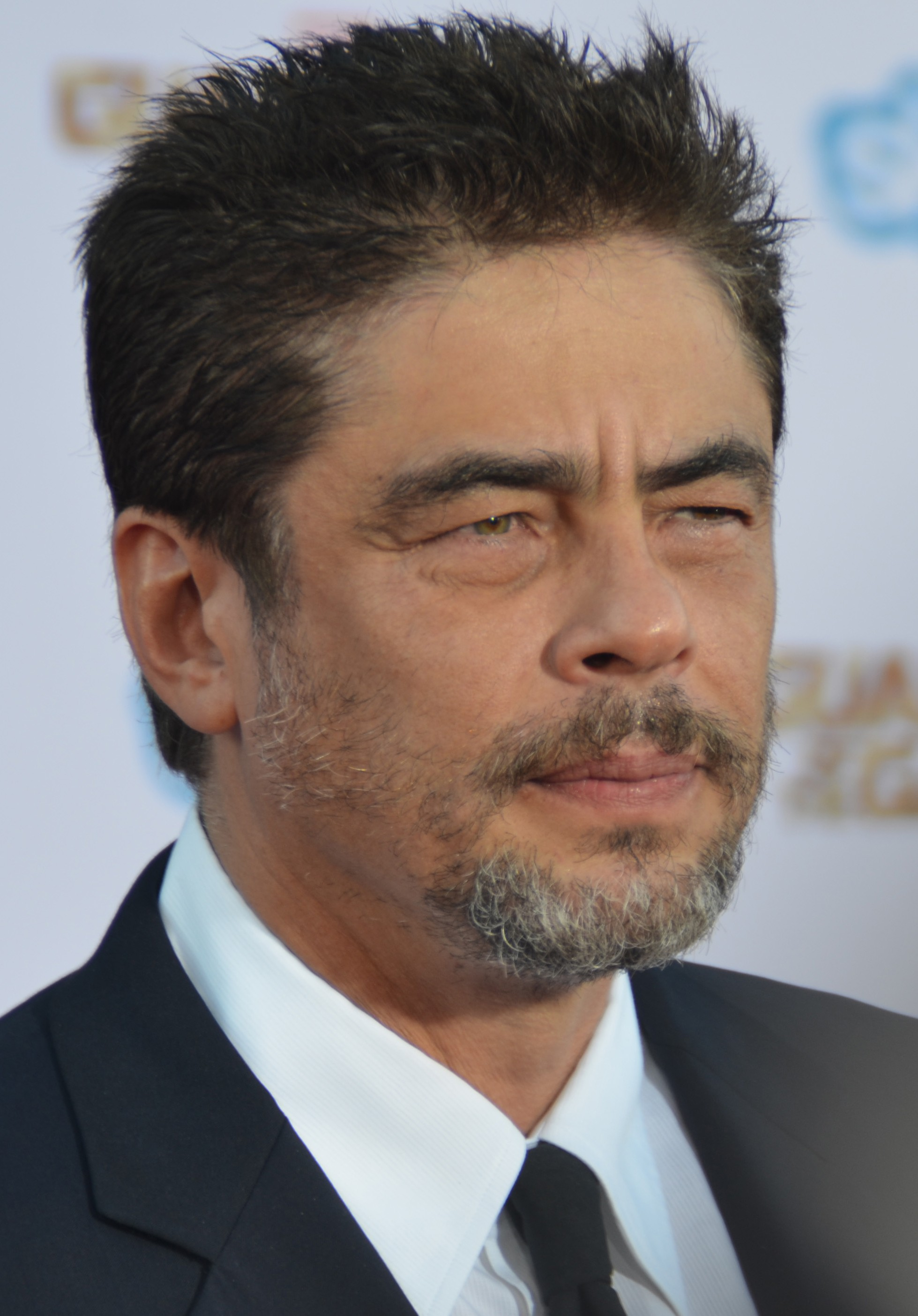
Benicio del Toro, vincitore nel 2001.

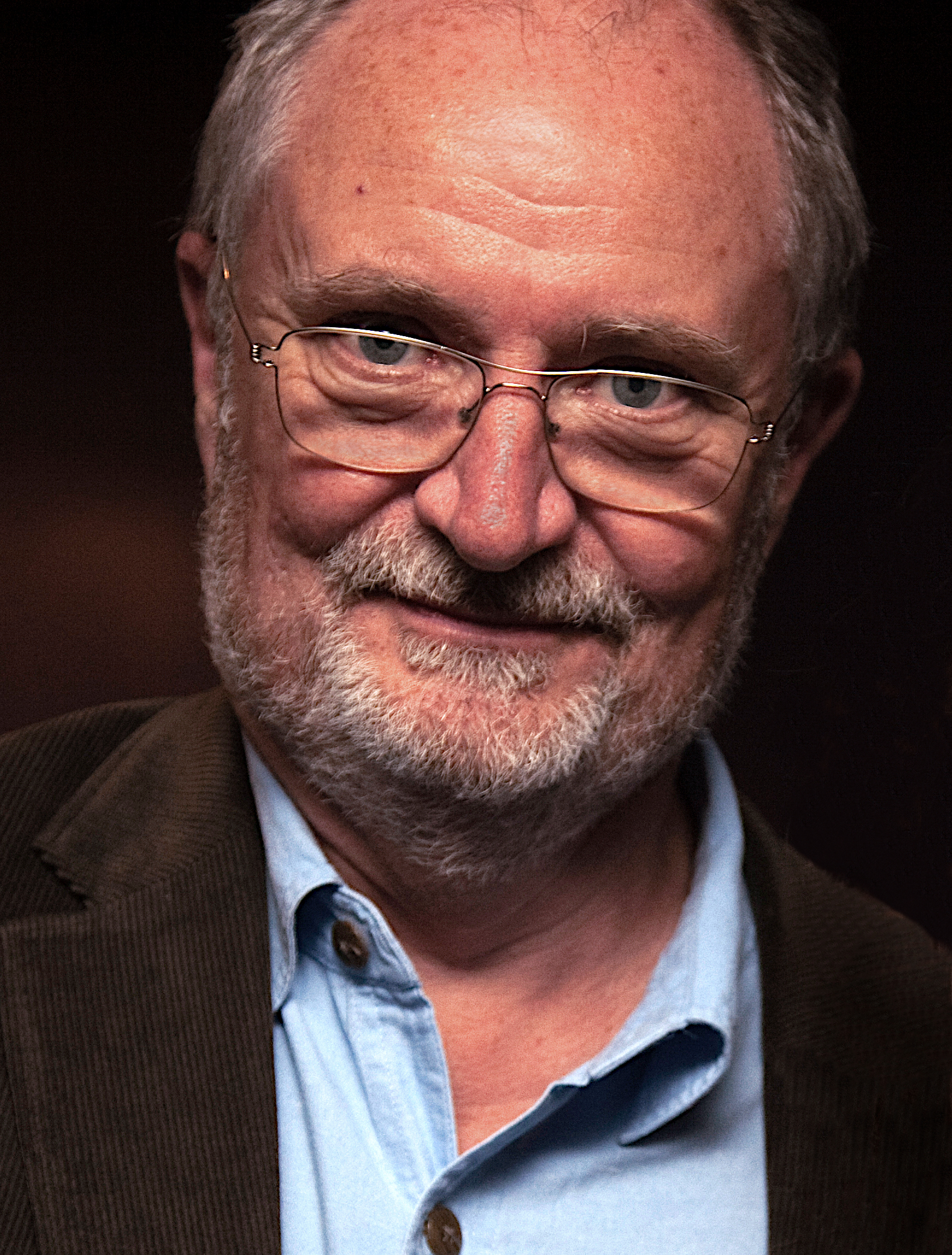
Jim Broadbent, vincitore nel 2002.

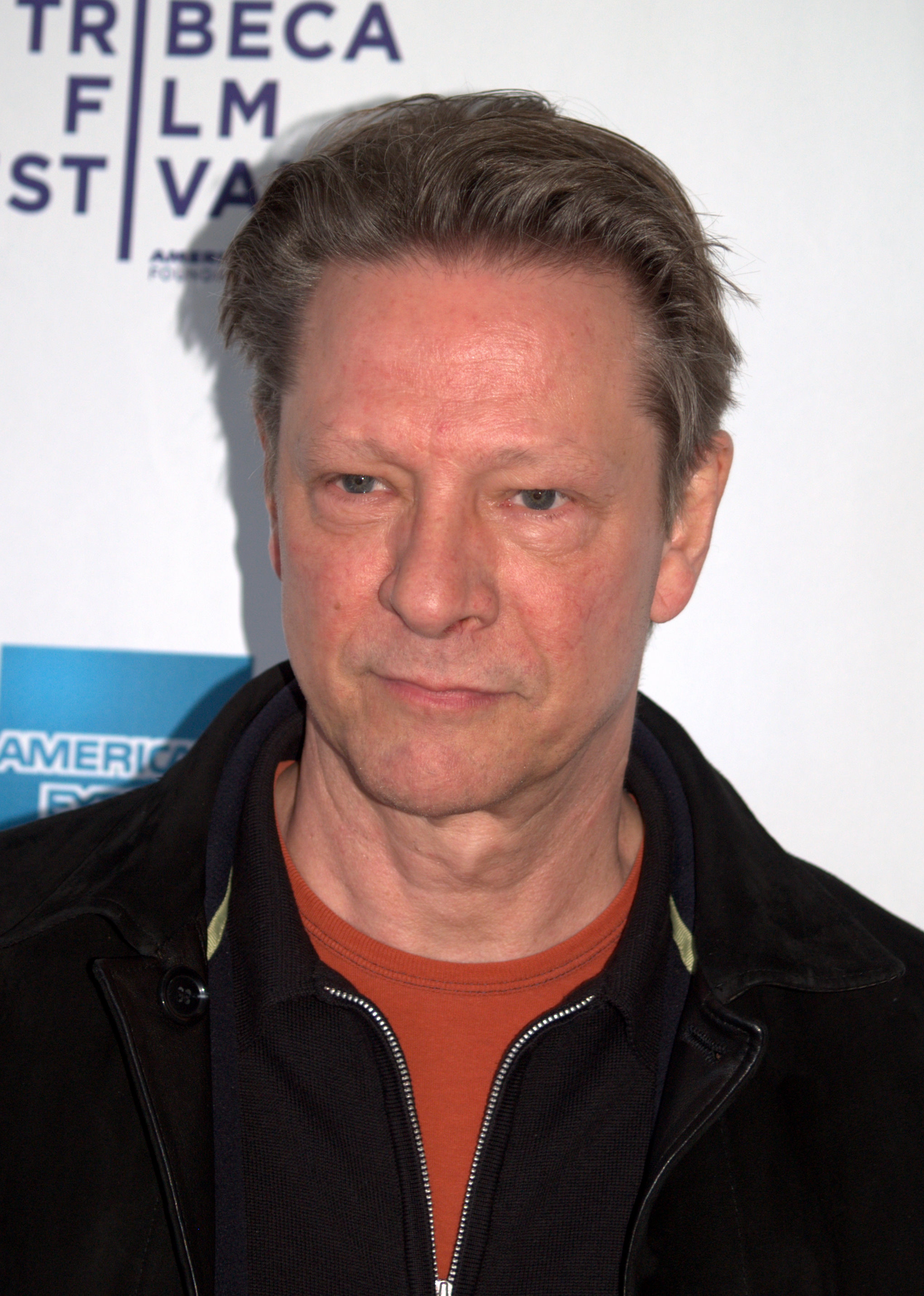
Chris Cooper, vincitore nel 2003.

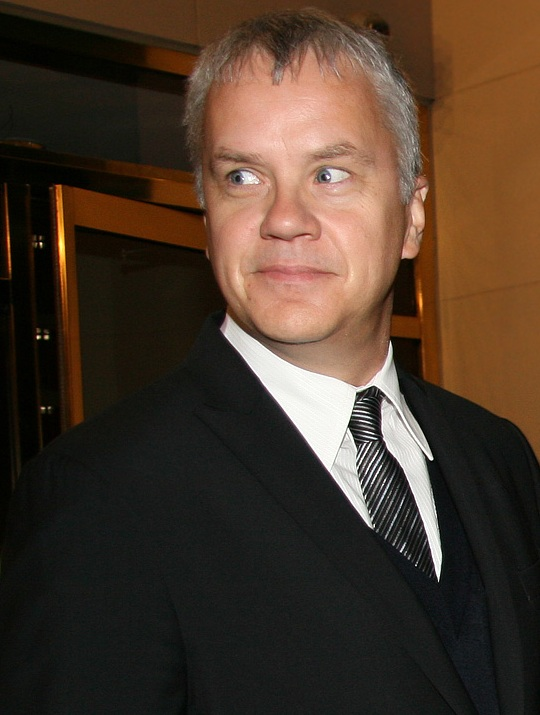
Tim Robbins, vincitore nel 2004.

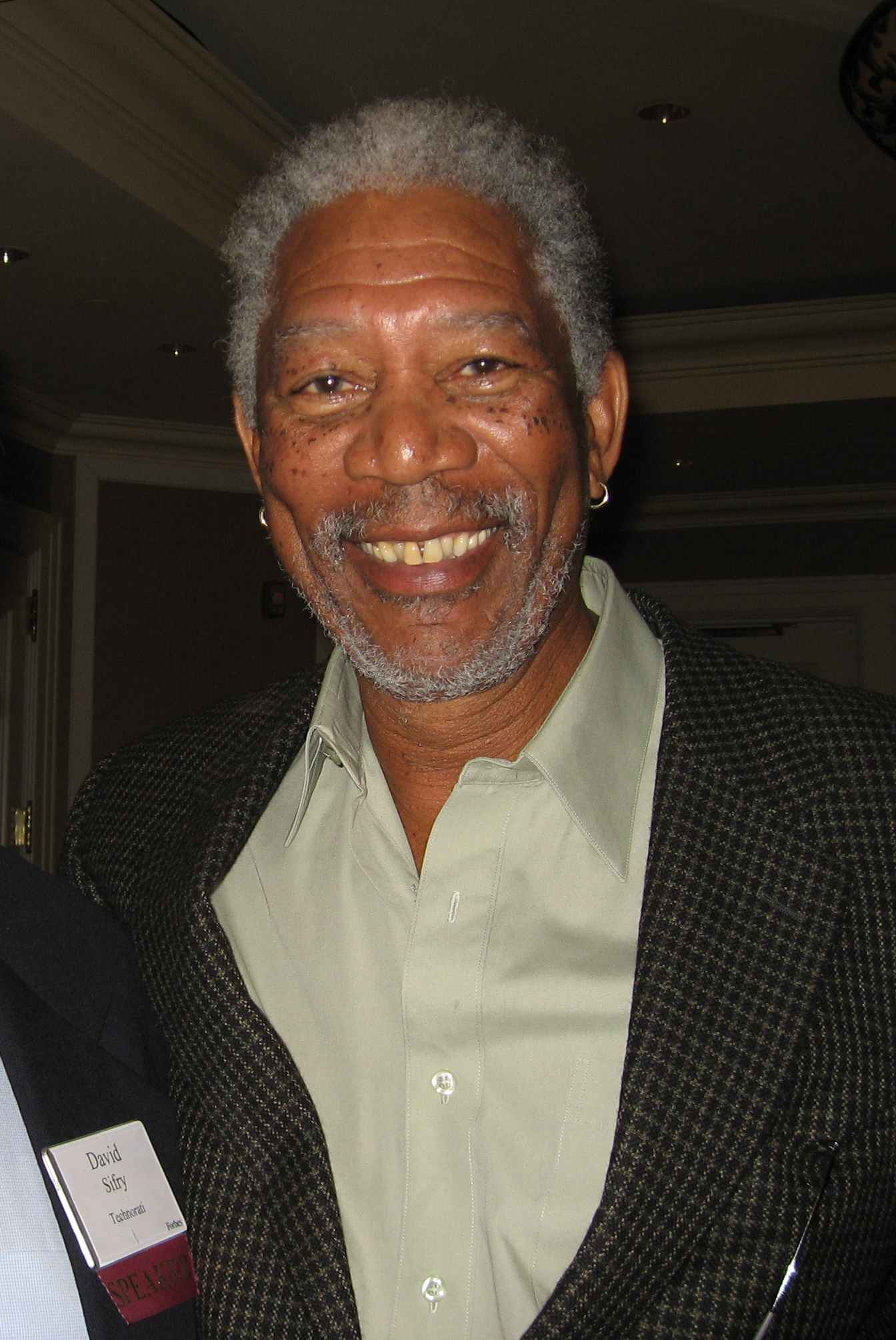
Morgan Freeman, vincitore nel 2005.

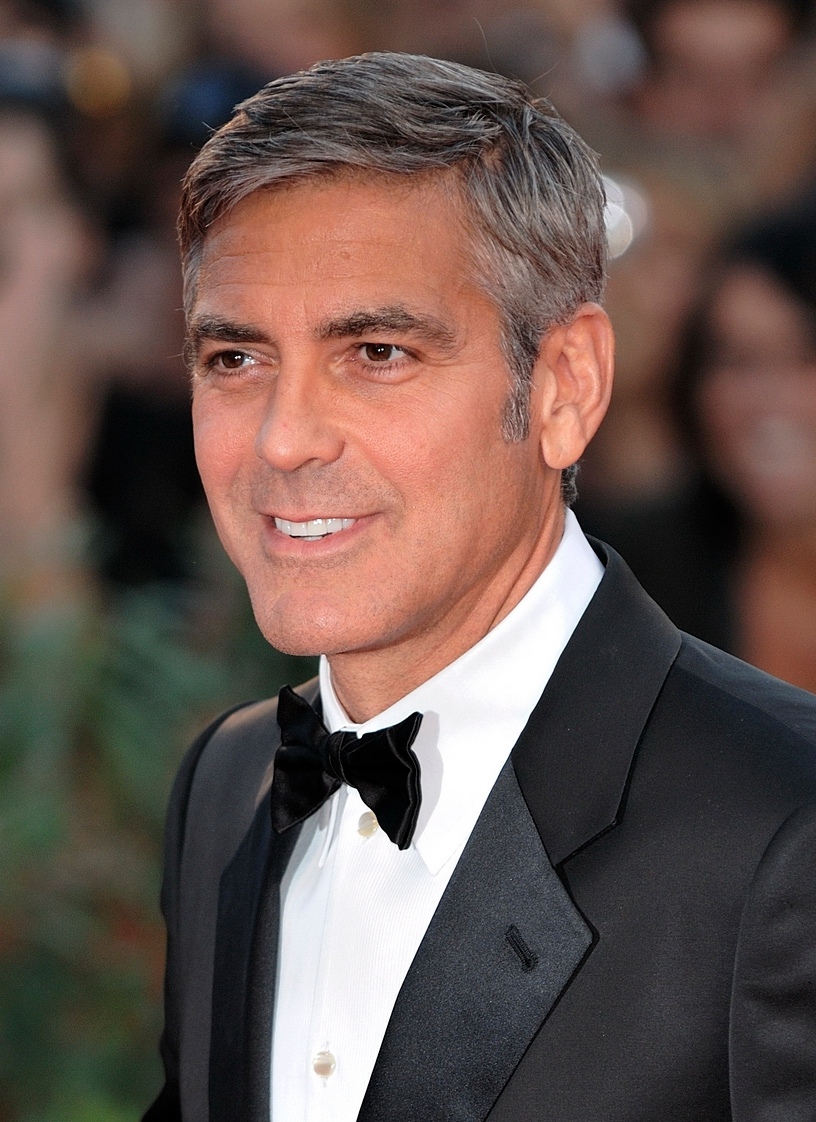
George Clooney, vincitore nel 2006.

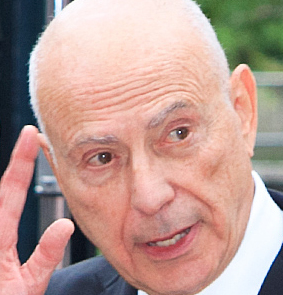
Alan Arkin, vincitore nel 2007.

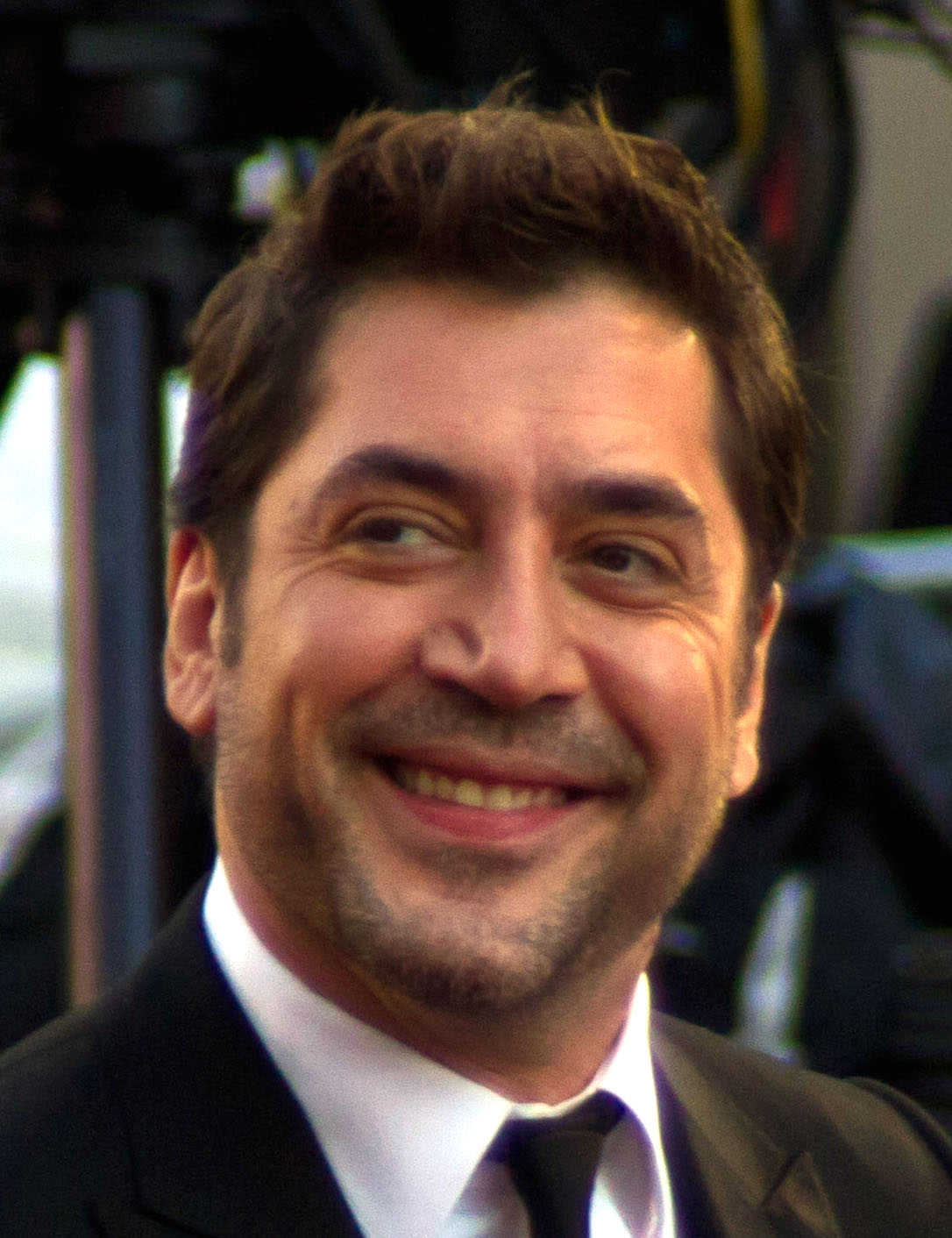
Javier Bardem, vincitore nel 2008.

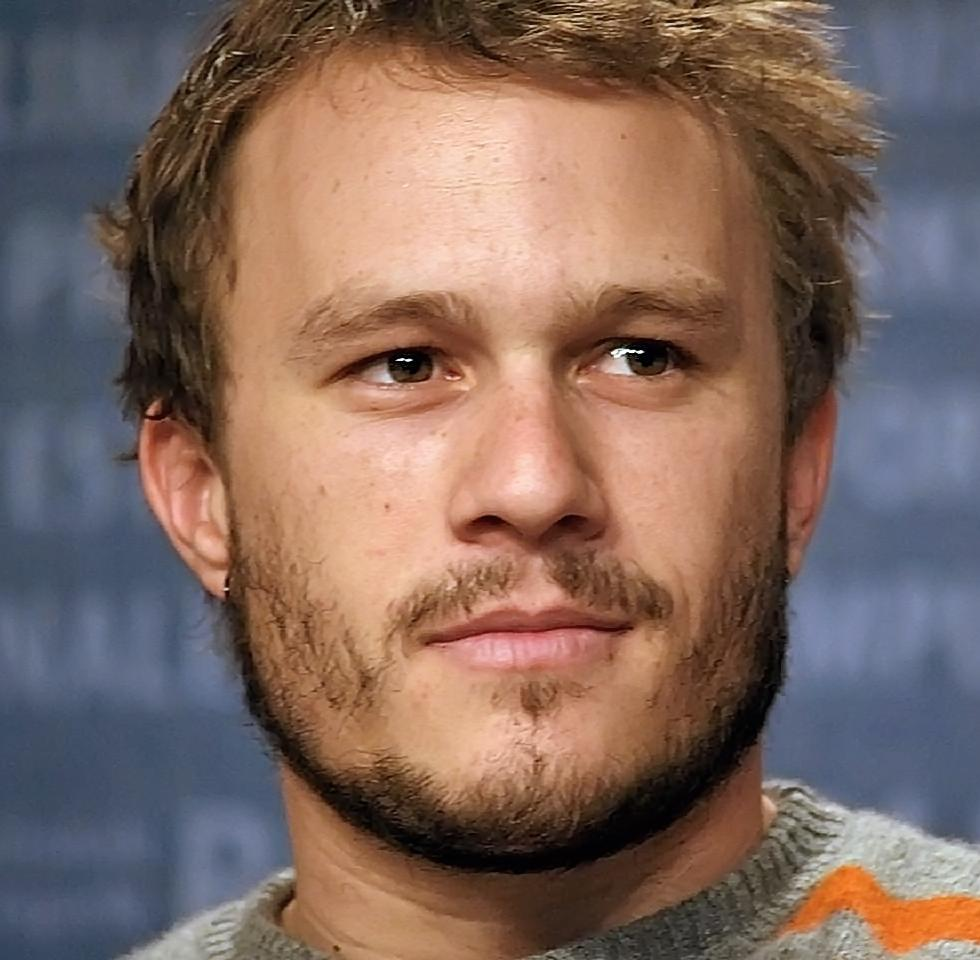
Heath Ledger, vincitore postumo nel 2009 per Il cavaliere oscuro

  - Michael Caine - Le regole della casa del sidro (The Cider House Rules)
  - Tom Cruise - Magnolia
  - Michael Clarke Duncan - Il miglio verde (The Green Mile)
  - Jude Law - Il talento di Mr. Ripley (The Talented Mr. Ripley)
  - Haley Joel Osment - The Sixth Sense - Il sesto senso (The Sixth Sense)
- 2001[65]
  - Benicio del Toro - Traffic
  - Jeff Bridges - The Contender
  - Willem Dafoe - L'ombra del vampiro (Shadow of the Vampire)
  - Albert Finney - Erin Brockovich - Forte come la verità (Erin Brockovich)
  - Joaquin Phoenix - Il gladiatore (Gladiator)
- 2002[66]
  - Jim Broadbent - Iris - Un amore vero (Iris)
  - Ethan Hawke - Training Day
  - Ben Kingsley - Sexy Beast - L'ultimo colpo della bestia (Sexy Beast)
  - Ian McKellen - Il Signore degli Anelli - La Compagnia dell'Anello (The Lord of the Rings: The Fellowship of the Ring)
  - Jon Voight - Alì (Ali)
- 2003[67]
  - Chris Cooper - Il ladro di orchidee (Adaptation.)
  - Ed Harris - The Hours
  - Paul Newman - Era mio padre (Road to Perdition)
  - John C. Reilly - Chicago
  - Christopher Walken - Prova a prendermi (Catch Me If You Can)
- 2004[68]
  - Tim Robbins - Mystic River
  - Alec Baldwin - The Cooler
  - Benicio del Toro - 21 grammi (21 Grams)
  - Djimon Hounsou - In America - Il sogno che non c'era (In America)
  - Ken Watanabe - L'ultimo samurai (The Last Samurai)
- 2005[69]
  - Morgan Freeman - Million Dollar Baby
  - Alan Alda - The Aviator
  - Thomas Haden Church - Sideways - In viaggio con Jack (Sideways)
  - Jamie Foxx - Collateral
  - Clive Owen - Closer
- 2006[70]
  - George Clooney - Syriana
  - Matt Dillon - Crash - Contatto fisico (Crash)
  - Paul Giamatti - Cinderella Man - Una ragione per lottare (Cinderella Man)
  - Jake Gyllenhaal - I segreti di Brokeback Mountain (Brokeback Mountain)
  - William Hurt - A History of Violence
- 2007[71]
  - Alan Arkin - Little Miss Sunshine
  - Jackie Earle Haley - Little Children
  - Djimon Hounsou - Blood Diamond - Diamanti di sangue (Blood Diamond)
  - Eddie Murphy - Dreamgirls
  - Mark Wahlberg - The Departed - Il bene e il male (The Departed)
- 2008[72]
  - Javier Bardem - Non è un paese per vecchi (No Country for Old Men)
  - Casey Affleck - L'assassinio di Jesse James per mano del codardo Robert Ford (The Assassination of Jesse James by the Coward Robert Ford)
  - Philip Seymour Hoffman - La guerra di Charlie Wilson (Charlie Wilson's War)
  - Hal Holbrook - Into the Wild - Nelle terre selvagge (Into the Wild)
  - Tom Wilkinson - Michael Clayton
- 2009[73]
  - Heath Ledger (postumo) - Il cavaliere oscuro (The Dark Knight)
  - Josh Brolin - Milk
  - Philip Seymour Hoffman - Il dubbio (Doubt)
  - Robert Downey Jr. - Tropic Thunder
  - Michael Shannon - Revolutionary Road

### 2010
- 2010[74]

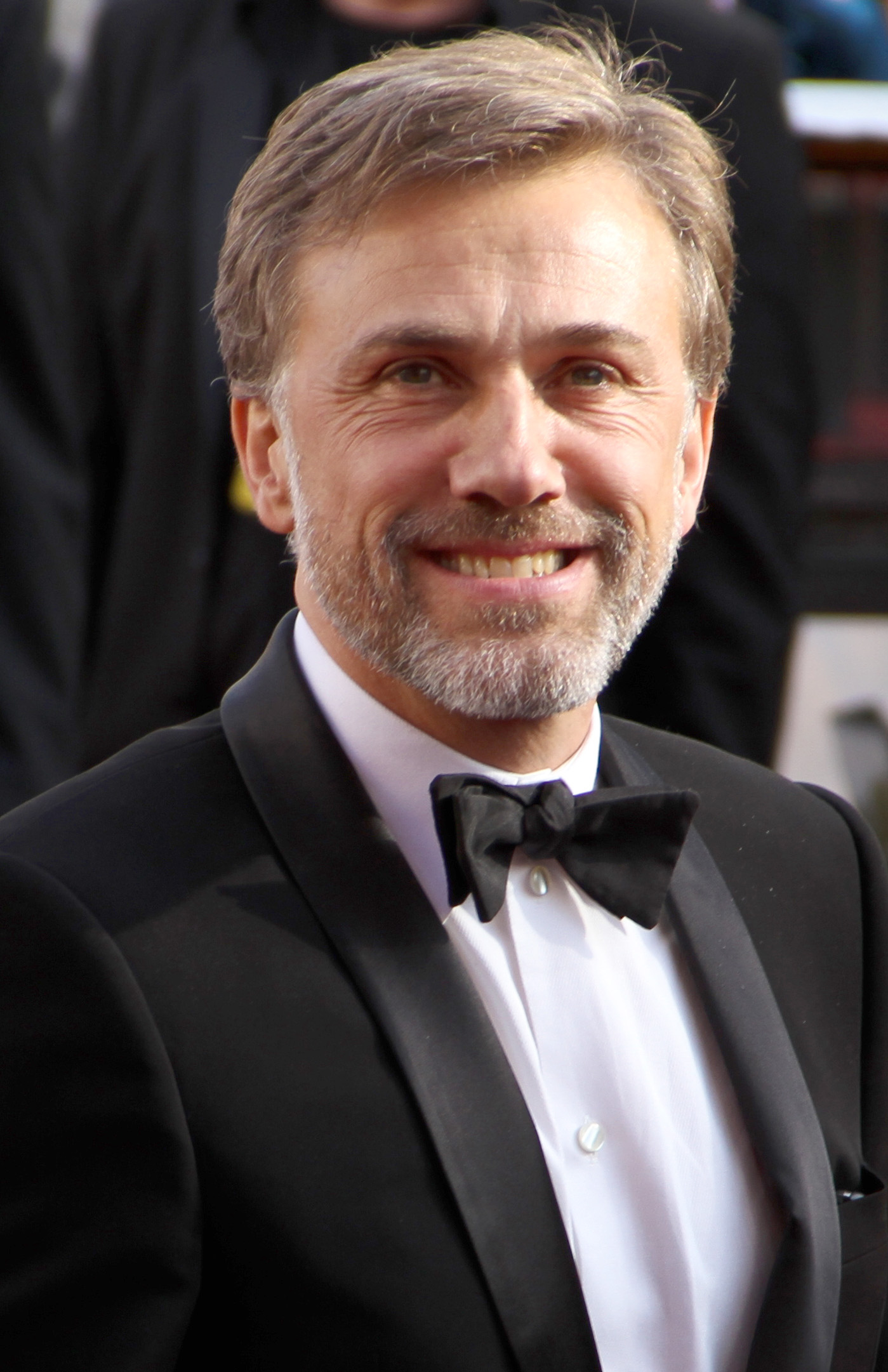
Christoph Waltz, vincitore nel 2010 e nel 2013.

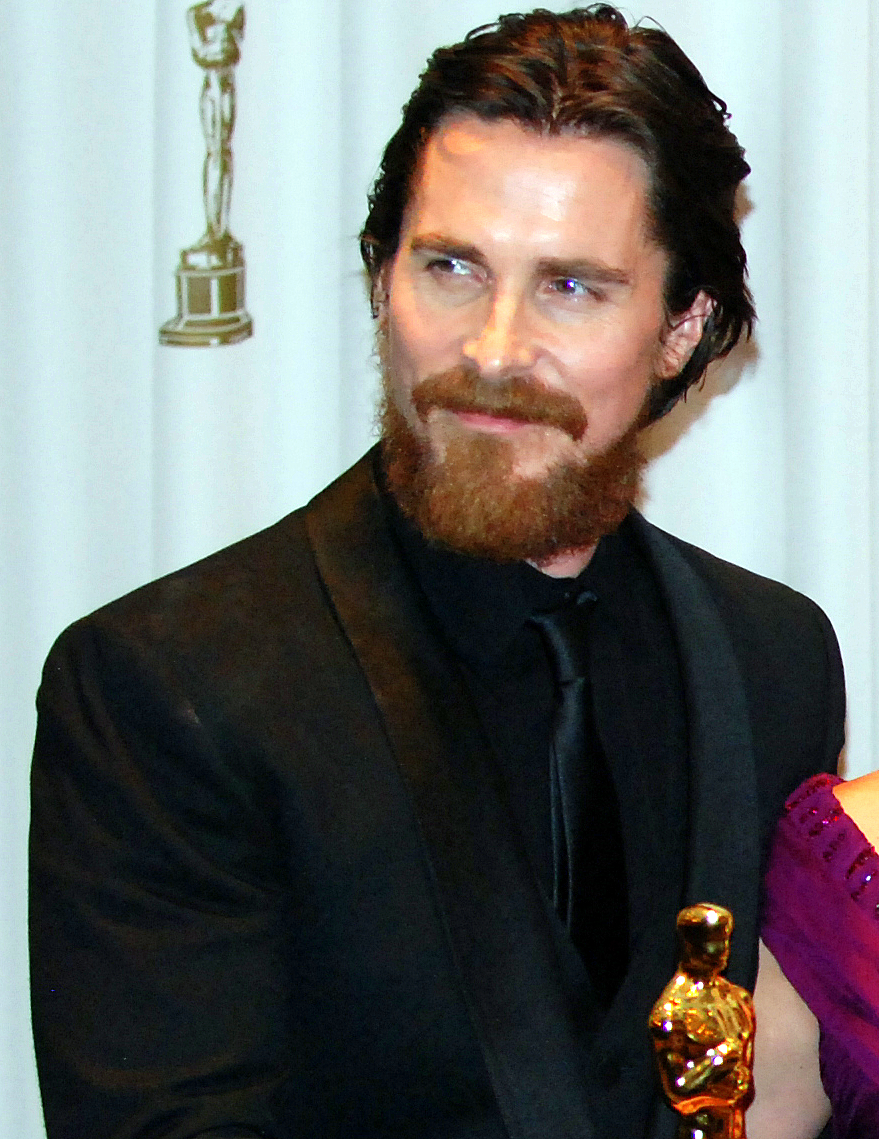
Christian Bale, vincitore nel 2011.

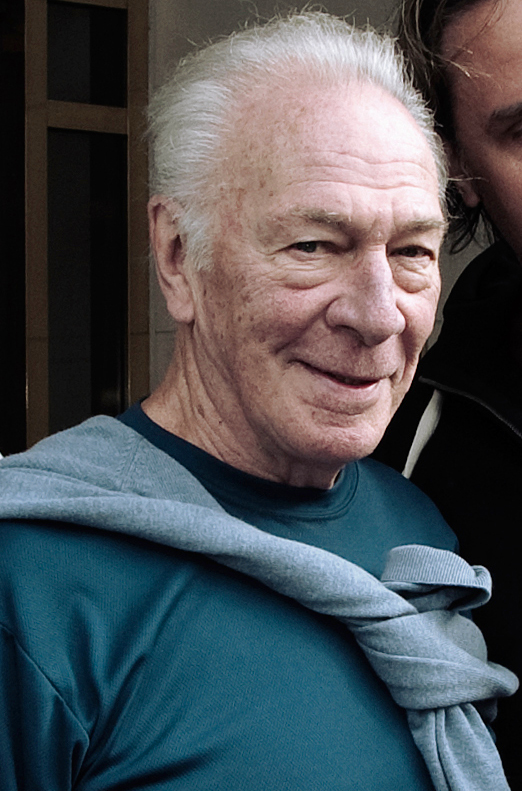
Christopher Plummer, vincitore nel 2012.

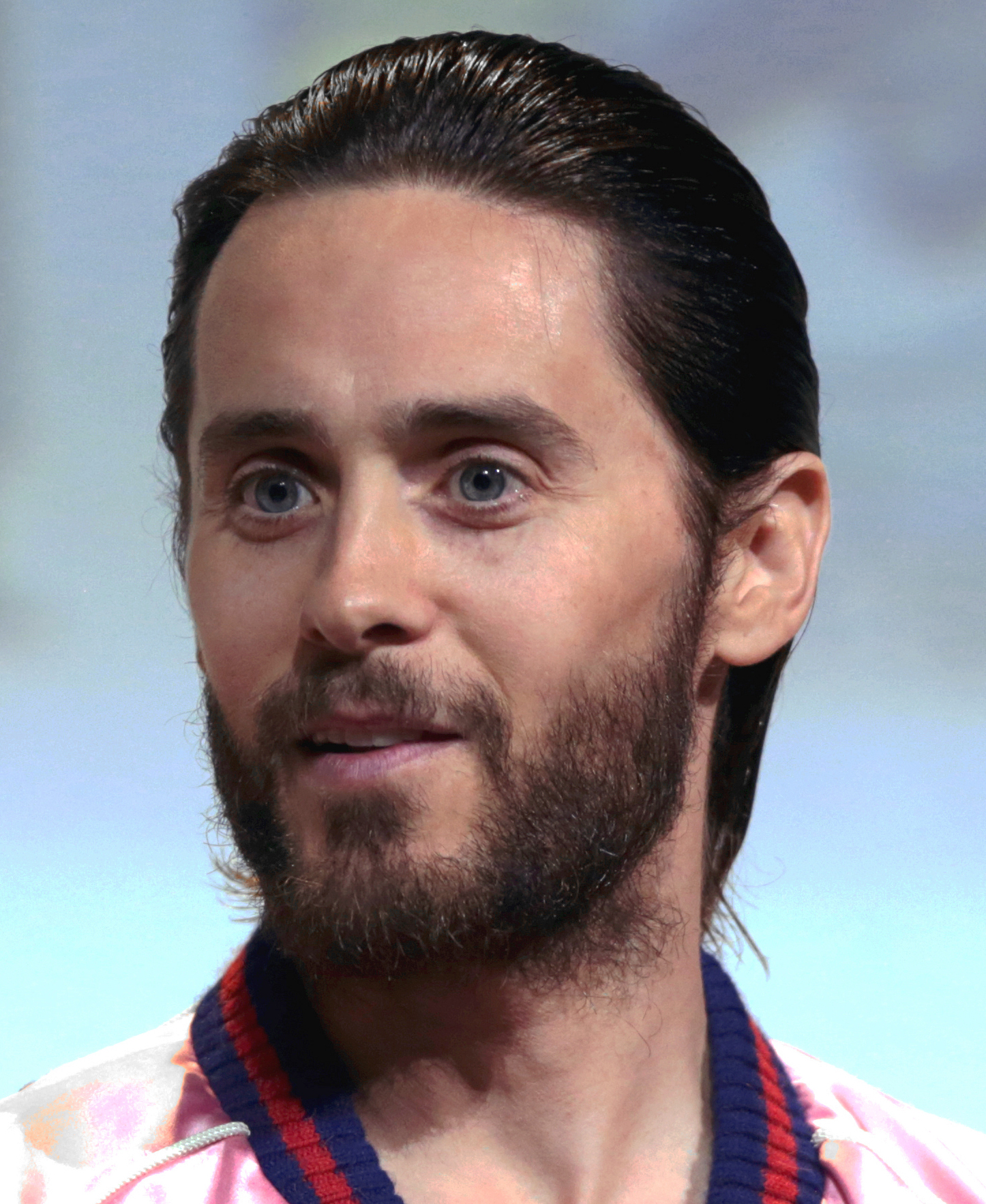
Jared Leto, vincitore nel 2014.

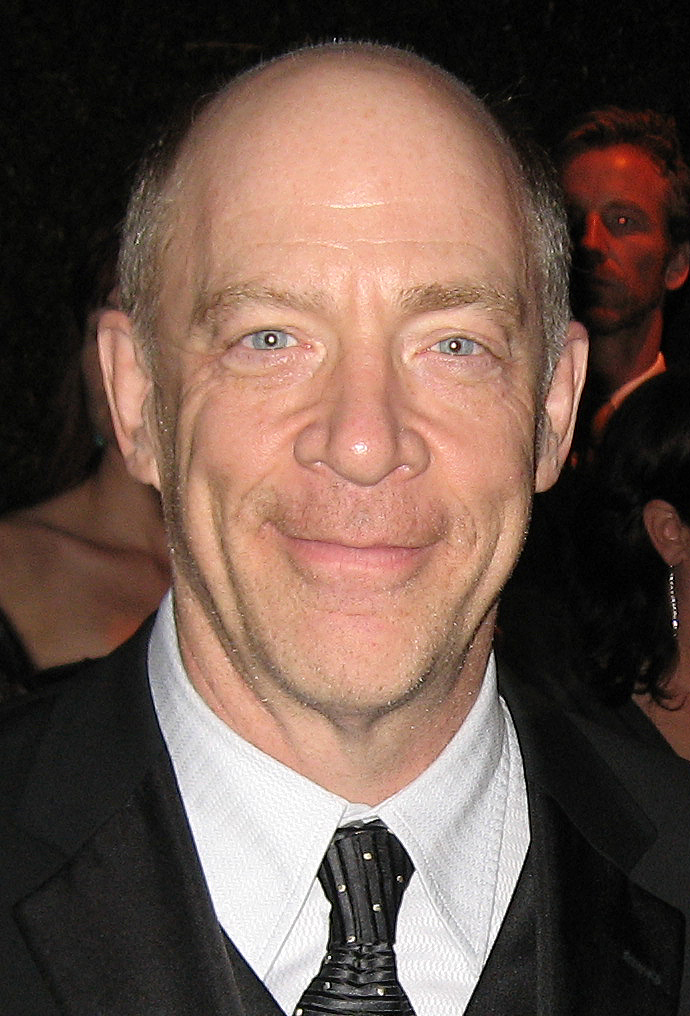
J. K. Simmons, vincitore nel 2015.

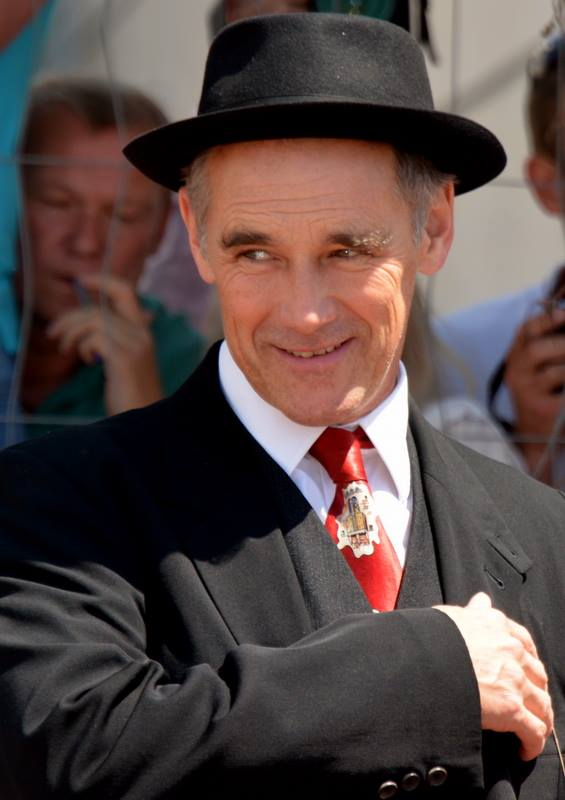
Mark Rylance, vincitore nel 2016.

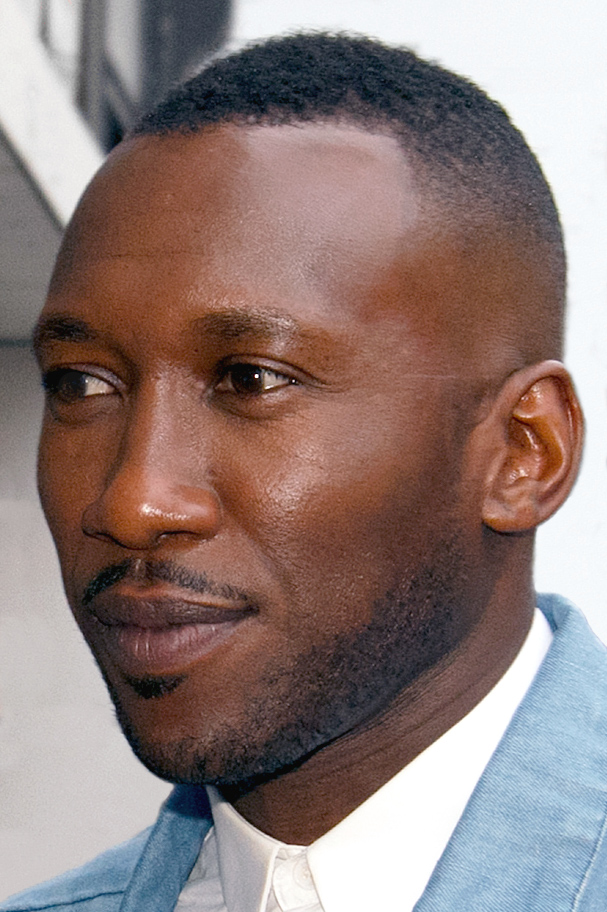
Mahershala Ali, vincitore nel 2017 e nel 2019.

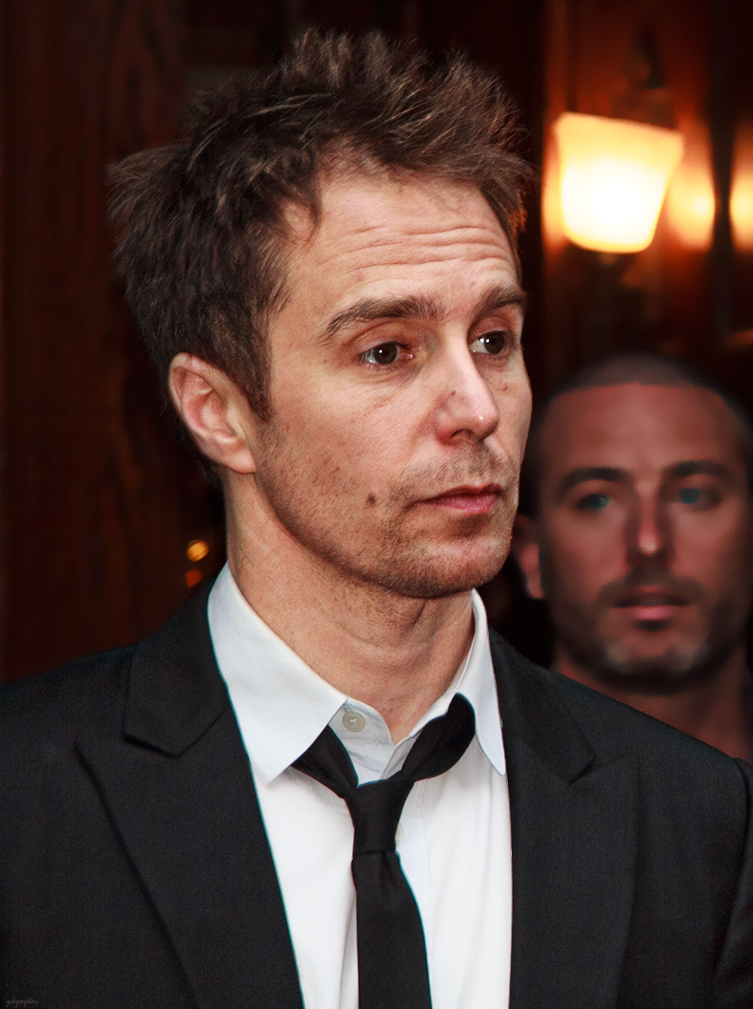
Sam Rockwell, vincitore nel 2018.

  - Christoph Waltz - Bastardi senza gloria (Inglourious Basterds)
  - Matt Damon - Invictus - L'invincibile (Invictus)
  - Woody Harrelson - Oltre le regole - The Messenger (The Messenger)
  - Christopher Plummer - The Last Station
  - Stanley Tucci - Amabili resti (The Lovely Bones)
- 2011[75]
  - Christian Bale - The Fighter
  - John Hawkes - Un gelido inverno (Winter's Bone)
  - Jeremy Renner - The Town
  - Mark Ruffalo - I ragazzi stanno bene (The Kids Are All Right)
  - Geoffrey Rush - Il discorso del re (The King's Speech)
- 2012[76]
  - Christopher Plummer - Beginners
  - Kenneth Branagh - Marilyn (My Week with Marilyn)
  - Jonah Hill - L'arte di vincere (Moneyball)
  - Nick Nolte - Warrior
  - Max von Sydow - Molto forte, incredibilmente vicino (Extremely Loud and Incredibly Close)
- 2013[77]
  - Christoph Waltz - Django Unchained
  - Alan Arkin - Argo
  - Robert De Niro - Il lato positivo - Silver Linings Playbook (Silver Linings Playbook)
  - Philip Seymour Hoffman - The Master
  - Tommy Lee Jones - Lincoln
- 2014[78]
  - Jared Leto - Dallas Buyers Club
  - Barkhad Abdi - Captain Phillips - Attacco in mare aperto (Captain Phillips)
  - Bradley Cooper - American Hustle - L'apparenza inganna (American Hustle)
  - Michael Fassbender - 12 anni schiavo (12 Years a Slave) 
  - Jonah Hill - The Wolf of Wall Street
- 2015[79]
  - J. K. Simmons - Whiplash
  - Robert Duvall - The Judge
  - Ethan Hawke - Boyhood
  - Edward Norton - Birdman
  - Mark Ruffalo - Foxcatcher - Una storia americana (Foxcatcher)
- 2016[80]
  - Mark Rylance - Il ponte delle spie (Bridge of Spies)
  - Christian Bale - La grande scommessa (The Big Short)
  - Tom Hardy - Revenant - Redivivo (The Revenant)
  - Mark Ruffalo - Il caso Spotlight (Spotlight)
  - Sylvester Stallone - Creed - Nato per combattere (Creed)
- 2017[81]
  - Mahershala Ali - Moonlight
  - Jeff Bridges - Hell or High Water
  - Lucas Hedges - Manchester by the Sea
  - Dev Patel - Lion - La strada verso casa (Lion)
  - Michael Shannon - Animali notturni (Nocturnal Animals)
- 2018[82]
  - Sam Rockwell - Tre manifesti a Ebbing, Missouri (Three Billboards Outside Ebbing, Missouri)
  - Willem Dafoe - Un sogno chiamato Florida (The Florida Project)
  - Woody Harrelson - Tre manifesti a Ebbing, Missouri (Three Billboards Outside Ebbing, Missouri)
  - Richard Jenkins - La forma dell'acqua - The Shape of Water (The Shape of Water)
  - Christopher Plummer - Tutti i soldi del mondo (All the Money in the World)
- 2019[83]
  - Mahershala Ali - Green Book
  - Adam Driver - BlacKkKlansman
  - Sam Elliott - A Star Is Born
  - Richard E. Grant - Copia originale (Can You Ever Forgive Me?)
  - Sam Rockwell - Vice - L'uomo nell'ombra (Vice)

### 2020
- 2020[84]

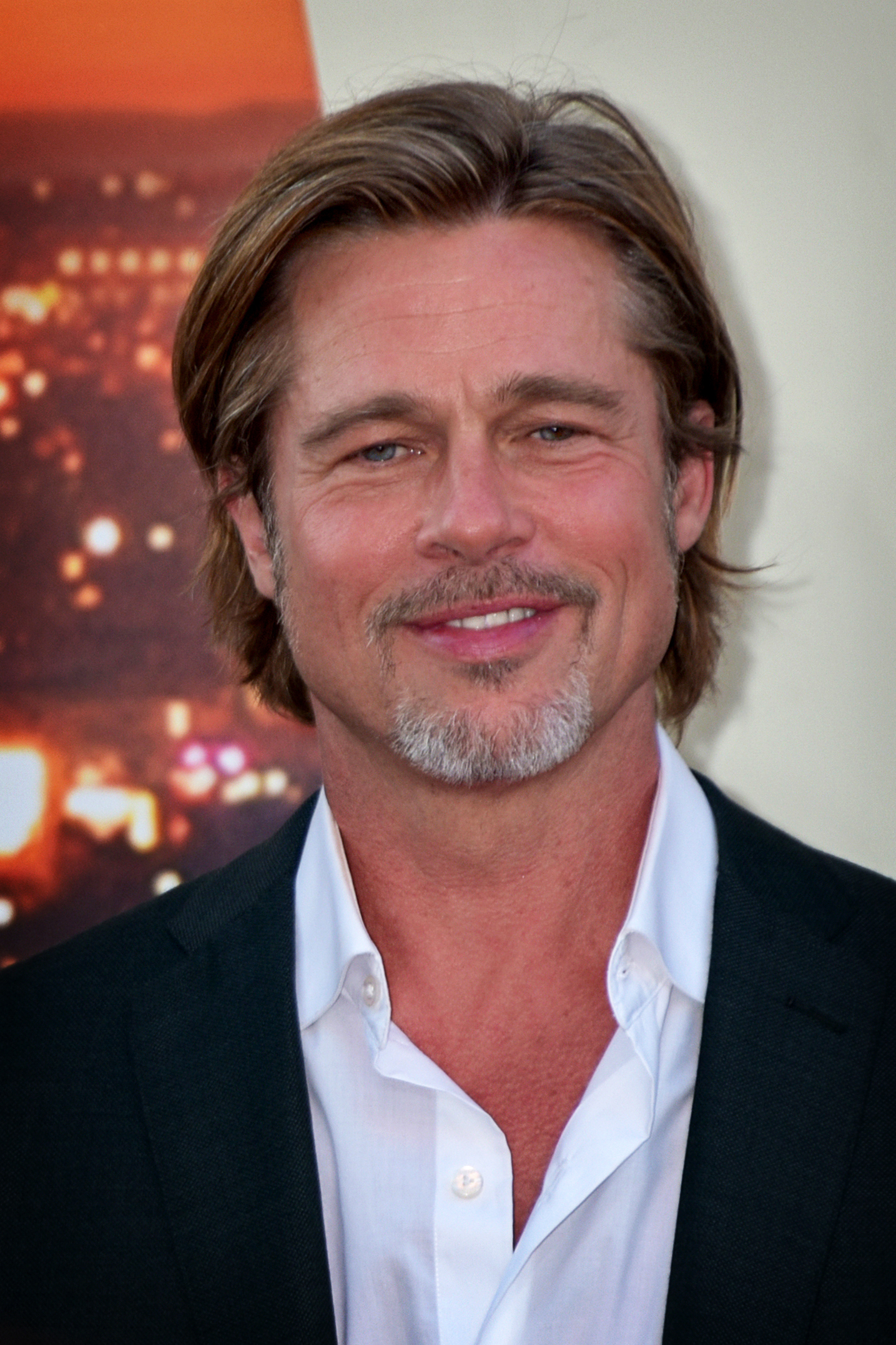
Brad Pitt, vincitore nel 2020.

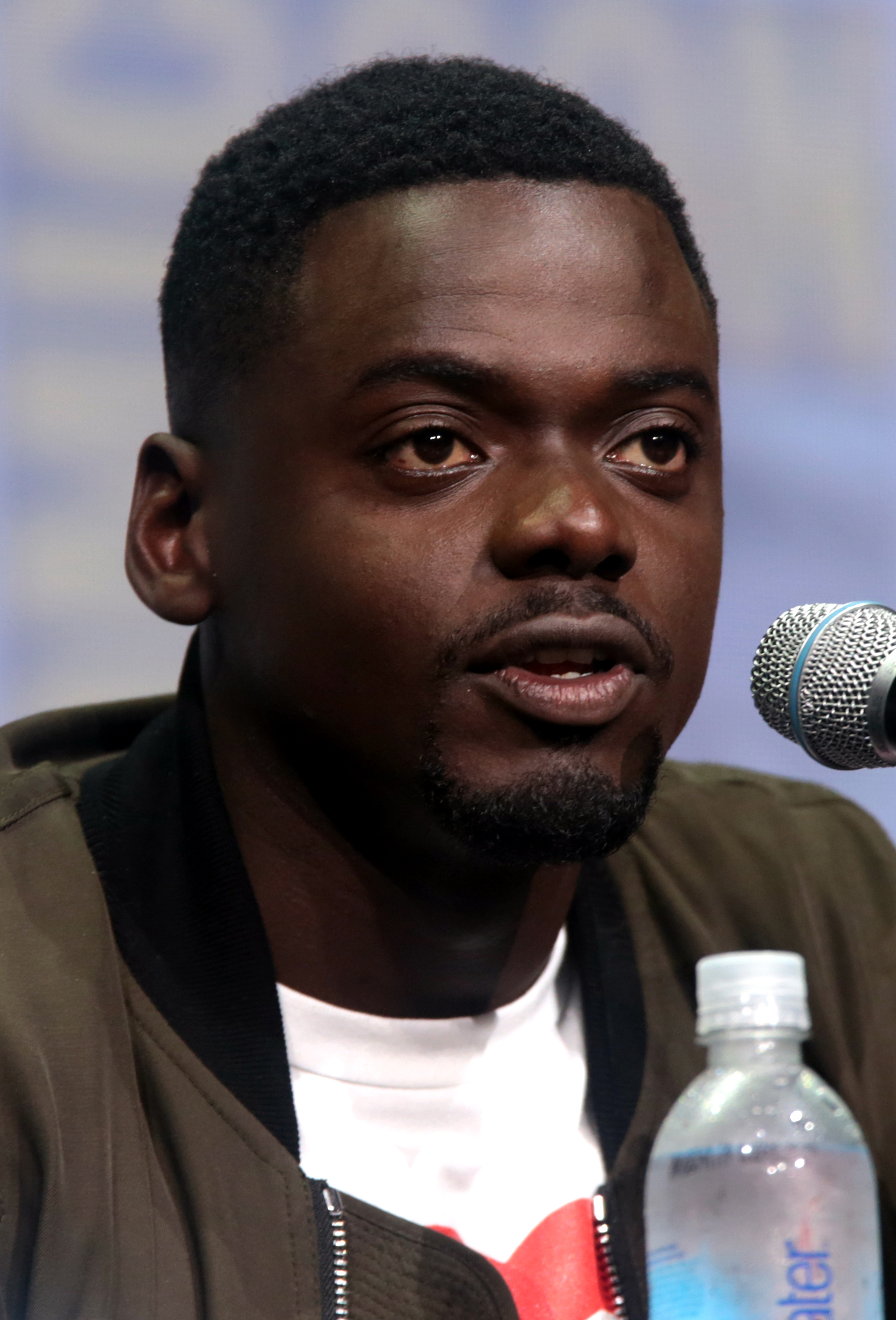
Daniel Kaluuya, vincitore nel 2021.

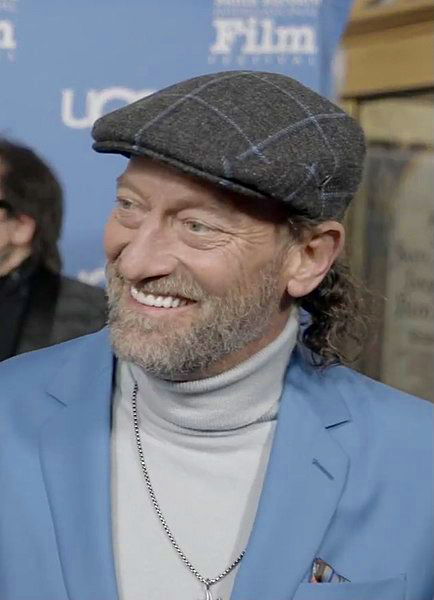
Troy Kotsur, vincitore nel 2022.

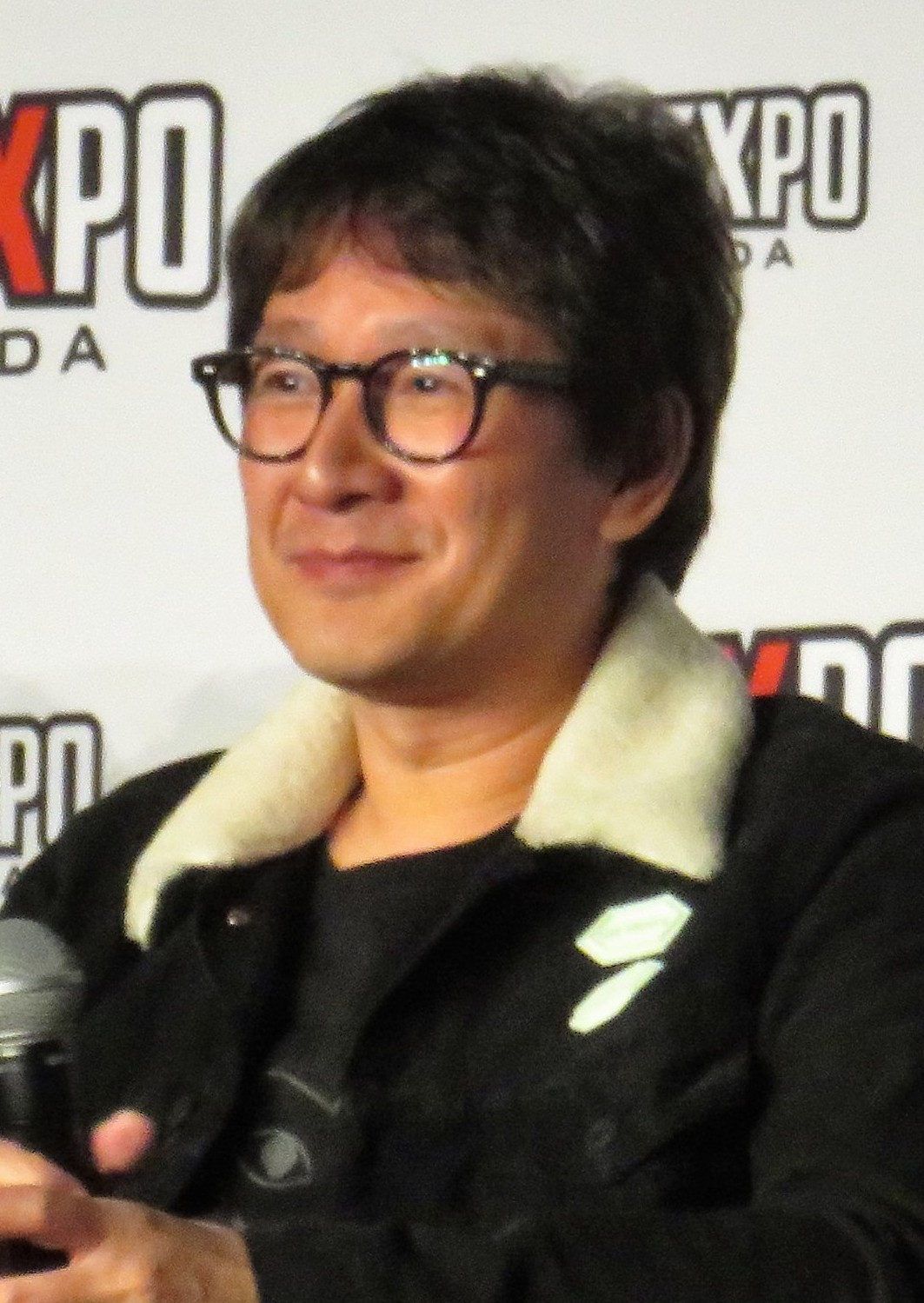
Ke Huy Quan, vincitore nel 2023.

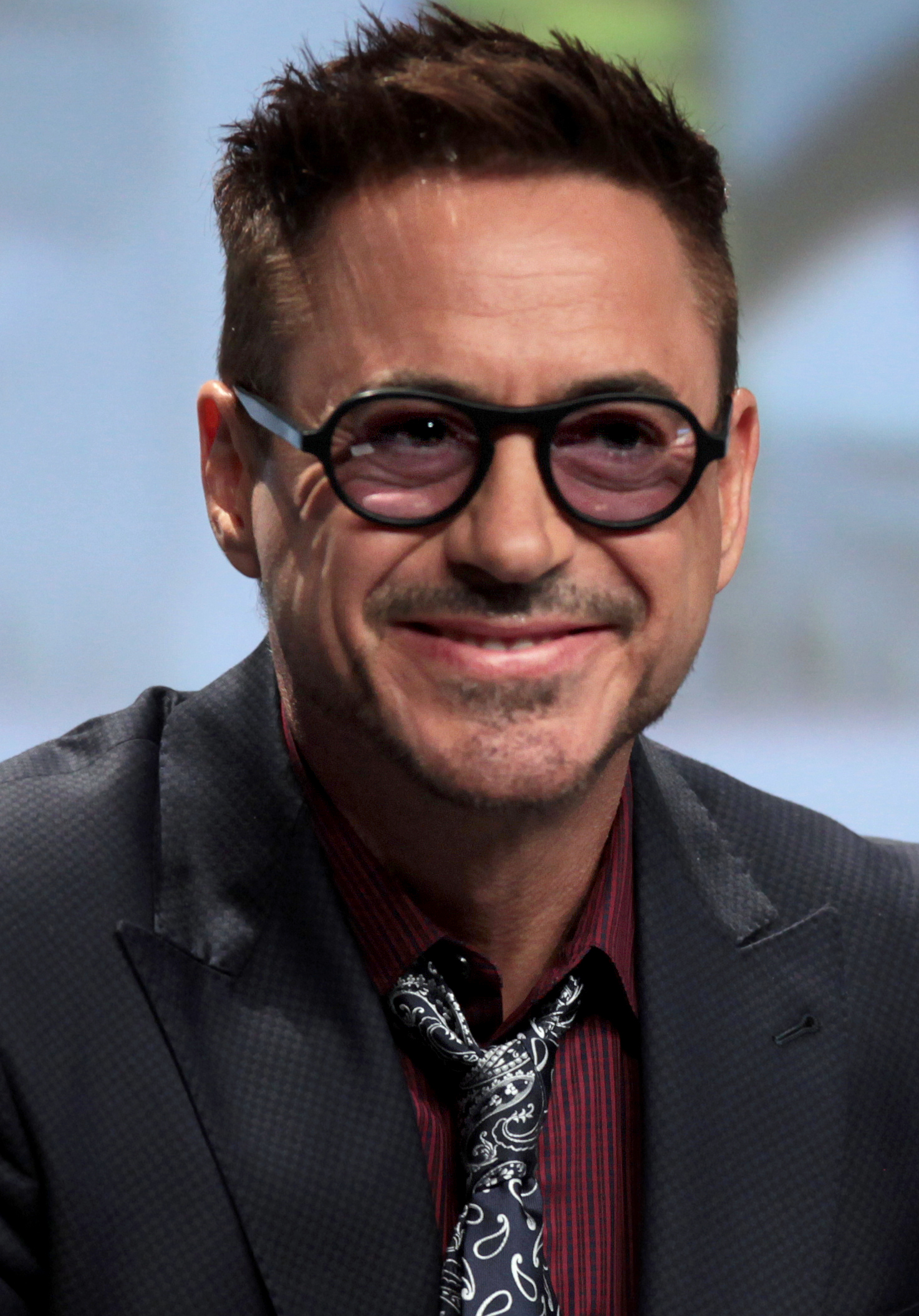
Robert Downey Jr., vincitore nel 2024.

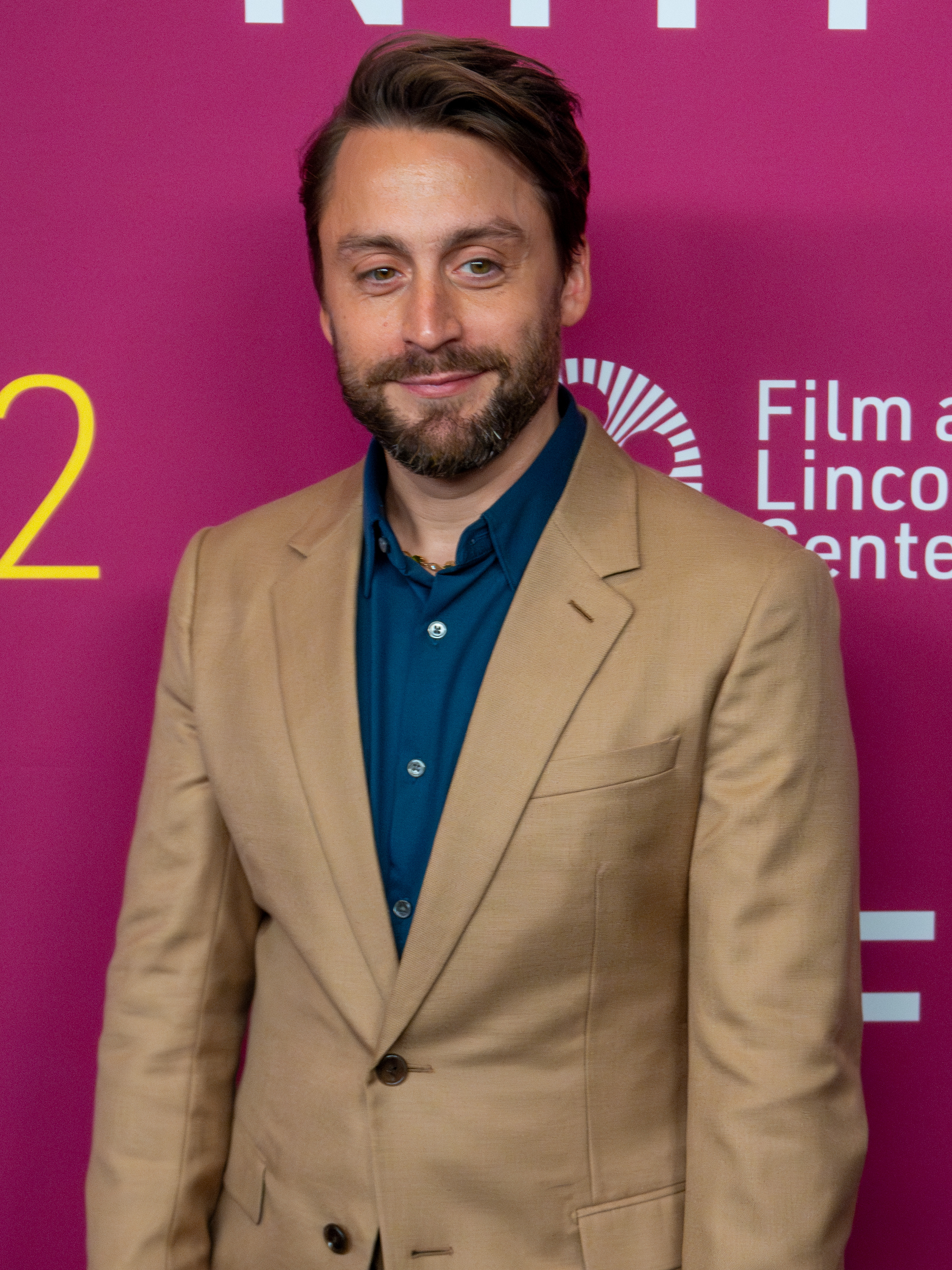
Kieran Culkin, vincitore nel 2025.

  - Brad Pitt - C'era una volta a... Hollywood (Once Upon a Time... in Hollywood)
  - Tom Hanks - Un amico straordinario (A Beautiful Day in the Neighborhood)
  - Anthony Hopkins - I due papi (The Two Popes)
  - Al Pacino - The Irishman
  - Joe Pesci - The Irishman
- 2021[85]
  - Daniel Kaluuya - Judas and the Black Messiah
  - Sacha Baron Cohen - Il processo ai Chicago 7 (The Trial of the Chicago 7)
  - Leslie Odom Jr. - Quella notte a Miami... (One Night in Miami...)
  - Paul Raci - Sound of Metal
  - Lakeith Stanfield - Judas and the Black Messiah
- 2022[86]
  - Troy Kotsur - CODA - I segni del cuore (CODA)
  - Ciarán Hinds - Belfast
  - Jesse Plemons - Il potere del cane (The Power of the Dog)
  - J. K. Simmons - A proposito dei Ricardo (Being the Ricardos)
  - Kodi Smit-McPhee - Il potere del cane (The Power of the Dog)
- 2023[87]
  - Ke Huy Quan - Everything Everywhere All at Once
  - Brendan Gleeson - Gli spiriti dell'isola (The Banshees of Inisherin)
  - Brian Tyree Henry - Causeway
  - Judd Hirsch - The Fabelmans
  - Barry Keoghan - Gli spiriti dell'isola (The Banshees of Inisherin)
- 2024[88]
  - Robert Downey Jr. - Oppenheimer
  - Sterling K. Brown - American Fiction
  - Robert De Niro - Killers of the Flower Moon
  - Ryan Gosling - Barbie
  - Mark Ruffalo - Povere creature! (Poor Things)
- 2025[89]
  - Kieran Culkin - A Real Pain
  - Jurij Borisov - Anora
  - Edward Norton - A Complete Unknown
  - Guy Pearce - The Brutalist
  - Jeremy Strong - The Apprentice - Alle origini di Trump (The Apprentice)

## Statistiche

### Attori con due o più premi in questa categoria
- 3 - Walter Brennan
- 2 - Mahershala Ali
- 2 - Michael Caine
- 2 - Melvyn Douglas
- 2 - Anthony Quinn
- 2 - Jason Robards
- 2 - Peter Ustinov
- 2 - Christoph Waltz

### Attori con tre o più candidature in questa categoria
- 4 - Walter Brennan
- 4 - Jeff Bridges
- 4 - Robert Duvall
- 4 - Arthur Kennedy
- 4 - Jack Nicholson
- 4 - Al Pacino
- 4 - Mark Ruffalo
- 4 - Claude Rains
- 3 - Charles Bickford
- 3 - Charles Coburn
- 3 - Willem Dafoe
- 3 - Robert De Niro
- 3 - Gene Hackman
- 3 - Ed Harris
- 3 - Philip Seymour Hoffman
- 3 - Tommy Lee Jones
- 3 - Martin Landau
- 3 - Edward Norton
- 3 - Jack Palance
- 3 - Joe Pesci
- 3 - Christopher Plummer
- 3 - Jason Robards
- 3 - Peter Ustinov
- 3 - Gig Young

### Vincitori per nazionalità
| Nazione     | Attori | Totale |
| ----------- | ------ | ------ |
| Stati Uniti | 53     | 58     |
| Regno Unito | 14     | 16     |
| Canada      | 3      | 3      |
| Austria     | 2      | 3      |
| Galles      | 2      | 2      |
| Messico     | 1      | 2      |
| Australia   | 1      | 1      |
| Cambogia    | 1      | 1      |
| Irlanda     | 1      | 1      |
| Porto Rico  | 1      | 1      |
| Scozia      | 1      | 1      |
| Spagna      | 1      | 1      |